# Liste der Stolpersteine im Kölner Stadtteil Altstadt-Nord
Die Liste der Stolpersteine im Kölner Stadtteil Altstadt-Nord führt die vom Künstler Gunter Demnig verlegten Stolpersteine im Kölner Stadtteil Altstadt-Nord auf.
Die Liste der Stolpersteine beruht auf den Daten und Recherchen des NS-Dokumentationszentrums der Stadt Köln, zum Teil ergänzt um Informationen und Anmerkungen aus Wikipedia-Artikeln und externen Quellen. Ziel des Kunstprojektes ist es, biografische Details zu den Personen, die ihren (letzten) freiwillig gewählten Wohnsitz in Köln hatten, zu dokumentieren, um damit ihr Andenken zu bewahren.
Anmerkung: Vielfach ist es jedoch nicht mehr möglich, eine lückenlose Darstellung ihres Lebens und ihres Leidensweges nachzuvollziehen. Insbesondere die Umstände ihres Todes können vielfach nicht mehr recherchiert werden. Offizielle Todesfallanzeigen aus den Ghettos, Haft-, Krankenanstalten sowie den Konzentrationslagern können oft Angaben enthalten, die die wahren Umstände des Todes verschleiern, werden aber unter der Beachtung dieses Umstandes mitdokumentiert.
| Bild | Name sowie Details zur Inschrift | Adresse | Zusätzliche Informationen |
| --- | --- | --- | --- |
| | Auf Befehl des Reichsführers SS vom 16.12.42 – Tgb. Nr. I 2652/42 Ad./RF/V. – sind Zigeunermischlinge, Rom-Zigeuner und nicht deutschblütige Angehörige zigeunerischer Sippen balkanischer Herkunft nach bestimmten Richtlinien auszuwählen und in einer Aktion von wenigen Wochen in ein Konzentrationslager einzuweisen. Dieser Personenkreis wird im nachstehenden kurz als 'zigeunerische Personen' bezeichnet. Die Einweisung erfolgt ohne Rücksicht auf den Mischlingsgrad familienweise in das Konzentrationslager (Zigeunerlager) Auschwitz. | Rathausplatz (Standort) | Der erste verlegte Stolperstein wurde am 16. Dezember 1992, anlässlich des 50. Jahrestages des Beginns der Deportationen, vor dem Kölner Rathaus verlegt. Auf dem Stein waren die ersten Worte des Deportationsbefehls von Heinrich Himmler für „Zigeuner“ eingraviert. Im Inneren des Steins war der gesamte Wortlaut des Deportationsbefehls eingelassen. Der Stolperstein wurde 2010 von Unbekannten herausgebrochen und entwendet. Am 21. März 2013 verlegte Gunter Demnig einen Ersatz-Stolperstein vor dem Kölner Rathaus. |
| Kopfstein Wohnhaus Cardinalstraße 9 | Wohnhaus Cardinalstraße 9 Von dort wurden Deportiert | Cardinalstr. 9 (Verlegestelle: Ecke Gereonstraße) (Standort)                                                                      | |
| Stolperstein für Georg Abraham (Cardinalstraße 9) | Georg Abraham (Jahrgang 1936) Deportiert 1941 Auschwitz ??? Für tot erklärt | Cardinalstr. 9 (Verlegestelle: Ecke Gereonstraße) (Standort)                                                                      | |
| Stolperstein für Max Friedrich Abraham (Cardinalstraße 9) | Max Friedrich Abraham (Jahrgang 1890) Deportiert 1941 Łódź ??? Für tot erklärt | Cardinalstr. 9 (Verlegestelle: Ecke Gereonstraße) (Standort)                                                                      | Nach neueren Informationen, welche zum Zeitpunkt der Stolpersteinverlegung nicht bekannt waren, wurde Max Friedrich Abraham nach der Auflösung des Ghetto Litzmannstadt (Łódź) im August 1944 in das KZ Auschwitz verschleppt. Er starb am 27. Februar 1945 im Kommando Wüstegiersdorf/Riese, einem Außenlager des KZ Groß-Rosen. |
| Stolperstein für Sophie Abraham (Norbertstraße 23) | Hier wohnte Sophie Abraham, geb. Aron (Jahrgang 1886) Deportiert 1941 Łódź ??? Tot 9. Juni 1943 | Norbertstr. 23 (Standort) | |
| Stolperstein Wilhelmine Albersheim (Drususgasse 11) | Hier wohnte Wilhelmine Albersheim (Jahrgang 1875) Deportiert 1942 Łódź ??? | Drususgasse 11 (Standort) | Nach neueren Informationen, welche zum Zeitpunkt der Stolpersteinverlegung nicht bekannt waren, wurde Wilhelmine Albersheim im Mai 1942 von Litzmannstadt (Łódź) nach Kulmhof (Chelmno) deportiert und dort ermordet. |
| Stolperstein für Johanna Albrecht (St.-Apern-Str. 29–31) | Hier lebte Johanna Albrecht (Jahrgang 1889) Deportiert 1942 Theresienstadt 1943 Auschwitz Ermordet | St.-Apern-Str. 29/31 (Standort)                                                                                                   | Am 4. April 2017 wurde der ursprüngliche Stolperstein wegen völliger Zerstörung ausgetauscht und neu verlegt. |
| Stolperstein für Eva Alsberg (Alte Wallgasse 10) | Hier lernte Eva Alsberg (Jahrgang 1924) Kindertransport 1939 Holland England | Palmstraße 1 (Verlegestelle vor dem Neubau der Königin-Luise-Schule) (Standort)                                                   | Der am 18. April 2018 verlegte Stolperstein erinnert an Eva Alsberg, geboren 1924. Eva Alsberg war die Tochter von Alfred und Martha Alsberg. Eva Alsberg war Schülerin an der Königin-Luise-Schule. 1939 flüchtete sie, mit ihren beiden Brüdern, mit einem Kindertransport über die Niederlande nach England. Später heiratete und lebte sie in Jamaika. Ihre Eltern blieben in Köln und wurden am 22. Oktober 1941 mit dem 8. Transport in das Ghetto Litzmannstadt deportiert. Ihr Vater starb im November 1943 im Ghetto Litzmannstadt, ihre Mutter starb im Juni 1944 im Vernichtungslager Kulmhof. Die Patenschaft für den Stolperstein haben Schülerinnen und Schüler der Königin-Luise-Schule übernommen. |
| Stolperstein für Arnold Auen (Kupfergasse 4) | Hier wohnte Arnold Auen (Jahrgang 1894) Eingewiesen 'Heilanstalt' Hadamar Ermordet Mai 1941 | Kupfergasse 4 (Verlegestelle: vor der Fassade des WDR gegenüber) (Standort)                                                       | Der Stolperstein erinnert an Arnold Auen, geboren am 7. Juni 1894. Arnold Auen war einer von zwei Söhnen von Jacob und Christine Auen. Nach einem Sportunfall in der Schule litt er an Epilepsie. Nach dem Besuch der Volksschule und der Rechtsschule absolvierte er eine Lehre im elterlichen Betrieb in der Kupfergasse 27–29 (heute Hausnummer 4), in der Messerputzmaschinenreparatur. Seine Eltern starben beide 1930. In der Folge erwerbslos geworden, lebte er von Unterstützung der Wohlfahrt, und seine Großmutter kümmerte sich um ihn. Wegen seiner epileptischen Anfälle kam er immer häufiger in Krankenhäuser wie dem Bürgerhospital und in Heil- und Pflegeanstalten wie die Lindenburg und die Klinik Galkhausen, wo ihn seine Familie einige Male besuchen konnte. Arnold Auen sollte wegen seiner Behinderung zwangssterilisiert werden. Das Erbgesundheitsgericht lehnte dies jedoch ab, „da er ohnehin weder körperlich noch geistig in der Lage sei, Kinder zu zeugen“. Im Mai 1941 wurde Arnold Auen, ohne die Angehörigen zu informieren, von Galkhausen in die Tötungsanstalt Hadamar verlegt. Eine Woche später folgte die Todesnachricht mit der Diagnose „Gallenleiden“. Da Arnold Auen damit aber nie Beschwerden gehabt hatte, zweifelten die Angehörigen diese Diagnose an und lehnten die Übernahme der Urne ab, aus Geldmangel und aus der Überlegung, dass man nicht wisse „was drin [sei]“. 1969 wurde eine Urne auf dem Kölner Ehrenfriedhof des Westfriedhofs, der an die Opfer der NS-Gewaltherrschaft erinnert, beigesetzt. |
| Stolperstein für Theo Babilon (Breite Straße 118) | Hier wohnte Theo Babilon Verschollen im KZ Buchenwald-Ohrdruf | Breite Str. 118 (Standort) | Der Stolperstein erinnert an Theo Babilon, geboren am 26. Februar 1899 in Köln. Theo Babilon war Geschäftsführer des Kölner Kolpinghauses. Das Kolpinghaus an der Breite Straße wurde zum Treffpunkt von gegen das NS-Regime eingestellten Katholiken, darunter Priester und Laien. Am 15. August 1944, nach dem Attentat vom 20. Juli 1944 auf Hitler, verhaftete die Kölner Gestapo im Rahmen der „Aktion Gitter“ in der Kolpingzentrale mehrere führende Männer des Kolpingwerks, darunter auch Theodor Babilon. Er wurde im EL-DE-Haus verhört, dann in den Klingelpütz und das Gestapolager in Deutz verbracht. Von dort wurde er in das KZ Buchenwald deportiert. Aus dem Lager überstellte man ihn in das Zwangsarbeitslager Ohrdruf. Die Befreiung des Lagers am 5. April 1945 erlebte er nicht mehr: Er starb, verhungert und entkräftet, am 11. Februar 1945. Für Theodor Babilon wurde an seinem ehemaligen Wohnhaus (Alarichstraße 28) ein weiterer Stolperstein verlegt. |
| Stolperstein für Gottfried Ballin (Steinfelder Gasse 8) | Hier wohnte Gottfried Ballin (Jahrgang 1914) Verhaftet 1934 'Vorbereitungen Hochverrat' 1935 Gefängnis Herford 1939 Gefängnis Dortmund 1940 Oranienburg Auschwitz Ermordet 4. März 1943 | Steinfelder Gasse 8 (Standort) | Der Stolperstein erinnert an Gottfried Ballin, geboren am 9. April 1914 in Berlin. Gottfried Rudolf Johannes Ballin war ein politisch verfolgter Widerstandskämpfer. Er war der Sohn des jüdischen Arztes Martin Ballin und dessen Ehefrau Anna (geb. Ganz). Nach seinem Abitur am Gymnasium Kreuzgasse machte Ballin eine Ausbildung bei seinem Großvater Alexander Ganz in der Lengfeld'schen Buchhandlung als Buchhändler. 1931 wurde er Mitglied der Sozialistischen Arbeiterpartei Deutschlands und begann mit der Widerstandsarbeit gegen Hitler. 1934 wurde Gottfried Ballin wegen Vorbereitung zum Hochverrat verhaftet und saß bis 1935 in Köln und Dortmund in Untersuchungshaft. 1935 wurde er zu fünf Jahren Zuchthaus verurteilt. Zu seinem Haftende hatte seine Ehefrau Helene Ballin alles für eine Ausreise nach Südamerika vorbereitet, dennoch wurde Gottfried Ballin 1939 ins KZ Sachsenhausen verbracht. Später wurde er in das KZ Auschwitz verlegt, wo er 1942 nach einem Fluchtversuch ermordet wurde. Im Gedenkbuch des Bundesarchives wird als Todesdatum der 4. März 1943 angegeben. Im Kölner Stadtwaldviertel (der ehemaligen Haelen Kaserne) wurde 2004 ein Gebäude nach Gottfried Ballin benannt und im Haus Gedenktafeln ihm zu Ehren angebracht. Für Gottfried Ballin wurde an seiner ehemaligen Schule (Vogelsanger Straße 1) ein weiterer Stolperstein verlegt. |
| Bild gesucht Die Wikipedia wünscht sich an dieser Stelle ein Bild vom hier behandelten Ort. Weitere Infos zum Motiv findest du vielleicht auf der Diskussionsseite . Falls du dabei helfen möchtest, erklärt die Anleitung , wie das geht. BW | Elisabeth Bärmann, geb. Walter (Jahrgang) | Steinweg 15 () | Die im Juli 2001 verlegten Stolpersteine sind wegen der Bauarbeiten des Erweiterungsbau des Wallraf-Richartz-Museums ausgelagert (Stand 2017). |
| Bild gesucht Die Wikipedia wünscht sich an dieser Stelle ein Bild vom hier behandelten Ort. Weitere Infos zum Motiv findest du vielleicht auf der Diskussionsseite . Falls du dabei helfen möchtest, erklärt die Anleitung , wie das geht. BW | Hugo Bärmann (Jahrgang) | Steinweg 15 () | Die im Juli 2001 verlegten Stolpersteine sind wegen der Bauarbeiten des Erweiterungsbau des Wallraf-Richartz-Museums ausgelagert (Stand 2017). |
| Bild gesucht Die Wikipedia wünscht sich an dieser Stelle ein Bild vom hier behandelten Ort. Weitere Infos zum Motiv findest du vielleicht auf der Diskussionsseite . Falls du dabei helfen möchtest, erklärt die Anleitung , wie das geht. BW | Klaus Bärmann (Jahrgang) | Steinweg 15 () | Die im Juli 2001 verlegten Stolpersteine sind wegen der Bauarbeiten des Erweiterungsbau des Wallraf-Richartz-Museums ausgelagert (Stand 2017). |
| Stolperstein für Elsie Berg (Alte Wallgasse 10) | Hier lernte Elsie Berg (Jahrgang 1923) Flucht Holland Interniert Westerbork Deportiert 1943 Auschwitz Ermordet 25. Januar 1943 | Palmstraße 1 (Verlegestelle vor dem Neubau der Königin-Luise-Schule) (Standort)                                                   | Der am 18. April 2018 verlegte Stolperstein erinnert an Elsie Berg, geboren am 25. Februar 1923 in Köln. Elsie Berg war die Tochter des Brauereibesitzers Eduard Berg und seiner Frau Frederika Elisabeth Hanf. Elsie Berg war, bis zum Schuljahr 1936/37, Schülerin an der Königin-Luise-Schule. Anfang 1938 flüchtete sie mit ihrer Familie in die Niederlande. In Apeldoorn wurde sie ab dem 21. Mai 1942 Krankenschwesterschülerin in der jüdisch psychiatrischen Anstalt Apeldoornsche Bosch. In der Nacht vom 21. auf den 22. Januar 1943 wurde die Klinik von den Nationalsozialisten „entleert“. Die Patienten und Krankenschwestern wurden über das Durchgangslager Westerbork in das Vernichtungslager Auschwitz verschleppt und direkt nach Ankunft ermordet. Elsie Berg starb dort am 25. Januar 1943. Die Patenschaft für den Stolperstein haben Schülerinnen und Schüler der Königin-Luise-Schule übernommen. |
| Stolperstein für Luise Margarethe Berlin (Alte Wallgasse 10) | Hier lernte Luise Margarethe Berlin (Jahrgang 1893) Deportiert 1941 Łódź / Litzmannstadt Ermordet Mai 1942 Chelmno / Kulmhof | Palmstraße 1 (Verlegestelle vor dem Neubau der Königin-Luise-Schule) (Standort)                                                   | Der am 5. Oktober 2020 verlegte Stolperstein erinnert an Luise Margarethe Berlin, geboren 1893. Die Patenschaft für den Stolperstein haben Schülerinnen und Schüler der Königin-Luise-Schule übernommen. |
| Bild gesucht Die Wikipedia wünscht sich an dieser Stelle ein Bild vom hier behandelten Ort. Weitere Infos zum Motiv findest du vielleicht auf der Diskussionsseite . Falls du dabei helfen möchtest, erklärt die Anleitung , wie das geht. BW | Albert Max Bier (Jahrgang) | Marsplatz 10/14 () | Die im Juli 2001 verlegten Stolpersteine sind wegen der Bauarbeiten des Erweiterungsbau des Wallraf-Richartz-Museums ausgelagert (Stand 2017). Nach neueren Informationen, welche zum Zeitpunkt der Stolpersteinverlegung nicht bekannt waren, starb Albert Max Bier am 10. August 1942 im Ghetto Litzmannstadt (Łódź). |
| Bild gesucht Die Wikipedia wünscht sich an dieser Stelle ein Bild vom hier behandelten Ort. Weitere Infos zum Motiv findest du vielleicht auf der Diskussionsseite . Falls du dabei helfen möchtest, erklärt die Anleitung , wie das geht. BW | Anna Ferdinande Bier, geb. Dannenbaum (Jahrgang) | Marsplatz 10/14 () | Die im Juli 2001 verlegten Stolpersteine sind wegen der Bauarbeiten des Erweiterungsbau des Wallraf-Richartz-Museums ausgelagert (Stand 2017). Nach neueren Informationen, welche zum Zeitpunkt der Stolpersteinverlegung nicht bekannt waren, wurde Ferdinande Bier im September 1942 von Litzmannstadt (Łódź) nach Kulmhof deportiert und dort ermordet. |
| der Stolperstein für Hannelore Bier | Hier lernte Hannelore Bier (Jahrgang 1925) verheiratet Wishni Kindertransport 1939 England | Palmstraße 1 (Verlegestelle vor dem Neubau der Königin-Luise-Schule) (Standort)                                                   | Hannelore Bier wurde am 22. Juli 1925 als Tochter von Dr. med. Julius Bier und seiner Ehefrau Betty Bier geboren. Der Vater (geb. 28. Mai 1887) war Internist und Röntgenarzt von Beruf sowie Mitglied im Vorstand der Synagogen-Gemeinde Köln. Während der NS-Zeit durfte er nur noch als „Krankenbehandler“ beim jüdischen Wohlfahrtsamt arbeiten. Die Familie lebte von 1925 bis 1935 am Hohenzollernring 19 in Köln, später am Salierring 27. Von 1935 bis 1938 besuchte Hannelore Bier die Königin-Luise-Schule. Im Juli 1939 reiste Hannelore per Zug mit dem vierten und letzten Kindertransport der Jawne zusammen mit rund 25 weiteren Mädchen unter der Leitung von Hans Joseph Heinemann nach Manchester. Ihr Bruder Günter Heinz Bier (geb. 4. Januar 1923) war schon im Mai nach England ausgereist. Die Eltern der Geschwister wurden am 2. Oktober 1942 mit dem 7. Kölner Transport per Zug und Fußmarsch von Köln in das Ghetto Theresienstadt deportiert und von dort am 19. Oktober 1944 in das KZ Auschwitz verschleppt und sind dort verschollen. Ihre Todesumstände sind nicht bekannt. Über eine zionistische Organisation kam Hannelore Bier bis zum Kriegsende in einem Kibbuz-ähnlichen Zentrum in Buckingham, Buckinghamshire, der religiös-zionistische Jugendbewegung Bachad unter. Da sie jedoch nicht nach Israel auswandern wollte, verließ sie das Zentrum und reise nach London zum War Department mit dem Wunsch, zurück nach Deutschland zu gehen. Dort, in der Nähe von München arbeitete sie drei Jahre lang für das American War Department als Dolmetscherin und Übersetzerin. In dieser Zeit fuhr sie mit dem Zug nach Köln und besuchte Orte aus ihrer Kindheit. Auch fuhr sie für einen Tag zum Kriegsverbrecherprozess nach Nürnberg und verfolgte dort die Aussagen von Julius Streicher, der u. a. das judenfeindliche Hetzblatt Der Stürmer verantwortet hatte, und sie besuchte das KZ Dachau. 1948 wanderte sie in die USA aus. Dort heiratete sie zwei Mal und wurde Mutter von drei Töchtern. Über ihr Leben nach 1996 liegen keine Informationen vor. In jedem Jahr wurde sie von der USC Shoah Foundation interviewt. Der Stolperstein für Hannelore Bier wurde am 16. März 2022. Die Patenschaft für den Stein übernahm die Klasse 8c der Königin-Luise-Schule. |
| Bild gesucht Die Wikipedia wünscht sich an dieser Stelle ein Bild vom hier behandelten Ort. Weitere Infos zum Motiv findest du vielleicht auf der Diskussionsseite . Falls du dabei helfen möchtest, erklärt die Anleitung , wie das geht. BW | Minna Myriam Bier (Jahrgang) | Marsplatz 10/14 () | Die im Juli 2001 verlegten Stolpersteine sind wegen der Bauarbeiten des Erweiterungsbau des Wallraf-Richartz-Museums ausgelagert (Stand 2017). Nach neueren Informationen, welche zum Zeitpunkt der Stolpersteinverlegung nicht bekannt waren, wurde Minna Myrjam Bier im September 1942 von Litzmannstadt (Łódź) nach Kulmhof deportiert und dort ermordet. |
| Stolperstein für Ludwig Louis Bruch (Eigelstein 84) | Hier wohnte Ludwig Louis Bruch (Jahrgang 1876) Deportiert 1941 Łódź/Litzmannstadt Ermordet Mai 1942 Chelmno/Kulmhof | Eigelstein 84 (Standort) | |
| Bild gesucht Die Wikipedia wünscht sich an dieser Stelle ein Bild vom hier behandelten Ort. Weitere Infos zum Motiv findest du vielleicht auf der Diskussionsseite . Falls du dabei helfen möchtest, erklärt die Anleitung , wie das geht. BW | Albert Brünell (Jahrgang) | Marsplatz 10/14 () | Die im Juli 2001 verlegten Stolpersteine sind wegen der Bauarbeiten des Erweiterungsbau des Wallraf-Richartz-Museums ausgelagert (Stand 2017). Nach neueren Informationen, welche zum Zeitpunkt der Stolpersteinverlegung nicht bekannt waren, wurde Albert Brünell im Mai 1942 von Litzmannstadt (Łódź) nach Kulmhof deportiert und dort ermordet. |
| Bild gesucht Die Wikipedia wünscht sich an dieser Stelle ein Bild vom hier behandelten Ort. Weitere Infos zum Motiv findest du vielleicht auf der Diskussionsseite . Falls du dabei helfen möchtest, erklärt die Anleitung , wie das geht. BW | Helwine Brünell, geb. Cahn (Jahrgang) | Marsplatz 10/14 () | Die im Juli 2001 verlegten Stolpersteine sind wegen der Bauarbeiten des Erweiterungsbau des Wallraf-Richartz-Museums ausgelagert (Stand 2017). Nach neueren Informationen, welche zum Zeitpunkt der Stolpersteinverlegung nicht bekannt waren, wurde Helwine Brünell im Mai 1942 von Litzmannstadt (Łódź) nach Kulmhof deportiert und dort ermordet. |
| Stolperstein für Damon Brzezinski (Mühlengasse 14) | Mühlengasse 14 wohnte Damon Brzezinski (Jahrgang 1936) Flucht 1938 USA | Mühlengasse 14 (Verlegestelle gegenüber Mühlengasse 7) (Standort)                                                                 | |
| Stolperstein für Dora Brzezinski (Mühlengasse 14) | Mühlengasse 14 wohnte Dora Brzezinski (Jahrgang 1930) Flucht 1938 USA | Mühlengasse 14 (Verlegestelle gegenüber Mühlengasse 7) (Standort)                                                                 | |
| Stolperstein für Josef Brzezinski (Mühlengasse 14) | Mühlengasse 14 wohnte und arbeitete Josef Brzezinski (Jahrgang 1898) Flucht 1938 USA | Mühlengasse 14 (Verlegestelle gegenüber Mühlengasse 7) (Standort)                                                                 | |
| Stolperstein für Rosa Brzezinski (Mühlengasse 14) | Mühlengasse 14 wohnte Rosa Brzezinski, geb. Magnes (Jahrgang 1904) Flucht 1938 USA | Mühlengasse 14 (Verlegestelle gegenüber Mühlengasse 7) (Standort)                                                                 | |
| Stolperstein für Hermann Buscher (Domstraße 45) | Hier wohnte Hermann Buscher (Jahrgang 1885) Flucht 1939 Holland Interniert Westerbork Deportiert 1942 Tot 31. August 1942 | Domstr. 45 A (Standort) | |
| Stolperstein für Käthe Buscher (Domstraße 45) | Hier wohnte Käthe Buscher, geb. Eichelgrün (Jahrgang 1887) Flucht 1939 Holland Interniert Westerbork Deportiert 1942 Ermordet in Auschwitz | Domstr. 45 A (Standort) | |
| Stolperstein für Moritz Cahn (Vogteistraße 18) | Hier wohnte Moritz Cahn (Jahrgang 1873) Deportiert Sobibor Für tot erklärt | Vogteistr. 18 (Standort) | |
| Bild gesucht Die Wikipedia wünscht sich an dieser Stelle ein Bild vom hier behandelten Ort. Weitere Infos zum Motiv findest du vielleicht auf der Diskussionsseite . Falls du dabei helfen möchtest, erklärt die Anleitung , wie das geht. BW | Rachel Cahn, geb. Falk (Jahrgang 1891) | Marsplatz 10/14 () | Der Stolperstein erinnert an Rachel Cahn (geb. Falk), geboren 1891 in Schrimm. Rachel (oder Rahel) Cahn war mit dem Oberlehrer Meier Cahn verheiratet, der 1921 zum Direktor der Jawne (Schule) berufen wurde. Nach dem Tod ihres Mannes 1922 unterrichtete Rachel Cahn weiter an der Jawne als Oberlehrerin. Rachel Cahn ermöglichte ihren beiden Töchter Jettchen und Miriam die Ausreise in die Niederlande. Beide Töchter wurden später aus den Niederlanden deportiert und ermordet. Rachel Cahn wurde am 21. Oktober 1941 von Köln in das Ghetto Litzmannstadt (Łódź) deportiert. Das Datum und die genauen Umstände ihres Todes sind nicht bekannt. Die im Juli 2001 verlegten Stolpersteine sind wegen der Bauarbeiten des Erweiterungsbau des Wallraf-Richartz-Museums ausgelagert (Stand 2017). |
| Stolperstein für Karl Callmann (Gereonshof 3) | Hier wohnte Karl Callmann (Jahrgang 1910) Deportiert Buchenwald Tod am 26. März 1945 | Gereonshof 3 (Standort) | |
| Stolperstein für Albert Capell (Mittelstr. 52/54) | Hier wohnte Albert Capell (Jahrgang 1883) Deportiert Auschwitz Für tot erklärt | Mittelstr. 52/54 (Standort) | |
| Stolperstein für Dora Cohen (Domstraße 21) | Hier wohnte Dora Cohen, geb. Markus (Jahrgang 1864) Deportiert 1942 Theresienstadt Ermordet in Treblinka | Domstr. 21 (Standort) | |
| Stolperstein für Irma Cohn (Christophstraße 31) | Hier wohnte Irma Cohn, geb. Loewald (Jahrgang 1878) Deportiert 1941 Łódź ??? | Christophstr. 31 (Standort) | Der Stein wurde vor Optik Schwieren, Von-Werth-Straße verlegt. Nach neueren Informationen, welche zum Zeitpunkt der Stolpersteinverlegung nicht bekannt waren, wurde Irma Cohn im Mai 1942 von Litzmannstadt (Łódź) nach Kulmhof deportiert und dort ermordet. |
| Stolperstein für Erna Cygler (Im Klapperhof 48) | Hier wohnte Erna Cygler (Jahrgang 1941) Deportiert 1941 Riga ??? | Im Klapperhof 48 (Standort) | |
| Stolperstein für Hermann Cygler (Im Klapperhof 48) | Hier wohnte Hermann Cygler (Jahrgang 1900) Deportiert 1941 Riga ??? | Im Klapperhof 48 (Standort) | |
| Stolperstein für Hittel Cygler Im Klapperhof 48 | Hier wohnte Hittel Cygler (Jahrgang 1941) Deportiert 1941 Riga ??? | Im Klapperhof 48 (Standort) | |
| Stolperstein für Ida Cygler (Im Klapperhof 48) | Hier wohnte Ida Cygler, geb. Lewkowitz (Jahrgang 1900) Deportiert 1941 Riga ??? | Im Klapperhof 48 (Standort) | |
| Stolperstein für Martha Cygler (Im Klapperhof 48) | Hier wohnte Martha Cygler (Jahrgang 1921) Deportiert 1941 Riga ??? | Im Klapperhof 48 (Standort) | |
| Stolperstein für Ruth Cygler (m Klapperhof 48) | Hier wohnte Ruth Cygler (Jahrgang 1936) Deportiert 1941 Riga ??? | Im Klapperhof 48 (Standort) | |
| Stolperstein für Ilse Franziska Deutsch (Alte Wallgasse 10) | Hier lernte Ilse Franziska Deutsch (Jahrgang 1900) Deportiert 1942 Theresienstadt Ermordet 1944 Auschwitz | Palmstraße 1 (Verlegestelle vor dem Neubau der Königin-Luise-Schule) (Standort)                                                   | Der am 18. März 2019 verlegte Stolperstein erinnert an Ilse Franziska Deutsch, geboren 1900. Die Mittelschullehrerin Ilse Franziska Deutsch war die Tochter von Clara Johanna und des Bauingenieurs und Architekten Siegmund Deutsch. 1932 kam sie als Referendarin für die Fächer Geschichte und Deutsch an die Königin-Luise-Schule. Aufgrund der diskriminierenden Bestimmungen des Gesetzes zur Wiederherstellung des Berufsbeamtentums wurde Ilse Franziska Deutsch 1933 aus dem Schuldienst entlassen. Am 27. Juli 1942 wurde sie und ihre Eltern mit dem Transport III/2 vom Bahnhof Deutz-Tief in das Ghetto Theresienstadt deportiert. Am 15. Mai 1944 wurde sie mit dem Transport Dz (Transportnummer 843) in das Vernichtungslager Auschwitz verbracht, dort verliert sich ihre Spur. Für Ilse Franziska Deutsch wurde ein weiterer Stolperstein vor ihrem Elternhaus Walther-Rathenau-Str. 13 in Rodenkirchen verlegt. Die Patenschaft für den Stolperstein haben Schülerinnen und Schüler der Königin-Luise-Schule übernommen. |
| | Hier lernte Ellen Margit Dziadek (Jahrgang 1936) mit Hilfe versteckt überlebt | Palmstraße 1 (Verlegestelle vor dem Neubau der Königin-Luise-Schule) (Standort)                                                   | |
| | Hier lernte Ingeborg Adele Dziadek (Jahrgang 1923) versteckt gelebt Tod bei Bombenangriff 30.10.1944 | Palmstraße 1 (Verlegestelle vor dem Neubau der Königin-Luise-Schule) (Standort)                                                   | |
| Stolperstein für Dr. Kurt Ehrlich (Domstraße 43) | Hier wohnte Dr. Kurt Ehrlich (Jahrgang 1878) Deportiert 1942 Ermordet in Auschwitz | Domstr. 43 (Standort) | |
| Stolperstein für Erna Esser (Magnusstraße 4) | Magnusstrasse 4 wohnte Erna Esser (Jahrgang 1893) Deportiert 1941 Łódź / Litzmannstadt Ermordet Mai 1942 Chelmno / Kulmhof | Magnusstr. 4 (Verlegestelle Magnusstraße Ecke Albertusstraße) (Standort)                                                          | Der am 19. April 2018 verlegte Stolperstein erinnert an Erna Esser, geboren am 30. Juni 1893 in Köln. Erna Esser war Tochter von Leopold Esser und seiner Frau Bertha Wallach und die Schwester von Frieda Geisenheimer. Am 22. Oktober 1941 wurde Erna Esser mit dem 8. Transport in das Ghetto Litzmannstadt deportiert und am 10. Mai 1942 in das Vernichtungslager Kulmhof verbracht. Dort verliert sich ihre Spur. |
| Stolperstein für Adolf Euteneuer (Eigelstein 28) | Hier wohnte Adolf Euteneuer (Jahrgang 1922) Deportiert 1941 Łódź / Litzmannstadt Schicksal unbekannt | Eigelstein 28 (Verlegestelle Ecke Machabäerstraße) (Standort)                                                                     | Der am 12. April 2016 verlegte Stolperstein erinnert an Adolf Euteneuer, geboren 1922. |
| Stolperstein für Rudolf Euteneuer (Eigelstein 28) | Hier wohnte Rudolf Euteneuer (Jahrgang 1920) Deportiert 1941 Riga Tot 1942 Salaspils | Eigelstein 28 (Verlegestelle Ecke Machabäerstraße) (Standort)                                                                     | Der am 12. April 2016 verlegte Stolperstein erinnert an Rudolf Euteneuer, geboren 1920. |
| Stolpersteine fü Fritz Falkenheim (Ehrenstraße 54) | Hier wohnte Fritz Falkenheim (Jahrgang 1911) Flucht Frankreich Interniert Drancy Deportiert 1942 Ermordet in Auschwitz | Ehrenstr. 54 (Standort) | |
| Stolperstein für Hinda Gunda Fillenbaum (Große Neugasse 38) | Hier wohnte Hinda Gunda Fillenbaum, geb. Adler Schicksal unbekannt | Große Neugasse 38 (Standort) | Der am 18. März 2019 verlegte Stolperstein erinnert an Hinda Gunda Fillenbaum (geb. Adler), geboren 1880. Hinda (Hendel) Gunda Adler wurde 1880 in Rudnik in Polen geboren. Um 1900 kam sie mit ihrem Ehemann Isak Jakob Fillenbaum nach Köln. Das Ehepaar hatte zwei Söhne: Sanel (geb.1906) und Philipp (geb. 1908). 1938 wurde sie gemeinsam mit den jüdischen Mitbürgern mit polnischer Nationalität in der sogenannten „Polenaktion“ aus Köln nach Bentschen ausgewiesen. Hier war sie mit ihren Ehemann und ihrem Sohn Sanel in der Uliza Batorego 5 untergebracht. In Bentschen verliert sich ihre Spur. |
| Stolperstein für Isak Jakob Fillenbaum (Große Neugasse 38) | Hier wohnte und arbeitete Isak Jakob Fillenbaum (Jahrgang 1876) 'Polenaktion' 1938 Bentschen / Zbaszyn Ermordet im besetzten Polen | Große Neugasse 38 (Standort) | Der am 18. März 2019 verlegte Stolperstein erinnert an Isak Jakob Fillenbaum, geboren am 10. Dezember 1876 . Isak (Isaak) Jakob Fillenbaum wurde 1876 in Ulanów geboren. Gemeinsam mit seinem Bruder David Pinkas Fillenbaum ließ er sich um 1900 in Köln nieder. Die Brüder gründeten Altwarenhandlungen in der Kölner Altstadt. Während des Ersten Weltkrieges lebte die Familie zeitweilig in Amsterdam (1916 bis 1918). Isak Jakob Fillenbaum war mit Hinda (Hendel) Gunda Adler verheiratet. Das Ehepaar hatte zwei Söhne : Sanel (geb.1906) und Philipp (geb.1908). Da Isak Jakob Fillenbaum die polnische Staatsbürgerschaft besaß, wurde er 1938 im Zuge der sogenannten „Polenaktion“ aus dem Deutschen Reich ausgewiesen. In Bentschen war er gemeinsam mit seiner Ehefrau und seinem Sohn Sanel in der Uliza Batorego 5 untergebracht. In Bentschen verliert sich seine Spur. |
| Stolperstein für Klara Fillenbaum (Große Neugasse 38) | Klara Fillenbaum, geb. Horn (Jahrgang 1909) Flucht 1938 Holland Interniert Westerbork Deportiert 1942 Auschwitz Ermordet 30. September 1942 | Große Neugasse 38 (Standort) | Der am 18. März 2019 verlegte Stolperstein erinnert an Klara Fillenbaum (geb. Horn), geboren am 6. Februar 1909. Klara Horn wurde 1909 als Tochter von Jakob Horn und seiner Ehefrau Rosalia, geb. Kahn in Köln geboren. Am 8. Dezember 1938 flüchtete Klara Horn mit ihrem Freund Philipp Fillenbaum nach Amsterdam. Hier heirateten sie am 22. März 1939. Sie arbeitete als Sekretärin. In Amsterdam mussten sie mehrfach die Wohnung wechseln: Holbeinstraße (1938/39), Kasernenstraße 81 (1939) und Hectorstraße 40 (1939–1942). 1942 wurde das Ehepaar verhaftet und in das Durchgangslager Westerbork verschleppt. Von dort wurde Klara Fillenbaum am 15. Juli 1942 ins Vernichtungslager Auschwitz deportiert. Hier wurde sie am 30. September 1942 ermordet. Ihre Schwester Ruth (verh. Durlacher) gelang 1944 von Amsterdam über Barcelona die Flucht nach Palästina und überlebte den Holocaust mit ihrem Sohn Uri und ihrem Ehemann Heinz im Kibbuz Hazorea bei Haifa. |
| Stolperstein für Philipp Fillenbaum (Große Neugasse 38) | Hier wohnte Philipp Fillenbaum, (Jahrgang 1908) Flucht 1938 Holland Interniert Westerbork Deportiert 1942 Auschwitz Ermordet Sept. 1942 | Große Neugasse 38 (Standort) | Der am 18. März 2019 verlegte Stolperstein erinnert an Philipp Fillenbaum, geboren am 8. September 1908. Philipp Fillenbaum wurde 1908 als jüngster Sohn des polnischen Altwarenhändlers Isak Jakob Fillenbaum und seiner Frau Gunda Hindel, geb. Adler in Köln geboren. Kurz nach den Novemberpogromen 1938 flüchtete Philipp Fillenbaum am 9. Dezember 1938 nach Amsterdam. Hier heiratete er die aus Köln stammende Klara Horn. In Amsterdam arbeitete er als Bürokaufmann im Erz- und Metallhandel. 1942 wurde das Ehepaar verhaftet und in das Durchgangslager Westerbork verschleppt. Von dort wurde Philipp Fillenbaum, gemeinsam mit seiner Frau am 15. Juli 1942 ins Vernichtungslager Auschwitz deportiert. Hier wurde er im September 1942 (widersprüchliche Angaben: 8. September 1942 / 30. September 1942) ermordet. |
| Stolperstein für Sanel Fillenbaum (Große Neugasse 38) | Hier wohnte Sanel Fillenbaum, (Jahrgang 1906) 'Polenaktion' 1938 Bentschen / Zbaszyn Flucht Belgien Interniert Mechelen Deportiert 1942 Ermordet in Auschwitz | Große Neugasse 38 (Standort) | Der am 18. März 2019 verlegte Stolperstein erinnert an Sanel Fillenbaum, geboren am 16. September 1906. Sanel Fillenbaum wurde 1906 als ältester Sohn des polnischen Altwarenhändlers Isak Jakob Fillenbaum und seiner Ehefrau Hinda Gunda, geb. Adler in Köln geboren. Von 1917 bis 1918 lebte er mit der Familie in Amsterdam. 1928 ging er nach Borgerhout, um bei Aron Zehngith den Beruf des Diamantenspalters zu lernen. Ab September 1928 lernte und wohnte er bis September 1930 in Antwerpen (Van der Meydenstraat 14, Groote Beerstraat 68). Anfang der 1930er Jahre ging er nach Köln zurück. Am 27. Januar 1932 schrieb er sich als Student der hebräischen Religion in Antwerpen ein. Im April 1933 ging er wieder nach Köln zurück. 1938 wurde er, da er polnischer Nationalität war, gemeinsam mit seinen Eltern aus dem Deutschen Reich nach Bentschen abgeschoben. Er konnte nach Belgien fliehen und lebte mit der Unterstützung durch seinen Bruder Philipp in Antwerpen zunächst bei dem Diamantenhändler Leo Deutsch. In Antwerpen musste er mehrfach die Wohnung wechseln (Belgielei 75, Simonsstraat 24, Oostenstraat 50). Am 24. Juli 1941 wurde er im Fort Breendonck inhaftiert und später in das Durchgangslager Kaserne Dossin verschleppt. Von hier wurde er mit dem 11. Transport am 11. August 1942 in das Vernichtungslager Auschwitz deportiert. Hier verliert sich seine Spur. |
| der Stolperstein für Ernst Flatow | Hier wohnte Pfarrer Ernst Flatow (Jahrgang 1887) versteckt gelebt deportiert 1942 Ghetto Warschau ermordet | Hildeboldplatz 23 (Standort) | |
| Stolperstein für Marie Frank (St.-Apern-Str. 26) | Hier wohnte Marie Frank (Jahrgang 1880) Deportiert 1941 Łódź Für tot erklärt | St.-Apern-Str. 26 (Standort) | Nach neueren Informationen, welche zum Zeitpunkt der Stolpersteinverlegung nicht bekannt waren, starb Marie Frank am 18. Februar 1942 im Ghetto Litzmannstadt (Łódź). |
| Stolperstein für Regina Prins (Alte Wallgasse 10) | Hier lernte Maria Frankenstein (Jahrgang 1919) Flucht 1939 England | Palmstraße 1 (Verlegestelle vor dem Neubau der Königin-Luise-Schule) (Standort)                                                   | Der am 18. März 2019 verlegte Stolperstein erinnert an Maria Frankenstein, geboren am 15. März 1919 in Köln. Johanna Maria Susanne Frankenstein wurde als zweites Kind des Gynäkologen Kurt Frankenstein und seiner Frau Susanne Margarete geboren und im Juni 1919 evangelisch getauft. Der Vater konvertierte vor der Geburt von Maria Frankenstein vom jüdischen zum evangelischen Glauben. 1925 wurde sie vom Besuch der Volksschule freigestellt und privat unterrichtet. Die Eltern achteten auf die musische Erziehung des Kindes, seit 1928 lernte sie Klavier. 1929 trat sie in das Lyceum Teschner ein, seit 1931 besuchte sie die Quarta der Merlo-Mevissenschule. Seit 1933 besuchte sie die Königin-Luise-Schule. Seit Juli 1937 durfte sie außer am Unterricht an keinen Aktivitäten der Schule teilnehmen. Nach dem Tod des Vaters wurde die Familie Frankenstein gezwungen, ihre Wohnung zu verlassen und in eine kleine Wohnung in der Machabäerstr. 28a zu ziehen. Ostern 1938 legte sie das Abitur der hauswirtschaftlichen Form ab. Im Frühjahr 1939 floh Maria Frankenstein nach England. In Shenfield arbeitete sie als Dienstmädchen und versuchte ihre Mutter zu bewegen, ihr nach England nachzufolgen. Die Mutter blieb jedoch in Köln und wurde im Juni 1942 ins Ghetto Theresienstadt deportiert, wo sie im März 1943 starb. 1943 heiratete Maria Frankenstein in London Stanley A. Wrist. Sie starb im April 2005 in London. Die Patenschaft für den Stolperstein haben Schülerinnen und Schüler der Königin-Luise-Schule übernommen. |
| Stolperstein für Anna Freudenthal (Friesenwall 96–98) | Hier wohnte Anna Freudenthal, geb. Schweizer (Jahrgang 1889) Deportiert 1941 Riga Für tot erklärt | Friesenwall 96/98 (Standort) | Der Stolperstein erinnert an Anna Freudenthal (geb. Schweizer), geboren am 28. August 1889 in Köln. Anna Schweizer wurde als Tochter von Rudolf Schweizer und seiner Ehefrau Johanna, geb. Blumenkohl geboren. Anna Schweizer war mit dem Kaufmann Max Freudenthal verheiratet. Das Ehepaar hatte zwei Kinder: Hanneliese (geb. 1921) und Ernst Benjamin (geb. 1922). 1940 wurde die Familie gezwungen, ihre Wohnung am Friesenwall zu verlassen, die Möbel zu veräußern und in ein „Ghettohaus“ in der Blumenthalstr. 21 ziehen. Von hier wurde Anna Freudenthal mit ihrem Ehemann und ihren zwei Kindern am 7. Dezember 1941 mit dem III. Kölner Transport in das Ghetto Riga deportiert. Nach der Auflösung des Ghettos im Sommer 1943 wurde sie mit ihrer Tochter ins KZ Riga-Kaiserwald verschleppt. Sie wurde zur Zwangsarbeit am Flughafen Riga-Spilve und im Heeresfahrzeugpark Nr. 2 verpflichtet. Im Oktober 1944 wurde das KZ Riga-Kaiserwald vor der vorrückenden Roten Armee geräumt und die Häftlinge in das KZ Stutthof verschleppt. Im Außenlager Bromberg-Ost musste Anna Freudenthal gemeinsam mit ihrer Tochter u. a. Panzersperren errichten. Sie starb am 11. Dezember 1944 an Hunger und Entkräftung. |
| Stolperstein für Caroline Freudenthal (Friesenwall 96–98) | Caroline 'Lily' Freudenthal, geb. Goldschmidt (Jahrgang 1864) Deportiert 1942 Theresienstadt Ermordet 14. März 1943 | Friesenwall 96/98 (Standort) | Der am 18. März 2019 verlegte Stolperstein erinnert an Caroline 'Lily' Freudenthal, geb. Goldschmidt, geboren am 12. März 1864 in Frankfurt / Main. Caroline (‚Lily‘ ,andere Schreibweise Karola) Goldschmidt wurde als Tochter des jüdischen Kaufmanns Joseph Goldschmidt und seiner Frau Pauline Weismann geboren. 1886 heiratete sie den Kaufmann Benjamin Freudenthal aus Battenberg. Das Paar lässt sich in Köln nieder. Benjamin Freudenthal leitet hier eine Großhandlung für Schuhmacherbedarf auf der Luxemburger Straße. 1887 wird der Sohn Max, 1889 die Tochter Anna Stefanie geboren. 1905 starb Benjamin Freudenthal. Er wurde auf dem Jüdischen Friedhof in Deutz beigesetzt. Caroline Freudenthal führte das Geschäft ihres Mannes zunächst mit Hilfe ihres Schwagers, ab 1907 mit ihren Kindern Max und Anna auf der Richard-Wagner Straße weiter. Nach dem Ersten Weltkrieg erweiterte Max Freudenthal das Verkaufsangebot und vertrieb nun auch chemische Produkte. In den 1920er Jahren wurde die Firma an den Friesenwall 96/98 verlegt. Ende der 1930er Jahre lebte Karoline Freudenthal in der Titusstraße und später im Jüdischen Altenheim in der Ottostraße. Kurz vor der Deportation wurde sie im Frühjahr 1942 gezwungen, in ein Ghettohaus in der Cäcilienstraße 18–22 umzuziehen. Von hier wurde sie am 27. Juli 1942 mit dem Transport DA 76 in das Ghetto Theresienstadt deportiert. Hier wurde sie im Gebäude L609 untergebracht. Caroline Freudenthal starb im Ghetto am 14. März 1943. |
| Stolperstein für Hanneliese Freudenthal (Friesenwall 96–98) | Hier wohnte Ernst Benjamin Freudenthal (Jahrgang 1922) Deportiert 1941 Riga Salaspils Erschossen Juli 1944 Riga-Kaiserwald | Friesenwall 96/98 (Standort) | Der am 18. März 2019 verlegte Stolperstein erinnert an Ernst Benjamin Freudenthal, geboren am 11. Oktober 1922 in Köln. Ernst Benjamin Freudenthal wurde als zweites Kind des jüdischen Kaufmann Max Freudenthal und seiner Ehemann Anna, geb. Schweizer geboren. Nach dem Besuch der Volksschule begann er eine Lehre als Automechaniker und arbeitete in der elterlichen Firma mit. Gemeinsam mit seinen Eltern und seiner Schwester wurde er am 7. Dezember 1941 mit dem III. Kölner Transport in das Ghetto Riga deportiert. Er wurde unmittelbar nach der Ankunft in Riga zum Arbeitseinsatz ins Lager Salaspils verschleppt. Ein Bild, dass der Kriegsberichterstatter Dürr in Salaspils im Dezember 1941 aufgenommen hat, zeigt Ernst Benjamin Freudenthal. Nach der Räumung des Ghetto Riga wurde er im Sommer 1943 ins KZ Riga-Kaiserwald verschleppt und zur Zwangsarbeit im Außenlager Lenta gezwungen. Aufgrund seiner beruflichen Qualifikation arbeitete er im Heeresfahrzeugpark Nr. 1. Nach einem Brand in der Werkstatt wurde Ernst Freudenthal als Geisel genommen und zu Strafarbeiten selektiert. Er wurde gezwungen im Rahmen der Sonderaktion 1005 Spuren der Massenerschießung im Wald von Biķernieki zu beseitigen. Nach Beendigung der Arbeiten wurden alle Häftlinge des jüdischen Arbeitskommandos, unter ihnen auch Ernst Benjamin Freudenthal, im Juli 1944 erschossen. |
| Stolperstein für Hanneliese Freudenthal (Friesenwall 96–98) | Hier wohnte Hanneliese Freudenthal, verh. Schusheim (Jahrgang 1921) Deportiert 1941 Riga 1944 Stutthof 1945 Todesmarsch Befreit | Friesenwall 96/98 (Standort) | Der am 18. März 2019 verlegte Stolperstein erinnert an Hanneliese Freudenthal (verh. Hannah Schusheim / Schusheim-Beigel), geboren am 7. September 1921 in Köln. Hanneliese Freudenthal wurde als älteste Tochter des jüdischen Kaufmanns Max Freudenthal und seiner Ehefrau Anna, geb. Schweizer geboren. Nach dem Schulabschluss arbeitete sie in Kontor im elterlichen Betrieb. 1940 wurde die Familie aus ihrer Wohnung vertrieben und musste in ein „Ghettohaus“ in der Blumenthalstraße 21 ziehen. Gemeinsam mit ihren Eltern und ihrem Bruder wurde sie am 7. Dezember 1941 mit dem III. Kölner Transport in das Ghetto Riga deportiert. Nach der Liquidation des Ghetto wurde sie mit ihrer Mutter in das KZ Riga-Kaiserwald verschleppt. Während ihrer Inhaftierung musste sie beim Flughafenbau in Riga-Spilve und anschließend im Heeresfahrzeugpark Nr. 2 Zwangsarbeit verrichten. Nachdem die Rote Armee im Sommer 1944 auf Riga vorrückte, wurde das KZ Kaiserwald im September 1944 geräumt und die Häftlinge ins KZ Stutthof verbracht. Im Außenlager Bromberg-Ost wurde sie gezwungen, Panzersperren zu errichten. Das KZ Stutthof wurde im Frühjahr 1945 geräumt und die Häftlinge auf Todesmärsche Richtung Westen geschickt. Hanneliese Freudenthal wurde auf dem Marsch von der Roten Armee befreit. Nach dem Ende des Krieges wanderte Hanneliese Freudenthal nach England aus. Hier heiratete sie Usher Zalki Schusheim (geb. 5. Mai 1912 in Berlin; gest. 4. Oktober 1986). Das Paar hatte drei Töchter und verbrachte einen Großteil ihrer gemeinsamen Lebenszeit in Kanada. Am 3. Juli 1995 gab sie dem USC Shoah Foundation Institute ein 110-minütiges Interview über ihr Leben, ihre Familie und die Zeit des Holocausts. Nach Tod ihres Mannes heiratete sie Izzy Beigel. Hannah Schusheim-Beigel starb am 3. Mai 2006 in Thornville (Ontario). |
| Stolperstein für Max Freudenthal (Friesenwall 96–98) | Hier wohnte Max Freudenthal (Jahrgang 1887) Deportiert 1941 Riga Für tot erklärt | Friesenwall 96/98 (Standort) | Der Stolperstein erinnert an Max Freudenthal, geboren am 8. Juli 1887 in Köln. Max Freudenthal wurde als ältester Sohn des jüdischen Kaufmanns Benjamin Freudenthal und seiner Ehefrau Caroline geboren. Nach dem Tod seines Vaters 1905 übernahm er gemeinsam mit seiner Mutter die Großhandlung für Schuhmacherbedarf auf der Richard-Wagner-Straße. In den 1920er Jahren verlegte er den Firmensitz und die Wohnung in den Friesenwall. 1940 wurde die Familie gezwungen, die Wohnung zu verlassen, das Mobiliar zu veräußern und in das Ghettohaus Blumenthaler Str. 21 zu ziehen. Von dort wurde die Familie am 7. Dezember 1941 mit dem III. Kölner Transport in das Ghetto Riga deportiert. Max Freudenthal wurde zur Zwangsarbeit ins Lager Salaspils verschleppt. Max Freudenthal starb im Ghetto Riga am 4. Dezember 1942. |
| Stolperstein für Dr. Albert Friede (Christophstraße 43) | Hier praktizierte Dr. Albert Friede (Jahrgang 1878) Deportiert 1942 Ermordet in Auschwitz | Christophstr. 43 (Standort) | Der Stolperstein erinnert an Albert Friede, geboren am 2. Juli 1878 in Iserlohn. Albert Friede war Rechtsanwalt und der Sohn des Brauereibesitzers Moritz Friede. Albert Friede bestand 1897 sein Abitur in Köln und studierte Rechtswissenschaften in Bonn, Heidelberg und Berlin. Am 6. Oktober 1900 bestand er in Köln das Referendarsexamen und erhielt am 16. April 1907 die Anwaltszulassung am Kölner Amts- und Landgericht. Im Ersten Weltkrieg leistete er Wehrdienst als Feld-Assessor, Hilfsrichter und Kriegsgerichtsrat und wurde mit dem Eisernen Kreuz II. Klasse sowie mit dem Ehrenkreuz für Frontkämpfer ausgezeichnet. Nach dem Krieg wirkte er als Anwalt vorwiegend im Zivil- und Handelsrecht. Ab 1933 befasste er sich hauptsächlich mit Devisen- und Auswanderungsangelegenheiten. Die Zulassung zum Anwalt wurde ihm, gemäß der Fünften Verordnung zum Reichsbürgergesetz, am 1. Dezember 1938 entzogen. Albert Friede stellte einen Antrag auf Zulassung als Konsulent, welcher am 26. Januar 1939 abgelehnt wurde. Erst nach Ausscheiden einer der drei Konsulenten in Köln konnte er am 30. September 1940 zum Konsulenten berufen werden. Einer Deportation am 8. Dezember 1941 nach Minsk entging Friede zunächst durch ein Zurückstellungsgesuch an die Gestapo. Am 15. Januar 1943 wurde Albert Friede zunächst nach Berlin und von dort aus, am 29. Januar 1943, mit dem 27. Osttransport nach Auschwitz deportiert. In der Transportliste wurde Albert Friede als „unverheiratet“ und „arbeitsfähig“ mit der Adresse Horst Wessel-Platz 14 (heute Rathenauplatz) eingetragen. Seine Kennkarten-Nr. lautet J 05466. Dort verliert sich seine Spur... Seine Kanzlei befand sich von 1912 bis 1938 in der Christophstraße 43. Neben seiner anwaltlichen Tätigkeit war er von 1904 bis 1933 im Aufsichtsrat der väterlichen Brauerei Hitdorfer Brauerei Friede AG tätig. Nach dem Zweiten Weltkrieg betrieben seine Erben eine Vielzahl von Wiedergutmachungsverfahren. |
| Stolperstein für Elisabeth Friede (Komödienstr. 77) | Hier wohnte Elisabeth Friede (Jahrgang 1884) Deportiert 1941 Łódź ??? | Komödienstr. 77 (Verlegestelle: Ecke Tunisstraße) (Standort)                                                                      | Nach neueren Informationen, welche zum Zeitpunkt der Stolpersteinverlegung nicht bekannt waren, wurde Elisabeth Friede im Mai 1942 von Litzmannstadt (Łódź) nach Kulmhof deportiert und dort ermordet. |
| | Hier wohnte Jonas Julius Gabriel (Jahrgang 1868) gedemütigt/entrechtet Flucht in den Tod 7. Jan. 1943 | Richmodstraße 29 (Standort) | |
| Stolperstein für Frieda Geisenheimer (Magnusstraße 4) | Magnusstrasse 4 wohnte Frieda Geisenheimer, geb. Esser (Jahrgang 1889) Deportiert 1941 Łódź / Litzmannstadt Ermordet Mai 1942 Chelmno / Kulmhof | Magnusstr. 4 (Verlegestelle Magnusstraße Ecke Albertusstraße) (Standort)                                                          | Der am 19. April 2018 verlegte Stolperstein erinnert an Frieda Frankziska Geisenheimer, geboren am 2. Juni 1889 in Köln. Frieda Frankziska Geisenheimer war Tochter von Leopold Esser und seiner Frau Bertha Wallach und die Schwester von Erna Esser. Am 30. Oktober 1941 wurden Frieda Frankziska Geisenheimer und ihr Ehemann Robert mit dem 16. Transport in das Ghetto Litzmannstadt deportiert. Am 4. Mai 1942 wurde Frieda Frankziska Geisenheimer in das Vernichtungslager Kulmhof verbracht. Dort verliert sich ihre Spur. |
| Stolperstein für Hilde Geisenheimer (Magnusstraße 4) | Magnusstrasse 4 wohnte Hilde Geisenheimer, Hilde Geisen (Jahrgang 1924) Deportiert 1942 Theresienstadt Befreit | Magnusstr. 4 (Verlegestelle Magnusstraße Ecke Albertusstraße) (Standort)                                                          | Der am 19. April 2018 verlegte Stolperstein erinnert an Hilde Geisenheimer, geboren am 28. Mai 1924 in Köln. Hilde Geisenheimer war Tochter von Robert Geisenheimer und seiner Frau Frieda Frankziska Esser. 1941 und 1942 arbeitete sie als Hilfsschwester im Israelitischen Altenheim in Köln. Am 27. Juli 1942 wurde Hilde Geisenheimer in das Ghetto Theresienstadt deportiert. Am 9. Mai 1945 wurde sie durch die russischen Truppen befreit und kam in das DP-Lager für jüdische so genannte „Displaced Persons“ in Deggendorf. Obwohl sie nach Israel auswandern wollte, dafür aber keine Genehmigung erhielt, konnte sie erst 1947 nach Amerika ausreisen. Ihren Namen änderte sie in Hilde Geisen. In Eugene, Oregon arbeitete sie als Einkäuferin in den Damenbekleidungsgeschäften ihres Onkels Ludwig Kaufmann. Hilde Geisen blieb unverheiratet und lebte in Eugene, Oregon, verbrachte das halbe Jahr in Palm Springs, Florida und in Israel. Am 21. November 2017 starb Hilde Geisen in Eugene, Oregon an Herzversagen. |
| Stolperstein für Robert Geisenheimer (Magnusstraße 4) | Magnusstrasse 4 wohnte Robert Geisenheimer (Jahrgang 1884) Deportiert 1941 Łódź / Litzmannstadt Ermordet 13. Februar 1942 | Magnusstr. 4 (Verlegestelle Magnusstraße Ecke Albertusstraße) (Standort)                                                          | Der am 19. April 2018 verlegte Stolperstein erinnert an Robert Geisenheimer, geboren am 7. Juni 1884 in Köln. Robert Geisenheimer war der Sohn von Eugen Geisenheimer und seiner Frau Sybilla Nee Cahn. Robert Geisenheimer war verheiratet mit Frieda Esser und der Vater der gemeinsamen Tochter Hilde. Am 30. Oktober 1941 wurden Robert und Frankziska Geisenheimer mit dem 16. Transport in das Ghetto Litzmannstadt deportiert. Dort starb Robert Geisenheimer am 13. Februar 1942 an Typhus. |
| Bild gesucht Die Wikipedia wünscht sich an dieser Stelle ein Bild vom hier behandelten Ort. Weitere Infos zum Motiv findest du vielleicht auf der Diskussionsseite . Falls du dabei helfen möchtest, erklärt die Anleitung , wie das geht. BW | Elisabeth Gerothewohl, geb. Herz (Jahrgang) | Marsplatz 10/14 () | Die im Juli 2001 verlegten Stolpersteine sind wegen der Bauarbeiten des Erweiterungsbau des Wallraf-Richartz-Museums ausgelagert (Stand 2017). Nach neueren Informationen, welche zum Zeitpunkt der Stolpersteinverlegung nicht bekannt waren, wurde Elisabeth Gerothwohl im September 1942 von Litzmannstadt (Łódź) nach Kulmhof deportiert und dort ermordet. |
| Bild gesucht Die Wikipedia wünscht sich an dieser Stelle ein Bild vom hier behandelten Ort. Weitere Infos zum Motiv findest du vielleicht auf der Diskussionsseite . Falls du dabei helfen möchtest, erklärt die Anleitung , wie das geht. BW | Ignatz Gerothewohl (Jahrgang) | Marsplatz 10/14 () | Die im Juli 2001 verlegten Stolpersteine sind wegen der Bauarbeiten des Erweiterungsbau des Wallraf-Richartz-Museums ausgelagert (Stand 2017). Nach neueren Informationen, welche zum Zeitpunkt der Stolpersteinverlegung nicht bekannt waren, wurde Ignatz Gerothwohl im September 1942 von Litzmannstadt (Łódź) nach Kulmhof deportiert und dort ermordet. |
| Stolperstein für Dr. Elisabeth C. Gloeden (Mohrenstraße 26) | Mohrenstr. 26 wohnte Dr. Elisabeth C. Gloeden, geb. Kuznitzky (Jahrgang 1903) Verzogen Berlin Im Widerstand Verhaftet 3. September 1944 Hingerichtet 30. November 1944 Gefängnis Plötzensee | Mohrenstr. 26 (Verlegestelle vor Hausnummer 20) (Standort)                                                                        | Der am 10. September 2018 verlegte Stolperstein erinnert an Elisabeth Charlotte Gloeden (geb. Kuznitzky), geboren am 9. Dezember 1903 in Köln. Elisabeth Charlotte Gloeden war die Tochter des jüdischen Urologen Martin Kuznitzky und seiner Frau Elisabeth (geb. von Liliencron). Nach dem Schulabschluss begann Elisabeth Kuznitzky mit dem Studium der Rechtswissenschaften. Sie promovierte 1928 an der Universität Köln über das deutsche Adelsrecht. Anschließend arbeitete als Gerichtsreferendarin. 1938 heiratete sie den Architekten Erich Gloeden. Im Zweiten Weltkrieg half sie jüdischen Bekannten und Verwandten unterzutauchen und im Untergrund zu überleben. Nach dem Hitler-Attentat vom 20. Juli 1944 versteckte das Ehepaar Gloeden den General der Artillerie Fritz Lindemann. Sie wurden verraten und am 3. September 1944 verhaftet und anschließend vor dem Volksgerichtshof angeklagt. Am 27. November 1944 erging das Todesurteil gegen Erich Gloeden, Elisabeth Gloeden und ihre Mutter. Drei Tage später wurden sie im Strafgefängnis Berlin-Plötzensee hingerichtet. In Berlin-Westend, Kastanienallee 23 wurde ein weiterer Stolperstein für Elisabeth Charlotte Gloeden verlegt. |
| Stolperstein für Dr. Max Goldberg (Burgmauer 23) | Hier wohnte Dr. Max Goldberg (Jahrgang 1898) Deportiert 1942 Theresienstadt Auschwitz Für tot erklärt | Burgmauer 23 (Standort) | |
| Stolperstein für Olga Goldberg (Burgmauer 23) | Hier wohnte Olga Goldberg, geb. Marx (Jahrgang 1875) Deportiert 1942 Theresienstadt ??? | Burgmauer 23 (Standort) | |
| Stolperstein für Caroline Goldschmidt (Domkloster 1) | Hier wohnte Caroline Goldschmidt, geb. Marcus (Jahrgang 1866) Flucht 1939 Holland Interniert Westerbork Deportiert 1943 Sobibor Ermordet 9. Juli 1943 | Domkloster 1 (Standort) | Der Stolperstein erinnert an Caroline Goldschmidt (geb. Marcus), geboren am 17. Mai 1866 in Kreuznach. Caroline Goldschmidt war mit dem Kölner Hofjuwelier Joseph Goldschmidt verheiratet, mit dem sie drei Kinder hatte: Anna-Amalia (geb. 11. August 1886), Ernst (geb. am 9. April 1888) und Hans Rudolf (geb. 18. Januar 1899). Nach dem Tod von Joseph Goldschmidt am 7. November 1928 übernahmen die Söhne Ernst und Hans und ihr Cousin Ernst Richard Goldschmidt das Juweliergeschäft im sogenannten Goldschmidthaus, das 1928 auf der Domplatte errichtet wurde. Am 9. Mai 1939 flüchtete Caroline Goldschmidt nach Holland, nachdem schon ein Großteil der Familie 1937 und 1938 dorthin emigriert war. Am 20. Juni 1943 wurde sie verhaftet und in das Durchgangslager Westerbork deportiert. Gemeinsam mit ihrem Sohn Hans wurde sie am 6. Juli 1943 nach Sobibor transportiert und vermutlich direkt nach der Ankunft am 9. Juli ermordet. |
| Stolperstein für Ernst Richard Goldschmidt (Domkloster 1) | Hier wohnte Ernst Richard Goldschmidt (Jahrgang 1894) Flucht 1937 Holland Interniert Vught Westerbork Deportiert 1943 Sobibor Ermordet 7. Mai 1943 | Domkloster 1 (Standort) | Der Stolperstein erinnert an Ernst Richard Goldschmidt, geboren am 4. März 1894. Ernst Richard Goldschmidt war der einzige Sohn des Hofjuweliers Bernhard Goldschmidt. Er hatte noch zwei ältere Schwestern (Alice, geb. 13. Dezember 1890 und Else geb. 11. Dezember 1892). Die Firma Goldschmidt, ansässig am Domkloster 1, wurde vom Vater Bernhard und Onkel Joseph in Köln gegründet. 1928 wurde das neue Geschäftshaus, das „Goldschmidthaus“ errichtet. Richard Goldstein flüchtete 1937 mit seiner Familie nach Amsterdam, in die Courbetstraat 27/II. Ende August 1939 folgte seine Schwester Else mit ins Exil. Nach der Flucht der Familie Goldschmidt wurde das Haus und Juweliergeschäft von Ewald Bräckerbohm übernommen (daher wird das Geschäftshaus Domkloster 1 auch als Haus Bräckerbohm bezeichnet). Im April 1943 wurde er verhaftet und ins Durchgangslager Westerbork deportiert. Am 4. Mai 1943 wurde er mit einem Transport von deutschen und holländischen Juden nach Sobibor transportiert, wo er am 7. Mai 1943 ankam. Hier verliert sich jede Spur von Richard Goldschmidt, vermutlich wurde er unmittelbar nach der Ankunft in Sobibor ermordet. |
| Stolperstein für Hans Rudolf Goldschmidt (Domkloster 1) | Hier wohnte Hans Rudolf Goldschmidt (Jahrgang 1899) Flucht 1938 Holland Interniert Westerbork Deportiert 1943 Sobibor Ermordet 9. Juli 1943 | Domkloster 1 (Standort) | Der Stolperstein erinnert an Hans Rudolf Goldschmidt, geboren am 18. Januar 1899 in Köln. Hans Rudolf Goldschmidt war der jüngste Sohn von Joseph und Caroline Goldschmidt. Nach dem Tod seines Vaters 1928 wurde er Mitinhaber des Juweliergeschäftes Goldschmidt auf der Domplatte. Am 25. März 1938 flüchtete Hans Goldschmidt nach Holland. Am 20. Juni 1943 wurde er verhaftet und in das Durchgangslager Westerbork deportiert. Gemeinsam mit seiner Mutter wurde er am 6. Juli 1943 nach Sobibor transportiert und vermutlich direkt nach der Ankunft am 9. Juli 1943 ermordet. |
| Stolperstein für Hertha Goldschmidt (Theodor-Heuss-Ring 9) | Hier wohnte Hertha Goldschmidt, geb. Berendt (Jahrgang 1888) Interniert 1942 Fort V Müngersdorf Deportiert 1942 Theresienstadt Befreit/Überlebt | Theodor-Heuss-Ring 9 (Standort)                                                                                                   | |
| Stolperstein für David Goldstein (Thürmchenswall 44) | Hier wohnte David Goldstein (Jahrgang 1921) Deportiert 1941 Łódź ??? | Thürmchenswall 44 (Verlegestelle: Vor dem Eingang zur Fachhochschule für öffentliche Verwaltung, Thürmchenswall 48–54) (Standort) | Nach neueren Informationen, welche zum Zeitpunkt der Stolpersteinverlegung nicht bekannt waren, wurde David Goldstein am 7. November 1941 aus dem Ghetto Litzmannstadt (Łódź) in ein Zwangsarbeitslager in der Region Posen verschleppt. Über sein weiteres Schicksal ist nichts bekannt. Die im Februar 2001 verlegten Steine wurden im Jahr 2002 mit braunem Lack beschmiert. |
| Stolperstein für Eduard Goldstein (Thürmchenswall 44) | Hier wohnte Eduard Goldstein (Jahrgang 1917) Deportiert 1941 Łódź ??? | Thürmchenswall 44 (Verlegestelle: Vor dem Eingang zur Fachhochschule für öffentliche Verwaltung, Thürmchenswall 48–54) (Standort) | Nach neueren Informationen, welche zum Zeitpunkt der Stolpersteinverlegung nicht bekannt waren, starb Eduard Goldstein am 17. Mai 1942 im Ghetto Litzmannstadt (Łódź). Die im Februar 2001 verlegten Steine wurden im Jahr 2002 mit braunem Lack beschmiert. |
| Stolperstein für Krimhilde Goldstein (Thürmchenswall 44) | Hier wohnte Krimhilde Goldstein, geb. Hartmann (Jahrgang 1890) Deportiert 1941 Łódź ??? | Thürmchenswall 44 (Verlegestelle: Vor dem Eingang zur Fachhochschule für öffentliche Verwaltung, Thürmchenswall 48–54) (Standort) | Nach neueren Informationen, welche zum Zeitpunkt der Stolpersteinverlegung nicht bekannt waren, wurde Krimhilde Goldstein im September 1942 von Litzmannstadt (Łódź) nach Kulmhof deportiert und dort ermordet. Die im Februar 2001 verlegten Steine wurden im Jahr 2002 mit braunem Lack beschmiert. |
| der Stolperstein für Bernd Gottfried | Benesisstraße 2 wohnte Bernd Gottfried (Jahrgang 1920) Flucht 1939 USA | Benesisstraße 2 (Standort) | |
| der Stolperstein für Ingeborg Gottfried | Benesisstraße 2 wohnte Ingeborg Gottfried (Jahrgang 1926) verheiratet Cohen Flucht 1939 USA | Benesisstraße 2 (Standort) | |
| der Stolperstein für Robin Josef Gottfried | Benesisstraße 2 wohnte Rubin Josef Gottfried (Jahrgang 1892) 'Polenaktion' 1938 Bentschen/Zbaszyn Ghetto Krakau ermordet | Benesisstraße 2 (Standort) | |
| der Stolperstein für Ruth Gottfried | Benesisstraße 2 wohnte Ruth Gottfried (Jahrgang 1922) verheiratet Shapiro Flucht 1939 USA | Benesisstraße 2 (Standort) | |
| der Stolperstein für Zlate 'Lotte' Gottfried | Benesisstraße 2 wohnte Zlate 'Lotte' Gottfried, geb. Schnitzler (Jahrgang 1891) Ghetto Krakau ermordet | Benesisstraße 2 (Standort) | |
| Stolperstein für Rosa Gottlieb (Gereonsmühlengasse 1) | Hier wohnte Rosa Gottlieb, geb. Schnitzler (Jahrgang 1884) Abgeschoben 1938 Bentschen ??? | Gereonsmühlengasse 1 (Standort)                                                                                                   | |
| Stolperstein für Andreas Grossmann (Weidengasse 30) | Hier wohnte Andreas Grossmann (Jahrgang 1892) Deportiert 1942 Minsk Ermordet 24. Juli 1942 | Weidengasse 30 (Standort) | |
| Stolperstein für Hedwig Grossmann (Weidengasse 30) | Hier wohnte Hedwig Grossmann, geb. Wertheim (Jahrgang 1895) Gedemütigt/Entrechtet Flucht in den Tod 18. Juli 1942 | Weidengasse 30 (Standort) | |
| Stolperstein für Johanna Grossmann (Weidengasse 30) | Hier wohnte Johanna Grossmann (Jahrgang 1894) Deportiert 1941 Riga ??? | Weidengasse 30 (Standort) | |
| Stolperstein für Felix Hakesberg (Drususgasse 11) | Hier wohnte Felix Hakesberg (Jahrgang 1878) Deportiert 1941 Łódź ür tot erklärt | Drususgasse 11 (Standort) | Nach neueren Informationen, welche zum Zeitpunkt der Stolpersteinverlegung nicht bekannt waren, wurde Felix Hakesberg im Mai 1942 von Litzmannstadt (Łódź) nach Kulmhof deportiert und dort ermordet. |
| Stolperstein für Hedwig Hakesberg (Drususgasse 11) | Hier wohnte Hedwig Hakesberg, geb. Königheim (Jahrgang unbekannt) Deportiert 1941 Łódź ??? | Drususgasse 11 (Standort) | Nach neueren Informationen, welche zum Zeitpunkt der Stolpersteinverlegung nicht bekannt waren, wurde Hedwig Hakesberg im Mai 1942 von Litzmannstadt (Łódź) nach Kulmhof deportiert und dort ermordet. |
| Stolperstein für Irma Hakesberg (Drususgasse 11) | Hier wohnte Irma Hakesberg (Jahrgang 1908) Deportiert 1941 Łódź Für tot erklärt | Drususgasse 11 (Standort) | Nach neueren Informationen, welche zum Zeitpunkt der Stolpersteinverlegung nicht bekannt waren, wurde Irma Hakesberg im Mai 1942 von Litzmannstadt (Łódź) nach Kulmhof deportiert und dort ermordet. |
| Stolperstein für Gerald Hannes (Obenmarspforten 13) | Hier wohnte und arbeitete Gerald Hannes (Jahrgang 1911) Flucht 1939 England USA | Obenmarspforten 13 (Standort) | Der am 23. November 2017 neuverlegte Stolperstein erinnert an Gerald Hannes, geboren 1911. Die ursprünglich an der Adresse Obenmarspforten 13 verlegten Stolpersteine wurden im September 2015 gestohlen. |
| Stolperstein für Johanna Hannes (Obenmarspforten 13) | Hier wohnte und arbeitete Johanna Hannes, geb. Langstadt (Jahrgang 1876) Flucht 1939 England 1942 USA | Obenmarspforten 13 (Standort) | Der am 23. November 2017 neuverlegte Stolperstein erinnert an Johanna Hannes (geb. Langstadt), geboren 1876. Die ursprünglich an der Adresse Obenmarspforten 13 verlegten Stolpersteine wurden im September 2015 gestohlen. |
| Stolperstein für Theo Hannes (Obenmarspforten 13) | Hier wohnte Theo Hannes (Jahrgang 1908) Flucht Frankreich Interniert Drancy Deportiert 1942 Ermordet in Auschwitz | Obenmarspforten 13 (Standort) | Der am 23. November 2017 neuverlegte Stolperstein erinnert an Theodor Hannes, geboren am 13. Juli 1908 in Köln. Der Student Theodor Hannes konnte zunächst nach Frankreich emigrieren. Dort wurde er im Internierungslager bei Noé/Haute-Garonne und später im Sammellager Drancy interniert. Am 12. August 1942 wurde er in das Konzentrations- und Vernichtungslager Auschwitz verbracht. Dort verliert sich seine Spur. Die ursprünglich an der Adresse Obenmarspforten 13 verlegten Stolpersteine wurden im September 2015 gestohlen. |
| Stolperstein für Walther Hannes (Obenmarspforten 13) | Hier wohnte und arbeitete Walther Hannes (Jahrgang 1876) Flucht 1939 England 1942 USA | Obenmarspforten 13 (Standort) | Der am 23. November 2017 neuverlegte Stolperstein erinnert an Walther Hannes, geboren 1876. Die ursprünglich an der Adresse Obenmarspforten 13 verlegten Stolpersteine wurden im September 2015 gestohlen. |
| Stolperstein für Adolf Harf (Breite Straße 38) | Hier wohnte Adolf Harf (Jahrgang 1874) Deportiert 1941 Łódź Auschwitz Für tot erklärt | Breite Str. 38 (Standort) | Nach neueren Informationen, welche zum Zeitpunkt der Stolpersteinverlegung nicht bekannt waren, wurde Adolf Harf im Mai 1942 von Litzmannstadt (Łódź) nach Kulmhof deportiert und dort ermordet. |
| Stolperstein für Amalie Harf (Breite Straße 38) | Hier wohnte Amalie Harf (Jahrgang 1876) Deportiert 1941 Łódź Für tot erklärt | Breite Str. 38 (Standort) | Nach neueren Informationen, welche zum Zeitpunkt der Stolpersteinverlegung nicht bekannt waren, wurde Amalie Harf im Mai 1942 von Litzmannstadt (Łódź) nach Kulmhof deportiert und dort ermordet. |
| Stolperstein für Hermann Hecht (Brandenburger Straße 26) | Hier wohnte Hermann Hecht (Jahrgang 1884) Deportiert 1941 Łódź/Litzmannstadt Ermordet 1942 in Chelmno/Kulmhof | Brandenburger Str. 26 (Standort)                                                                                                  | |
| Stolperstein für Margarete Hecht (Brandenburger Straße 26) | Hier wohnte Margarete Hecht, geb. Meinrath (Jahrgang 1894) Deportiert 1941 Łódź/Litzmannstadt Ermordet 1942 in Chelmno/Kulmhof | Brandenburger Str. 26 (Standort)                                                                                                  | |
| Stolperstein für Julius Heimann (Gereonswall 124) | Hier wohnte Julius Heimann (Jahrgang 1876) Deportiert 1941 Łódź Auschwitz ??? | Gereonswall 124 (Standort) | Nach neueren Informationen, welche zum Zeitpunkt der Stolpersteinverlegung nicht bekannt waren, wurde Julius Heimann nicht 1941 in das Ghetto Litzmannstadt (Łódź), sondern am 28. Juli 1942 nach Theresienstadt deportiert. Von dort wurde er am 15. Mai 1944 in das KZ Auschwitz verschleppt. |
| Stolperstein für Alfred Heinemann (Eigelstein 6) | Hier wohnte Alfred Heinemann (Jahrgang 1886) Deportiert 1941 Łódź/Litzmannstadt Ermordet Mai 1942 Chelmno/Kulmhof | Eigelstein 6 (Standort) | |
| Stolperstein für Ernst Heinemann (Eigelstein 6) | Hier wohnte Ernst Heinemann (Jahrgang 1928) Deportiert 1941 Łódź/Litzmannstadt Ermordet Mai 1942 Chelmno/Kulmhof | Eigelstein 6 (Standort) | |
| Stolperstein für Frieda Heinemann (Eigelstein 6) | Hier wohnte Frieda Heinemann, geb. Levy (Jahrgang 1894) Deportiert 1941 Łódź/Litzmannstadt Ermordet Mai 1942 Chelmno/Kulmhof | Eigelstein 6 (Standort) | |
| Stolperstein für Margot Heinemann (Eigelstein 6) | Hier wohnte Margot Heinemann (Jahrgang 1925) Deportiert 1941 Łódź/Litzmannstadt Ermordet Mai 1942 Chelmno/Kulmhof | Eigelstein 6 (Standort) | |
| Stolperstein für Benzion Benno Helmreich (Benesisstraße 38) | Hier wohnte / arbeitete Benzion Benno Helmreich (Jahrgang 1898) 'Polenaktion' 1938 Bentschen / Zbaszyn Heimgekehrt 1939 Buchenwald Ermordet 15. Juni 1940 | Benesisstr. 38 (Standort) | Der am 6. Oktober 2020 verlegte Stolperstein erinnert an Benzion Benno Helmreich, geboren 1898. |
| Stolperstein für Erna Eva Helmreich (Benesisstraße 38) | Hier wohnte Erna Eva Helmreich (Jahrgang 1926) Deportiert 1941 Łódź / Litzmannstadt 1944 Auschwitz Ermordet | Benesisstr. 38 (Standort) | Der am 6. Oktober 2020 verlegte Stolperstein erinnert an Erna Eva Helmreich, geboren 1926. |
| Stolperstein für Hilde Helmreich (Benesisstraße 38) | Hier wohnte Hilde Helmreich (Jahrgang 1925) Deportiert 1941 Łódź / Litzmannstadt 1944 Auschwitz Flossenbürg 1945 Todesmarsch Befreit | Benesisstr. 38 (Standort) | Der am 6. Oktober 2020 verlegte Stolperstein erinnert an Hilde Helmreich, geboren 1925. |
| Stolperstein für Josef Helmreich (Benesisstraße 38) | Hier wohnte Josef Helmreich (Jahrgang 1927) Flucht 1938 Mit Hilfe Belgien, Holland 1940 England | Benesisstr. 38 (Standort) | Der am 6. Oktober 2020 verlegte Stolperstein erinnert an Josef Helmreich, geboren 1927. |
| Stolperstein für Naphtali Willi Helmreich (Benesisstraße 38) | Hier wohnte Naphtali Willi Helmreich (Jahrgang 1930) Flucht 1938 Mit Hilfe Belgien, Holland 1940 England | Benesisstr. 38 (Standort) | Der am 6. Oktober 2020 verlegte Stolperstein erinnert an Naphtali Willi Helmreich, geboren 1930. |
| Stolperstein für Saare Helmreich (Benesisstraße 38) | Hier wohnte Saare Helmreich, geb. Isler (Jahrgang 1901) Deportiert 1941 Łódź / Litzmannstadt 1944 Auschwitz Flossenbürg 1945 Todesmarsch Befreit | Benesisstr. 38 (Standort) | Der am 6. Oktober 2020 verlegte Stolperstein erinnert an Saare Helmreich (geb. Isler), geboren 1901. |
| Stolperstein für Saly Henle (Weidengasse 30) | Hier wohnte Saly Henle (Jahrgang 1878) Deportiert 1941 Łódź Für tot erklärt | Weidengasse 30 (Standort) | Nach neueren Informationen, welche zum Zeitpunkt der Stolpersteinverlegung nicht bekannt waren, wurde Saly Henle im Mai 1942 von Litzmannstadt (Łódź) nach Kulmhof deportiert und dort ermordet. |
| Stolperstein für Hugo Hermann (Pfeilstraße 29) | Hier wohnte Hugo Hermann (Jahrgang 1890) Deportiert 1941 Łódź ??? Für tot erklärt | Pfeilstr. 29 (Standort) | Nach neueren Informationen, welche zum Zeitpunkt der Stolpersteinverlegung nicht bekannt waren, wurde Hugo Hermann im September 1942 von Litzmannstadt (Łódź) nach Kulmhof deportiert und dort ermordet. Für Hugo Hermann wurde in der (Frankstraße 12) ein weiterer Stolperstein verlegt. |
| Stolperstein für Lina Hermann (Pfeilstraße 29) | Hier wohnte Lina Hermann, geb. Löwenstein (Jahrgang 1894) Deportiert 1941 Łódź Ermordet 31. Mai 1942 | Pfeilstr. 29 (Standort) | Für Lina Hermann wurde in der (Frankstraße 12) ein weiterer Stolperstein verlegt. |
| Stolperstein für Richard Hermann (Pfeilstraße 29) | Hier wohnte Richard Hermann (Jahrgang 1935) Deportiert 1941 Łódź ??? Für tot erklärt | Pfeilstr. 29 (Standort) | Für Richard Hermann wurde in der (Frankstraße 12) ein weiterer Stolperstein verlegt. |
| Stolperstein für Hugo Herrmann (Cardinalstraße 9) | Hugo Herrmann (Jahrgang 1889) Deportiert 1941 Łódź ??? Für tot erklärt | Cardinalstr. 9 (Verlegestelle: Ecke Gereonstraße) (Standort)                                                                      | Der Stolperstein erinnert an Hugo Herrmann, geboren am 14. März 1889 in Alsfassen. Der Lehrer a. D. Hugo Herrmann war der Ehemann von Irma Herrmann (geb. Poortje). Gemeinsam hatten sie eine Tochter, Lore. Die Familie wurde am 22. Oktober 1941, von Köln aus, mit dem 8. Transport in das Ghetto Litzmannstadt deportiert. Hugo Herrmann musste für den Deportationstransport für seine Familie 300,- Reichsmark bezahlen. Im Mai 1942 kamen sie in das Vernichtungslager Kulmhof, dort verliert sich ihre Spur. |
| Stolperstein für Irma Herrmann (Cardinalstraße 9) | Irma Herrmann, geb. Poortje (Jahrgang 1901) Deportiert 1941 Łódź ??? Für tot erklärt | Cardinalstr. 9 (Verlegestelle: Ecke Gereonstraße) (Standort)                                                                      | Der im Juli 2001 verlegte Stolperstein erinnert an Irma Herrmann (geb. Poortje), geboren am 19. November 1901 in Dortmund-Lindenhorst. Die Hausfrau Irma Herrmann war die Tochter von Markus und Mina Poortje (geb. Steinweg) und die Ehefrau von Hugo Herrmann, gemeinsam hatten sie eine Tochter Lore. Die Familie wurde am 22. Oktober 1941, von Köln aus, mit dem 8. Transport in das Ghetto Litzmannstadt deportiert. Im Mai 1942 kamen sie in das Vernichtungslager Kulmhof, dort verliert sich ihre Spur. |
| Stolperstein für Lore Herrmann (Cardinalstraße 9) | Lore Herrmann (Jahrgang 1928) Deportiert 1941 Łódź ??? Für tot erklärt | Cardinalstr. 9 (Verlegestelle: Ecke Gereonstraße) (Standort)                                                                      | Der Stolperstein erinnert an Lore Herrmann, geboren am 27. Juli 1928 in Kamen. Die Schülerin Lore Herrmann war die Tochter von Hugo und Irma Herrmann (geb. Poortje). Die Familie wurde am 22. Oktober 1941, von Köln aus, mit dem 8. Transport in das Ghetto Litzmannstadt deportiert. Im Mai 1942 kamen sie in das Vernichtungslager Kulmhof, dort verliert sich ihre Spur. |
| Stolperstein für Elly Herz (Jakordenstraße 17) | Hier wohnte Elly Herz (Jahrgang 1881) Deportiert 1941 Łódź Für tot erklärt | Jakordenstr. 17 (Standort) | Nach neueren Informationen, welche zum Zeitpunkt der Stolpersteinverlegung nicht bekannt waren, wurde Elly Herz im Mai 1942 von Litzmannstadt (Łódź) nach Kulmhof deportiert und dort ermordet. |
| Stolperstein für Fanny Feodora Herz (Jakordenstraße 17) | Hier wohnte Fanny Feodora Herz (Jahrgang 1876) Deportiert 1941 Łódź Für tot erklärt | Jakordenstr. 17 (Standort) | Nach neueren Informationen, welche zum Zeitpunkt der Stolpersteinverlegung nicht bekannt waren, wurde Fanny Feodora Herz im Mai 1942 von Litzmannstadt (Łódź) nach Kulmhof deportiert und dort ermordet. |
| Stolperstein für Fritz Herz (Drususgasse 11) | Hier wohnte Fritz Herz (Jahrgang 1896) Deportiert 1941 Łódź ??? | Drususgasse 11 (Standort) | Nach neueren Informationen, welche zum Zeitpunkt der Stolpersteinverlegung nicht bekannt waren, wurde Fritz Herz im Mai 1942 von Litzmannstadt (Łódź) nach Kulmhof deportiert und dort ermordet. |
| Stolperstein für Johanna Herz (Drususgasse 11) | Hier wohnte Johanna Herz, geb. Mayer (Jahrgang 1895) Deportiert 1941 Łódź ??? | Drususgasse 11 (Standort) | Nach neueren Informationen, welche zum Zeitpunkt der Stolpersteinverlegung nicht bekannt waren, wurde Johanna Herz im Mai 1942 von Litzmannstadt (Łódź) nach Kulmhof deportiert und dort ermordet. |
| Stolperstein für Jona ′Johnny′ Herz (St.-Apern-Str. 29–31) | Hier wohnte Jona ′Johnny′ Herz (Jahrgang 1942) Deportiert 1942 Theresienstadt Ermordet 11. Juli 1944 Auschwitz | St.-Apern-Str. 29/31 (Standort)                                                                                                   | |
| Stolperstein für Anita Herzberger (Im Stavenhof 7) | Hier wohnte Anita Herzberger (Jahrgang 1938) Deportiert 1943 Auschwitz Ermordet 2. Juli 1943 | Im Stavenhof 7 (Standort) | Der am 12. April 2016 verlegte Stolperstein erinnert an Anita Herzberger, geboren 1938. |
| Stolperstein für Emil Herzberger (Im Stavenhof 7) | Hier wohnte Emil Herzberger (Jahrgang 1907) Deportiert 1943 Ermordet in Auschwitz | Im Stavenhof 7 (Standort) | Verfolgt als Sinti und Roma |
| Stolperstein für Emma Herzberger (Im Stavenhof 7) | Hier wohnte Emma Herzberger (Jahrgang 1913) Deportiert 1943 Ermordet in Auschwitz | Im Stavenhof 7 (Standort) | Verfolgt als Sinti und Roma |
| Stolperstein für Josef Herzberger (Im Stavenhof 7) | Hier wohnte Josef Herzberger (Jahrgang 1940) Deportiert 1943 Ermordet in Auschwitz | Im Stavenhof 7 (Standort) | Verfolgt als Sinti und Roma |
| Stolperstein für Maria Herzberger (Im Stavenhof 7) | Hier wohnte Maria Herzberger (Jahrgang 1936) Deportiert 1943 Auschwitz Ermordet 29. Juni 1943 | Im Stavenhof 7 (Standort) | Der am 12. April 2016 verlegte Stolperstein erinnert an Maria Herzberger, geboren 1936. |
| Stolperstein für Klara Herzog (Jakordenstraße 17) | Hier wohnte Klara Herzog, geb. Zuckermann (Jahrgang 1875) Deportiert 1941 Łódź Tot am 15. Mai 1942 | Jakordenstr. 17 (Standort) | |
| Stolperstein für Ludwig Herzog (Jakordenstraße 17) | Hier wohnte Ludwig Herzog (Jahrgang 1903) Deportiert 1941 Łódź Tot am 29. Januar 1943 | Jakordenstr. 17 (Standort) | Der Stolperstein erinnert an Ludwig Herzog, geboren am 19. Oktober 1903 in Küstrin. Der Kaufmann Ludwig Herzog war der Sohn von Adolf und Klara Herzog (geb. Tzukerman). Verheiratet war er mit der Krankenschwester Lisa (Lisel) Herzog. Nach dem Tod des Vaters lebte seine Mutter weiter bei ihnen. Die Familie Herzog wurde Mitte Oktober 1941 aufgefordert, sich am 21. Oktober mit Gepäck, Proviant und 100 Reichsmark an der Messehalle in Köln-Deutz einzufinden. Am 22. Oktober 1941 wurden sie und etwa eintausend weitere Kölner Juden mit dem 1. Kölner Transport, dem 8. Transport in das Ghetto Litzmannstadt (Łódź) deportiert. In der Transportliste wurde für Ludwig Herzog als Beruf „Arbeiter“ eingetragen. Durch Zwangsarbeit, schlechte hygienische Verhältnisse und der unzureichenden Ernährung erkrankte Ludwig Herzog im Frühjahr 1942 an Ruhr. Seine Frau, selbst Krankenschwester. konnte ihrem Mann nicht helfen. Ludwig Herzog starb am 29. Januar 1943 an Krankheit und Mangelernährung. |
| Stolperstein für Arnold Heumann (Eigelstein 149) | Hier wohnte Arnold Heumann (Jahrgang 1880) Deportiert 1941 Łódź Für tot erklärt | Eigelstein 149 (Standort) | Nach neueren Informationen, welche zum Zeitpunkt der Stolpersteinverlegung nicht bekannt waren, wurde Arnold Heumann im Mai 1942 von Litzmannstadt (Łódź) nach Kulmhof deportiert und dort ermordet. |
| Stolperstein für Minna Heumann (Eigelstein 149) | Hier wohnte Minna Heumann, geb. Heinsberg (Jahrgang 1879) Deportiert 1941 Łódź Für tot erklärt | Eigelstein 149 (Standort) | Nach neueren Informationen, welche zum Zeitpunkt der Stolpersteinverlegung nicht bekannt waren, ist der Geburtsname Mina Heineberg. Im Mai 1942 wurde sie von Litzmannstadt (Łódź) nach Kulmhof deportiert und dort ermordet. |
| der Stolperstein für Adele Helene Heymann | Hier wohnte Adele Helene Heymann, geb. Strauss (Jahrgang 1886) Flucht 1938 Belgien interniert Mechelen deportiert 1942 ermordet in Auschwitz | Ehrenstraße 33/35 (Standort) | |
| der Stolperstein für Esther Mary Heymann | Hier wohnte Esther Mary Heymann (Jahrgang 1911) Flucht 1938 Belgien interniert Mechelen deportiert 1943 ermordet in Auschwitz | Ehrenstraße 33/35 (Standort) | |
| der Stolperstein für Simon Heymann | Hier wohnte Simon Heymann (Jahrgang 1879) Flucht 1938 Belgien interniert Mechelen deportiert 1942 ermordet in Auschwitz | Ehrenstraße 33/35 (Standort) | |
| Stolperstein für Albert Hirsch (Cardinalstraße 9) | Albert Hirsch (Jahrgang 1906) Deportiert 1941 Riga ??? Für tot erklärt | Cardinalstr. 9 (Verlegestelle: Ecke Gereonstraße) (Standort)                                                                      | |
| Stolperstein für Amalie Hirsch (Eigelstein 149) | Hier wohnte Amalie Hirsch, geb. Löwenstein (Jahrgang 1878) Deportiert 1941 Riga Für tot erklärt | Eigelstein 149 (Standort) | |
| Stolperstein für Fritz Hirsch (Friesenstraße 71) | Hier wohnte Fritz Hirsch (Jahrgang 1904) Deportiert 1944 Auschwitz Ermordet | Friesenstr. 71 (Standort) | |
| Stolperstein für Hermann Hirsch Friesenstraße 71 | Hier wohnte Hermann Hirsch (Jahrgang 1904) Verhaftet Zuchthaus Siegburg Tot 13. Mai 1940 | Friesenstr. 71 (Standort) | |
| Stolperstein für Karola Hirsch (Eigelstein 149) | Hier wohnte Karola Hirsch (Jahrgang 1918) Deportiert 1941 Riga Für tot erklärt | Eigelstein 149 (Standort) | |
| Stolperstein für Philipp Hirsch (Cardinalstraße 9) | Philipp Hirsch (Jahrgang 1876) Deportiert 1941 Riga ??? Für tot erklärt | Cardinalstr. 9 (Verlegestelle: Ecke Gereonstraße) (Standort)                                                                      | |
| Stolperstein für Philipp Hirsch (Eigelstein 149) | Hier wohnte Philipp Hirsch (Jahrgang 1878) Deportiert 1941 Riga Für tot erklärt | Eigelstein 149 (Standort) | |
| Stolperstein für Rosa Hirsch (Cardinalstraße 9) | Rosa Hirsch, geb. Landau (Jahrgang 1878) Deportiert 1941 Riga ??? Für tot erklärt | Cardinalstr. 9 (Verlegestelle: Ecke Gereonstraße) (Standort)                                                                      | |
| Stolperstein für Siegmund Hirsch (Friesenstraße 71) | Hier wohnte Siegmund Hirsch (Jahrgang 1909) Deportiert 1941 Riga Ermordet | Friesenstr. 71 (Standort) | |
| Stolperstein für Arnold Hoeveler (Im Krahnenhof 5) | Hier wohnte Arnold Hoeveler (Jahrgang 1913) Deportiert 1942 Theresienstadt 1944 Auschwitz Dachau Tot 12. April 1945 | Im Krahnenhof 5 (Standort) | |
| Stolperstein für Berta Holzknecht (Ehrenstr. 33/35) | Hier wohnte Berta Holzknecht, geb. Kratz (Jahrgang 1889) Deportiert 1941 Łódź ??? | Ehrenstr. 33/35 (Standort) | Nach neueren Informationen, welche zum Zeitpunkt der Stolpersteinverlegung nicht bekannt waren, wurde Berta Holzknecht im Mai 1942 von Litzmannstadt (Łódź) nach Kulmhof deportiert und dort ermordet. |
| Stolperstein für Bernhard Horn (Eigelstein 149) | Hier wohnte Bernhard Horn (Jahrgang 1926) Deportiert 1941 Riga ??? | Eigelstein 149 (Standort) | |
| Stolperstein für Jenny Horn (Eigelstein 149) | Hier wohnte Jenny Horn (Jahrgang 1894) Deportiert 1941 Riga ??? | Eigelstein 149 (Standort) | |
| Stolperstein für Josef Horn (Eigelstein 149) | Hier wohnte Josef Horn (Jahrgang 1887) Deportiert 1941 Riga ??? | Eigelstein 149 (Standort) | |
| Stolperstein für Ellen Ruth Horwitz (Cardinalstraße 9) | Ellen Ruth Horwitz (Jahrgang 1938) Deportiert 1941 Łódź ??? Für tot erklärt | Cardinalstr. 9 (Verlegestelle: Ecke Gereonstraße) (Standort)                                                                      | Nach neueren Informationen, welche zum Zeitpunkt der Stolpersteinverlegung nicht bekannt waren, wurde Ellen Ruth Horwitz im Mai 1942 aus dem Ghetto Litzmannstadt (Łódź) nach Kulmhof (Chelmno) deportiert und dort unmittelbar bei ihrer Ankunft ermordet. |
| Stolperstein für Erich Horwitz (Cardinalstraße 9) | Erich Horwitz (Jahrgang 1905) Deportiert 1941 Łódź ??? | Cardinalstr. 9 (Verlegestelle: Ecke Gereonstraße) (Standort)                                                                      | Nach neueren Informationen, welche zum Zeitpunkt der Stolpersteinverlegung nicht bekannt waren, wurde Erich Horwitz im Mai 1942 aus dem Ghetto Litzmannstadt (Łódź) nach Kulmhof (Chelmno) deportiert und dort unmittelbar bei seiner Ankunft ermordet. |
| Stolperstein für Helga Horwitz (Cardinalstraße 9) | Helga Horwitz (Jahrgang 1935) Deportiert 1941 Łódź ??? Für tot erklärt | Cardinalstr. 9 (Verlegestelle: Ecke Gereonstraße) (Standort)                                                                      | Nach neueren Informationen, welche zum Zeitpunkt der Stolpersteinverlegung nicht bekannt waren, wurde Helga Horwitz im Mai 1942 aus dem Ghetto Litzmannstadt (Łódź) nach Kulmhof (Chelmno) deportiert und dort unmittelbar bei ihrer Ankunft ermordet. |
| Stolperstein für Susanne Horwitz (Cardinalstraße 9) | Susanne Horwitz, geb. Katz (Jahrgang 1907) Deportiert 1941 Łódź ??? Für tot erklärt | Cardinalstr. 9 (Verlegestelle: Ecke Gereonstraße) (Standort)                                                                      | Nach neueren Informationen, welche zum Zeitpunkt der Stolpersteinverlegung nicht bekannt waren, wurde Susanne Horwitz im Mai 1942 aus dem Ghetto Litzmannstadt (Łódź) nach Kulmhof (Chelmno) deportiert und dort unmittelbar bei ihrer Ankunft ermordet. |
| Stolperstein für Anna Hüske (Unter Krahnenbäumen 67) | Hier wohnte Anna Hüske, geb. Koppel (Jahrgang 1883) Deportiert 1942 Theresienstadt Ermordet in Auschwitz | Unter Krahnenbäumen 67 (Verlegestelle: Ecke Domstraße) (Standort)                                                                 | Der Stolperstein erinnert an Anna Hüske (geb. Koppel), geboren am 12. April 1883 in Wesseling. Die Hausangestellte Anna Hüske (auch Sara Anna Hueske) war die Tochter von Bernhard Koppel und seiner Frau Johanna Sommer. Am 15. Januar 1943 wurde Anna Hüske zunächst nach Berlin und von dort aus, am 29. Januar 1943, mit dem 27. Osttransport nach Auschwitz deportiert. In der Transportliste wurde Anna Hüske als „unverheiratet“ und „arbeitsfähig“ mit der Adresse Unter Krahnenbäumen 67 eingetragen. Ihre Kennkarten-Nr. lautet J 04587. Dort verliert sich ihre Spur... |
| Stolperstein für Wilhelm Isaac (Mittelstraße 30) | Hier wohnte Wilhelm Isaac (Jahrgang 1890) Deportiert Ziel ??? | Mittelstr. 30 (Standort) | |
| Stolperstein für Wilhelmine Susanne Isaac (Mittelstraße 30) | Hier wohnte Wilhelmine Susanne Isaac, geb. Palait (Jahrgang 1913) Deportiert 1941 Riga ??? | Mittelstr. 30 (Standort) | |
| Stolperstein für Gustav Jacob (Breite Straße 54–56) | Hier wohnte Gustav Jacob (Jahrgang 1887) Deportiert 1941 Łódź/Litzmannstadt Ermordet 20. Mai 1942 Chelmno/Kulmhof | Breite Str. 54/56 (Standort) | |
| Stolperstein für Jetta Jacobsohn (St.-Apern-Str. 6) | Hier wohnte Jetta Jacobsohn, geb. Cappel (Jahrgang 1864) Deportiert 1941 Theresienstadt Tot am 20. März 1944 | St.-Apern-Str. 6 (Standort) | |
| der Stolperstein für Edith Jonas | Hier lernte Edith Jonas (Jahrgang 1913) verh. Cahn Flucht Holland interniert Westerbork deportiert Auschwitz befreit | Palmstraße 1 (Verlegestelle vor dem Neubau der Königin-Luise-Schule) (Standort)                                                   | |
| Stolperstein für Grete Jonas (Friesenstr. 82) | Hier wohnte Grete Jonas, geb. Wolff (Jahrgang 1910) Deportiert 1941 Łódź | Friesenstr. 82 (Standort) | Nach neueren Informationen, welche zum Zeitpunkt der Stolpersteinverlegung nicht bekannt waren, wurde Grete Jonas im Mai 1942 von Litzmannstadt (Łódź) nach Kulmhof deportiert und dort ermordet. |
| Stolperstein für Kurt Jonas (Friesenstr. 82) | Hier wohnte Kurt Jonas (Jahrgang 1912) Deportiert 1941 Łódź | Friesenstr. 82 (Standort) | Nach neueren Informationen, welche zum Zeitpunkt der Stolpersteinverlegung nicht bekannt waren, wurde Kurt Jonas im Mai 1942 von Litzmannstadt (Łódź) nach Kulmhof deportiert und dort ermordet. |
| Stolperstein für Mathilde Joseph (Schildergasse 59) | Hier wohnte Mathilde Joseph (Jahrgang 1865) Gedemütigt/Entrechtet Flucht in den Tod 15. Juni 1942 | Schildergasse 59 (Verlegestelle: vor Antoniterkirche) (Standort)                                                                  | Der Stolperstein erinnert an Mathilde Joseph, geboren am 6. März 1865 in Michelstadt. Ihre Eltern waren Abraham Moses und Betty Joseph (geb. Heß). Mathilde Joseph blieb unverheiratet. Sie tötete sich selbst durch einen Sprung aus dem Fenster, um der bevorstehenden Deportation zu entgehen. Ihre Grabstätte befindet sich auf dem Jüdischen Friedhof in Köln-Bocklemünd neben ihrem Bruder Adolph Joseph (1861–1923), der das renommierte Schuhhaus A. M. Joseph auf der Schildergasse 59 leitete. |
| Stolperstein für Jakob Juda (Jakordenstraße 17) | Hier wohnte Jakob Juda (Jahrgang 1893) Deportiert 1941 Riga ??? | Jakordenstr. 17 (Standort) | |
| Stolperstein für Walter Juda (Jakordenstraße 17) | Hier wohnte Walter Juda (Jahrgang 1889) Deportiert 1941 Łódź ??? | Jakordenstr. 17 (Standort) | Nach neueren Informationen, welche zum Zeitpunkt der Stolpersteinverlegung nicht bekannt waren, wurde Walter Juda im Mai 1942 von Litzmannstadt (Łódź) nach Kulmhof deportiert und dort ermordet. |
| Bild gesucht Die Wikipedia wünscht sich an dieser Stelle ein Bild vom hier behandelten Ort. Weitere Infos zum Motiv findest du vielleicht auf der Diskussionsseite . Falls du dabei helfen möchtest, erklärt die Anleitung , wie das geht. BW | Hier wohnte Erna Kahn, geb. Stern (Jahrgang ???) | Steinweg 15 () | Die im Juli 2001 verlegten Stolpersteine sind wegen der Bauarbeiten des Erweiterungsbau des Wallraf-Richartz-Museums ausgelagert (Stand 2017). |
| Stolperstein für Karl Kahn (Brandenburger Straße 26) | Hier wohnte Karl Kahn (Jahrgang 1899) Flucht Belgien Interniert Mechelen Deportiert Cosel Organisation Schmelt Zwangsarbeit Schicksal unbekannt | Brandenburger Str. 26 (Standort)                                                                                                  | |
| Bild gesucht Die Wikipedia wünscht sich an dieser Stelle ein Bild vom hier behandelten Ort. Weitere Infos zum Motiv findest du vielleicht auf der Diskussionsseite . Falls du dabei helfen möchtest, erklärt die Anleitung , wie das geht. BW | Hier wohnte Moritz Kahn (Jahrgang ???) | Steinweg 15 () | Die im Juli 2001 verlegten Stolpersteine sind wegen der Bauarbeiten des Erweiterungsbau des Wallraf-Richartz-Museums ausgelagert (Stand 2017). |
| Stolperstein für Alfons Kaplan (Thürmchenswall 44) | Hier wohnte Alfons Kaplan (Jahrgang 1924) Flucht Belgien Interniert Mechelen Deportiert 1942 Auschwitz Ermordet 24.9.1942 | Thürmchenswall 44 (Verlegestelle: Vor dem Eingang zur Fachhochschule für öffentliche Verwaltung, Thürmchenswall 48–54) (Standort) | Der am 12. April 2016 verlegte Stolperstein erinnert an Alfons Kaplan, geboren am 8. Februar 1924 in Köln. Alfons Kaplan war der Sohn von Martha Kaplan. Gemeinsam mit seiner Mutter und seinem Bruder Bernhard und dem Bewohner des Hauses Thürmchenswall 44, David Abraham Slodzina, flüchteten sie nach Belgien. Alfons Kaplan wurde nach dem Einmarsch der deutschen Truppen im Sammellager Drancy interniert und von dort aus am 24. September 1942 in das Vernichtungslager Auschwitz deportiert und dort am selben Tag ermordet. Das Evangelische Schulreferat in Köln übernahm zusammen mit mehreren Kölner Schulen die Patenschaft für die Stolpersteine. |
| Stolperstein für Bernhard Kaplan (Thürmchenswall 44) | Hier wohnte Bernhard Kaplan (Jahrgang 1925) Flucht Belgien Interniert Mechelen Deportiert 1942 Auschwitz Ermordet 17.9.1942 | Thürmchenswall 44 (Verlegestelle: Vor dem Eingang zur Fachhochschule für öffentliche Verwaltung, Thürmchenswall 48–54) (Standort) | Der am 12. April 2016 verlegte Stolperstein erinnert an Bernhard Kaplan, geboren am 28. Februar 1925 in Köln. Bernhard Kaplan war der Sohn von Martha Kaplan. Gemeinsam mit seiner Mutter und seinem Bruder Alfons und dem Bewohner des Hauses Thürmchenswall 44, David Abraham Slodzina, flüchteten sie nach Belgien. Bernhard Kaplan wurde nach dem Einmarsch der deutschen Truppen im SS-Sammellager Mechelen interniert und von dort aus am 11. August 1942 in das Vernichtungslager Auschwitz deportiert und dort am 17. September 1942 ermordet. Das Evangelische Schulreferat in Köln übernahm zusammen mit mehreren Kölner Schulen die Patenschaft für die Stolpersteine. Die bereits 2001 verlegten Stolpersteine am Thürmchenswall 44 wurden im April 2016 neu angeordnet. |
| Stolperstein für Martha Kaplan (Thürmchenswall 44) | Hier wohnte Martha Kaplan (Jahrgang 1904) Flucht Belgien Internet Mechelen Deportiert 1943 Ermordet in Auschwitz | Thürmchenswall 44 (Verlegestelle: Vor dem Eingang zur Fachhochschule für öffentliche Verwaltung, Thürmchenswall 48–54) (Standort) | Der am 12. April 2016 verlegte Stolperstein erinnert an Martha Kaplan, geboren 1904. Die Hausfrau Martha Kaplan floh gemeinsam mit ihren Söhnen Alfons und Bernhard und dem Bewohner des Hauses Thürmchenswall 44, David Abraham Slodzina, nach Belgien. Martha Kaplan wurde nach dem Einmarsch der Deutschen Truppen im SS-Sammellager Mechelen interniert und von dort aus 1943 in das Vernichtungslager Auschwitz deportiert und dort ermordet. Ihre Söhne Alfons und Bernhard wurden bereits 1942 in Auschwitz ermordet. Das Evangelische Schulreferat in Köln übernahm zusammen mit mehreren Kölner Schulen die Patenschaft für die Stolpersteine. Die bereits 2001 verlegten Stolpersteine am Thürmchenswall 44 wurden im April 2016 neu angeordnet. |
| Stolperstein für Abraham Katz (Ehrenstraße 86) | Hier wohnte Abraham Katz (Jahrgang 1874) Gedemütigt/Entrechtet Flucht in den Tod 19. Oktober 1933 | Ehrenstr. 86 (Standort) | |
| Stolperstein für Alfred Katz (Christophstraße 31) | Hier wohnte Alfred Katz (Jahrgang 1928) Deportiert 1941 Łódź Für tot erklärt | Christophstr. 31 (Standort) | Der Stein wurde vor Optik Schwieren, Von-Werth-Straße verlegt. Nach neueren Informationen, welche zum Zeitpunkt der Stolpersteinverlegung nicht bekannt waren, wurde Alfred Katz im Sommer 1944 von Litzmannstadt (Łódź) nach Kulmhof deportiert und dort ermordet. |
| Stolperstein für Emma Regine Katz (Thürmchenswall 44) | Hier wohnte Emma Regine Katz, geb. Jonas (Jahrgang 1886) Deportiert 1941 Riga Für tot erklärt | Thürmchenswall 44 (Verlegestelle: Vor dem Eingang zur Fachhochschule für öffentliche Verwaltung, Thürmchenswall 48–54) (Standort) | Die im Februar 2001 verlegten Steine wurden im Jahr 2002 mit braunem Lack beschmiert. |
| Stolperstein für Reni Katz (Christophstraße 31) | Hier wohnte Reni Katz, geb. Ochs (Jahrgang 1903) Deportiert 1941 Łódź Für tot erklärt | Christophstr. 31 (Standort) | Der Stein wurde vor Optik Schwieren, Von-Werth-Straße verlegt. Nach neueren Informationen, welche zum Zeitpunkt der Stolpersteinverlegung nicht bekannt waren, wurde Reni Katz im Sommer 1944 von Litzmannstadt (Łódź) nach Kulmhof deportiert und dort ermordet. |
| Stolperstein für Ruben Katz (Thürmchenswall 44) | Hier wohnte Ruben Katz (Jahrgang 1868) Deportiert 1941 Łódź ??? | Thürmchenswall 44 (Verlegestelle: Vor dem Eingang zur Fachhochschule für öffentliche Verwaltung, Thürmchenswall 48–54) (Standort) | Die im Februar 2001 verlegten Steine wurden im Jahr 2002 mit braunem Lack beschmiert. Nach neueren Informationen, welche zum Zeitpunkt der Stolpersteinverlegung nicht bekannt waren, wurde Ruben Katz im Mai 1942 von Litzmannstadt (Łódź) nach Kulmhof deportiert und dort ermordet. |
| Stolperstein für Walter Katz (Christophstraße 31) | Hier wohnte Walter Katz (Jahrgang 1896) Deportiert 1941 Łódź Für tot erklärt | Christophstr. 31 (Standort) | Der Stein wurde vor Optik Schwieren, Von-Werth-Straße verlegt. Nach neueren Informationen, welche zum Zeitpunkt der Stolpersteinverlegung nicht bekannt waren, starb Walter Katz am 4. August 1942 im Ghetto Litzmannstadt (Łódź). |
| | Hier lernte Gertrud Katzenstein, geb. Bernstein (Jahrgang 1895) Flucht 1938 Schweiz England | Palmstraße 1 (Verlegestelle vor dem Neubau der Königin-Luise-Schule) (Standort)                                                   | |
| | Hier wohnte Karl Kaufhold (Jahrgang 1908) Mehrmals verhaftet Von Gestapo verhört 'Schutzhaft' 1943 KZ Buchenwald Befreit | Eigelstein 54-56 (Standort) | Die Stolpersteine erinnern an die Brüder Karl Kaufhold und Toni Kaufhold. Der 1908 in Düsseldorf geborene Jude Karl Kaufhold wurde 1943 in seiner Wohnung am Kölner Eigelstein 54 festgenommen und drei Monate lang in der Gestapodienststelle EL-DE-Haus verhört. Anschließend wurde er als „Mischling ersten Grades“ in das KZ Buchenwald deportiert und musste dort Zwangsarbeit verrichten. Schwer gesundheitlich geschädigt erlebte er die Befreiung durch die Amerikaner . Einer seiner Brüder war Anton „Toni“ Kaufhold, geboren 1914. Er wurde 1942 in Köln festgenommen, da er ein „Mischling ersten Grades“ und homosexuell sei. 1943 wurde er in das KZ Natzweiler, dann in das KZ Ravensbrück verbracht. Auch Anton Kaufhold überlebte und wurde am 7. April 1945 befreit. Da er nach § 175 Strafgesetzbuch des deutschen Strafgesetzbuches „kriminiell“ war, hatte er keinen Anspruch auf „Wiedergutmachung“. Der dritte Bruder hieß Johann. Der 1902 Geborene wurde schon 1933 aus rassistischen Gründen aus seinem Beruf bei der Post hinausgeworfen. 1939 floh er in die Niederlande. Die Gestapo beschuldigte ihn bei den Prozessen gegen seine Brüder, Juden nach Holland geschmuggelt zu haben. 1940 kam er in das Durchgangslager Westerbork. 1942 kam er frei und kehrte Ende 1945 nach Essen zurück, wo er erneut bei der Post arbeitete. Drei Schwestern überlebten versteckt in Klöstern. Die Stolpersteine wurden am 16. Juni 2025 verlegt. |
| | Hier lernte Antonius 'Toni' Kaufhold (Jahrgang 1914) Verurteilt 24.11.1942 § 175, 1 Jahr Gefängnis 'Vorbeugungshaft' 1943 KZ Natzweiler KZ Ravensbrück Lager Karlshagen Befreit | Eigelstein 54-56 (Standort) | Die Stolpersteine erinnern an die Brüder Karl Kaufhold und Toni Kaufhold. Der 1908 in Düsseldorf geborene Jude Karl Kaufhold wurde 1943 in seiner Wohnung am Kölner Eigelstein 54 festgenommen und drei Monate lang in der Gestapodienststelle EL-DE-Haus verhört. Anschließend wurde er als „Mischling ersten Grades“ in das KZ Buchenwald deportiert und musste dort Zwangsarbeit verrichten. Schwer gesundheitlich geschädigt erlebte er die Befreiung durch die Amerikaner . Einer seiner Brüder war Anton „Toni“ Kaufhold, geboren 1914. Er wurde 1942 in Köln festgenommen, da er ein „Mischling ersten Grades“ und homosexuell sei. 1943 wurde er in das KZ Natzweiler, dann in das KZ Ravensbrück verbracht. Auch Anton Kaufhold überlebte und wurde am 7. April 1945 befreit. Da er nach § 175 Strafgesetzbuch des deutschen Strafgesetzbuches „kriminiell“ war, hatte er keinen Anspruch auf „Wiedergutmachung“. Der dritte Bruder hieß Johann. Der 1902 Geborene wurde schon 1933 aus rassistischen Gründen aus seinem Beruf bei der Post hinausgeworfen. 1939 floh er in die Niederlande. Die Gestapo beschuldigte ihn bei den Prozessen gegen seine Brüder, Juden nach Holland geschmuggelt zu haben. 1940 kam er in das Durchgangslager Westerbork. 1942 kam er frei und kehrte Ende 1945 nach Essen zurück, wo er erneut bei der Post arbeitete. Drei Schwestern überlebten versteckt in Klöstern. Die Stolpersteine wurden am 16. Juni 2025 verlegt. |
| | Hier lernte Annemarie Kaufmann (Jahrgang 1923) Kindertransport 1939 England 1944 USA | Palmstraße 1 (Verlegestelle vor dem Neubau der Königin-Luise-Schule) (Standort)                                                   | |
| Stolperstein für Arno Kaufmann (Thürmchenswall 44) | Hier wohnte Arno Kaufmann (Jahrgang 1899) Deportiert 1941 Riga Für tot erklärt | Thürmchenswall 44 (Verlegestelle: Vor dem Eingang zur Fachhochschule für öffentliche Verwaltung, Thürmchenswall 48–54) (Standort) | Die im Februar 2001 verlegten Steine wurden im Jahr 2002 mit braunem Lack beschmiert. |
| Stolperstein für Edith Kaufmann (Friesenwall 2/6) | Hier wohnte Edith Kaufmann (Jahrgang 1933) Deportiert 1941 Łódź ??? | Friesenwall 2/6 (Verlegestelle: Rudolfplatz) (Standort)                                                                           | Nach neueren Informationen, welche zum Zeitpunkt der Stolpersteinverlegung nicht bekannt waren, wurde Edith Kaufmann im Mai 1942 von Litzmannstadt (Łódź) nach Kulmhof deportiert und dort ermordet. |
| | Hier lernte Elisabeth Kaufmann (Jahrgang 1922) verh. Rosenberg Flucht 1938 Holland mit Hilfe versteckt überlebt | Palmstraße 1 (Verlegestelle vor dem Neubau der Königin-Luise-Schule) (Standort)                                                   | |
| Stolperstein für Gertrude Kaufmann (Friesenwall 2/6) | Hier wohnte Gertrude Kaufmann (Jahrgang 1928) Deportiert 1941 Łódź ??? | Friesenwall 2/6 (Verlegestelle: Rudolfplatz) (Standort)                                                                           | Nach neueren Informationen, welche zum Zeitpunkt der Stolpersteinverlegung nicht bekannt waren, wurde Gertrude Kaufmann im Mai 1942 von Litzmannstadt (Łódź) nach Kulmhof deportiert und dort ermordet. |
| Stolperstein für Paula Kaufmann (Friesenwall 2/6) | Hier wohnte Paula Kaufmann, geb. Maier (Jahrgang 1902) Deportiert 1941 Łódź ??? | Friesenwall 2/6 (Verlegestelle: Rudolfplatz) (Standort)                                                                           | Nach neueren Informationen, welche zum Zeitpunkt der Stolpersteinverlegung nicht bekannt waren, wurde Paula Kaufmann im Mai 1942 von Litzmannstadt (Łódź) nach Kulmhof deportiert und dort ermordet. |
| Stolperstein für Rosalie Kaufmann (Friesenwall 2/6) | Hier wohnte Rosalie Kaufmann (Jahrgang 1927) Deportiert 1941 Łódź ??? | Friesenwall 2/6 (Verlegestelle: Rudolfplatz) (Standort)                                                                           | Nach neueren Informationen, welche zum Zeitpunkt der Stolpersteinverlegung nicht bekannt waren, wurde Rosalie Kaufmann im Mai 1942 von Litzmannstadt (Łódź) nach Kulmhof deportiert und dort ermordet. |
| Stolperstein für Samuel Kaufmann (St.-Apern-Str. 29–31) | Hier wohnte Samuel Kaufmann (Jahrgang 1868) Deportiert 1942 Theresienstadt Ermordet 1. September 1942 | St.-Apern-Str. 29/31 (Standort)                                                                                                   | |
| Stolperstein für Abraham Amsel Kirschner (Ritterstraße 5) | Hier wohnte Abraham Amsel Kirschner (Jahrgang 1899) Flucht Belgien Interniert Mechelen Deportiert 1942 Auschwitz Ermordet 10. Januar 1943 | Ritterstraße 5 (Standort) | Der am 22. Oktober 2015 verlegte Stolperstein erinnert an Abraham Amsel Kirschner, geboren am 15. Mai 1899 in Korczyna. |
| Stolperstein für Sybilla Klefisch (Kettengasse 22) | Hier wohnte Sybilla Klefisch, geb. Kahn (Jahrgang 1903) Deportiert 1941 Łódź ??? | Kettengasse 22 (Standort) | Nach neueren Informationen, welche zum Zeitpunkt der Stolpersteinverlegung nicht bekannt waren, wurde Sibylla Klefisch im Mai 1942 von Litzmannstadt (Łódź) nach Kulmhof deportiert und dort ermordet. |
| Stolperstein für Lina Kochmann (Ehrenstraße 19) | Hier wohnte Lina Kochmann, geb. Altmann (Jahrgang 1874) Deportiert 1942 Theresienstadt Tod am 5. Dezember 1942 | Ehrenstr. 19 (Standort) | |
| Stolperstein für Marga Rosi Kochmann (Ehrenstraße 19) | Hier wohnte Marga Rosi Kochmann (Jahrgang 1909) Emigriert-Amsterdam Deportiert Sobibor Tot am 23. Juli 1943 | Ehrenstr. 19 (Standort) | |
| Stolperstein für Max Kochmann (Ehrenstraße 19) | Hier wohnte Max Kochmann (Jahrgang 1870) Deportiert 1942 Theresienstadt Tot am 20. Juli 1942 | Ehrenstr. 19 (Standort) | |
| Stolperstein für Eva Ursula Koenen (Burgmauer 23) | Hier wohnte Eva Ursula Koenen (Jahrgang 1938) Deportiert 1941 Riga Für tot erklärt | Burgmauer 23 (Standort) | |
| Stolperstein für Fana Koenen (Burgmauer 23) | Hier wohnte Fana Koenen (Jahrgang 1941) Deportiert 1941 Riga Für tot erklärt | Burgmauer 23 (Standort) | |
| Stolperstein für Grete Koenen (Burgmauer 23) | Hier wohnte Grete Koenen, geb. Singer (Jahrgang 1910) Deportiert 1941 Riga Für tot erklärt | Burgmauer 23 (Standort) | |
| Stolperstein für Jakob Koenen (Burgmauer 23) | Hier wohnte Jakob Koenen (Jahrgang 1910) Deportiert 1941 Riga Für tot erklärt | Burgmauer 23 (Standort) | |
| der Stolperstein für Lieselotte Kramer | Hier lernte Lieselotte Kramer (Jahrgang 1925) Lillian Lichtman mit Hilfe Flucht 1938 Belgien 1940 USA | Palmstraße 1 (Verlegestelle vor dem Neubau der Königin-Luise-Schule) (Standort)                                                   | |
| der Stolperstein für Nellie Kramer | Hier lernte Nellie Kramer, geb. Gidion (Jahrgang 1895) Flucht 1939 Holland USA | Palmstraße 1 (Verlegestelle vor dem Neubau der Königin-Luise-Schule) (Standort)                                                   | |
| | Hier lernte Helga Kuhl (Jahrgang 1922) verh. Odenthal Flucht 1942 Schweiz | Palmstraße 1 (Verlegestelle vor dem Neubau der Königin-Luise-Schule) (Standort)                                                   | |
| | Hier lernte Anna Kupperschlag, geb. Isaac (Jahrgang 1894) deportiert 1942 Theresienstadt 1944 Auschwitz ermordet | Palmstraße 1 (Verlegestelle vor dem Neubau der Königin-Luise-Schule) (Standort)                                                   | |
| Stolperstein für Rosa Kussel (Jakordenstraße 17) | Hier wohnte Rosa Kussel (Jahrgang 1878) Deportiert 1941 Łódź ??? | Jakordenstr. 17 (Standort) | Nach neueren Informationen, welche zum Zeitpunkt der Stolpersteinverlegung nicht bekannt waren, wurde Rosa Kussell im Mai 1942 von Litzmannstadt (Łódź) nach Kulmhof deportiert und dort ermordet. |
| Stolperstein für Elisabeth Kuznitzky (Mohrenstraße 26) | Mohrenstr. 26 wohnte Elisabeth Kuznitzky, geb. Liliencron (Jahrgang 1878) Verzogen Berlin Im Widerstand Verhaftet 3. September 1944 Hingerichtet 30. November 1944 Gefängnis Plötzensee | Mohrenstr. 26 (Verlegestelle vor Hausnummer 20) (Standort)                                                                        | Der am 10. September 2018 verlegte Stolperstein erinnert an Elisabeth Augusta Kuznitzky (geb. von Liliencron), geboren am 22. Januar 1878 in Straßburg. Elisabeth von Liliencron wurde als zweite Tochter von Andreas Otto von Liliencron und seiner Frau Caroline (geb. Wendelburg) in Straßburg geboren. Am 8. August 1901 heiratete sie den jüdischen Urologen Martin Kuznitzky. Das Ehepaar hatte eine Tochter, Elisabeth Charlotte, die später den Architekten Erich Gloeden heiratete. Am Hitler-Attentat am 20. Juli 1944 gewährte die Familie einem Beteiligten, dem General Fritz Lindemann Unterschlupf. Sie wurden verraten und Elisabeth Kuznitzky wurde mit ihrer Tochter und ihrem Schwiegersohn am 3. September 1944 verhaftet und vor dem Volksgerichtshof angeklagt. Der Schwiegersohn versuchte vor dem Volksgerichtshof die beiden Frauen zu schützen. Am 27. November 1944 wurde Erich Gloeden zum Tode verurteilt. Elisabeth Kuznitzky und ihre Tochter gaben daraufhin ihre Mitwisserschaft zu. Am 27. November 1944 erging auch gegen sie das Todesurteil. Drei Tage später, am 30. November 1944 wurden alle drei in Plötzensee hingerichtet. In Berlin-Westend, Kastanienallee 23 wurde 2010 ein weiterer Stolperstein für Elisabeth Kuznitzky verlegt. |
| Stolperstein für Dr. Martin Kuznitzky (Mohrenstraße 26) | Mohrenstr. 26 wohnte/praktizierte Dr. Martin Kuznitzky (Jahrgang 1868) Schicksal unbekannt | Mohrenstr. 26 (Verlegestelle vor Hausnummer 20) (Standort)                                                                        | Der am 10. September 2018 verlegte Stolperstein erinnert an Dr. Martin Kuznitzky, geboren 1868 in Gnesen. Der Urologe und Dermatologe Martin Kuznitzky promovierte 1892 mit einer Arbeit über die Behandlung der Syphilis. Als Assistenzarzt arbeitete er zunächst an der Universitätsklinik für Hautkrankheiten in Straßburg. Später eröffnete er eine eigene Praxis in der Mohrenstraße 26, die er bis zum Herbst 1938 führte. Verheiratet war er mit Elisabeth von Liliencron. Die gemeinsame Tochter Elisabeth Charlotte wurde 1903 geboren. 1938 verlor er seine Approbation. Anerkennung in der Fachwelt erlangte seine über 1000 Exponate umfassende Sammlung japanischer Schwertblätter und Gürtelknöpfe. Für die Ostasiatischen Museen in Berlin und Köln und für das Hamburger Museum für Kunst und Gewerbe katalogisierte und fotografierte er die japanischen Tsuba und veröffentlichte die Fototafeln in mehreren Publikationen zwischen 1931 und 1937. Die Sammlung und die Fotografien gelten seit den 1950er Jahren als verschollen. Martin Kuznitzky starb nach 1938. |
| Stolperstein für Myrtil Lazar (Pfeilstraße 17) | Hier wohnte Myrtil Lazar (Jahrgang 1883) Deportiert Lublin-Majdanek | Pfeilstr. 17 (Standort) | |
| Stolperstein für Dr. Anna Lehmann (Christophstraße 31) | Hier wohnte Dr. Anna Lehmann, geb. Pietskowski (Jahrgang 1884) Deportiert 1941 Łódź Für tot erklärt | Christophstr. 31 (Standort) | Der Stein wurde vor Optik Schwieren, Von-Werth-Straße verlegt. Nach neueren Informationen, welche zum Zeitpunkt der Stolpersteinverlegung nicht bekannt waren, wurde Anna Lehmann im Mai 1942 von Litzmannstadt (Łódź) nach Kulmhof deportiert und dort ermordet. |
| Stolperstein für Henriette Levi (Breite Straße 65) | Hier wohnte Henriette Levi, geb. Schönthal (Jahrgang 1885) Deportiert 1941 Łódź Ermordet | Breite Str. 65 (Verlegestelle: Nordwestseite der Opern Passagen) (Standort)                                                       | Nach neueren Informationen, welche zum Zeitpunkt der Stolpersteinverlegung nicht bekannt waren, wurde Henriette Levi im September 1942 von Litzmannstadt (Łódź) nach Kulmhof deportiert und dort ermordet. |
| der Stolperstein für Hilde Edith Levi | Hier lernte Hilde Edith Levi (Jahrgang 1925) Kindertransport 1939 England | Palmstraße 1 (Verlegestelle vor dem Neubau der Königin-Luise-Schule) (Standort)                                                   | |
| Stolperstein für Julius Levi (Breite Straße 65) | Hier wohnte Julius Levi (Jahrgang 1885) Deportiert 1941 Łódź Ermordet | Breite Str. 65 (Verlegestelle: Nordwestseite der Opern Passagen) (Standort)                                                       | Nach neueren Informationen, welche zum Zeitpunkt der Stolpersteinverlegung nicht bekannt waren, wurde Julius Levi im September 1942 von Litzmannstadt (Łódź) nach Kulmhof deportiert und dort ermordet. |
| Stolperstein für Friedrich Levy (Gereonswall 124) | Hier wohnte Friedrich Levy (Jahrgang 1894) Deportiert 1941 Łódź ??? | Gereonswall 124 (Standort) | |
| Stolperstein für Helene Levy (Unter Kahlenhausen 30) | Hier wohnte Helene Levy, geb. Meier (Jahrgang 1882) Deportiert 1941 Łódź/Litzmannstadt Tot 4. Februar 1942 | Unter Kahlenhausen 30 (Standort)                                                                                                  | |
| Stolperstein für Martha Levy (Eigelstein 149) | Hier wohnte Martha Levy, geb. Hottenbach (Jahrgang 1899) Deportiert 1941 Riga Ermordet | Eigelstein 149 (Standort) | |
| Stolperstein für Wilhelm Levy (Eigelstein 149) | Hier wohnte Wilhelm Levy, geb. Hottenbach (Jahrgang 1860) Deportiert 1942 Theresienstadt 1942 Treblinka Ermordet | Eigelstein 149 (Standort) | |
| | Hier lernte Margot Lindemeyer (Jahrgang 1923) verh. Roesberg Flucht 1939 England | Palmstraße 1 (Verlegestelle vor dem Neubau der Königin-Luise-Schule) (Standort)                                                   | |
| Stolperstein für Josef Litterscheid (St.-Apern-Str. 14–18) | Hier wohnte Josef Litterscheid (Jahrgang 1889) Vorbeugehaft 1941 in einem KZ Tot am 9. Mai 1942 | St.-Apern-Str. 14/18 (Standort)                                                                                                   | Verfolgt als Homosexueller |
| Stolperstein für Ernst Löwensberg (Ehrenstraße 33/35) | Hier wohnte Ernst Löwensberg (Jahrgang 1891) Deportiert 1941 Łódź Für tot erklärt | Ehrenstr. 33/35 (Standort) | Nach neueren Informationen, welche zum Zeitpunkt der Stolpersteinverlegung nicht bekannt waren, wurde Ernst Löwensberg im Mai 1942 von Litzmannstadt (Łódź) nach Kulmhof deportiert und dort ermordet. |
| Stolperstein für Johanette Löwensberg (Ehrenstraße 33/35) | Hier wohnte Johanette Löwensberg, geb. Simon (Jahrgang 1893) Deportiert 1941 Łódź ??? | Ehrenstr. 33/35 (Standort) | Nach neueren Informationen, welche zum Zeitpunkt der Stolpersteinverlegung nicht bekannt waren, wurde Johanette Löwensberg im Mai 1942 von Litzmannstadt (Łódź) nach Kulmhof deportiert und dort ermordet. |
| Stolperstein für Frieda Löwenstein (Gürzenichstraße 24) | Hier wohnte Frieda Löwenstein (Jahrgang 1882) Deportiert 1941 Łódź Ermordet | Gürzenichstr. 24 (Standort) | Der Stolperstein erinnert an Frieda Löwenstein, geboren am 9. Dezember 1882 in Fischelbach. Die Näherin Frieda Löwenstein war die Tochter von Simon und Johanna Löwenstein (geb. Rosenberg). Am 22. Oktober 1941 wurde sie mit dem 1. Kölner Transport, dem 8. Transport, in das Ghetto Litzmannstadt deportiert. Für den Transport musste sie 100,- Reichsmark bezahlen. Im Mai 1942 wurde sie in das Vernichtungslager Kulmhof verlegt. Dort verliert sich ihre Spur. Wegen Bauarbeiten war der Stolperstein bis 2017 nicht auffindbar. Der Stolperstein wurde im Dezember 2017 von der Bauleitung und der Stifterin wieder zurück an die ursprüngliche Stelle gesetzt. |
| Stolperstein für Heinrich Malmedy (Salzgasse 9) | Hier wohnte Heinrich Malmedy (Jahrgang 1887) Verurteilt § 175 Mehrere Gefängnisse, KZ Verhaftet 30. Mai 1944 Als asozial stigmatisiert 1944 Natzweiler-Struthof Ermordet 31. Januar 1945 Dachau | Salzgasse 9 (Standort) | Der am 18. März 2019 verlegte Stolperstein erinnert an Heinrich Malmedy, geboren 1887 in Köln-Mülheim. Heinrich Malmedy wurde als junger Erwachsener wiederholt bei kleineren Eigentumsdelikten straffällig und bis 1934 mehrfach zu kürzeren Haftstrafen verurteilt. Im Rahmen einer sogenannten „Sonderaktion“ gegen Homosexuelle, der Düsseldorfer Staatspolizei und der Kölner Kriminalpolizei wurde Heinrich Malmedy am 2. August 1938 erneut verhaftet. In den Vernehmungen gab er regelmäßige „Homosexuelle Kontakte“ zu und wurde im September 1938 vom Landgericht Köln wegen Verstoßes gegen § 175 zu 15 Monaten Gefängnis verurteilt. Zu dieser Zeit lebte Heinrich Malmedy in der Salzgasse 9. Seine Haftstrafe verbüßte er in den Straflagern im Emsland und im Gefängnis Wittlich. Im Mai 1944 wurde Heinrich Malmedy bei einer Routinekontrolle am Kölner Hauptbahnhof von der Polizei aufgegriffen und wegen des Vorwurfs „er habe sich seit 1942 einer geregelten Arbeit entzogen und eine ihm vermittelte Arbeitsstelle nicht angetreten“ verhaftet. Da Heinrich Malmedy zu dieser Zeit ohne festen Wohnsitz war und wegen seiner Vorstrafen, wurde er von der Kölner Kriminalpolizei als „asozial“ eingestuft und seine Einweisung in ein Konzentrationslager verfügt. Im Mai 1944 kam er zunächst in das KZ Natzweiler-Struthof und später in das KZ Dachau, wo er am 31. Januar 1945 starb. |
| Stolperstein für Arthur Mann (Weidengasse 30) | Hier wohnte Arthur Mann (Jahrgang 1882) Deportiert 1941 Łódź ??? | Weidengasse 30 (Standort) | |
| Stolperstein für Paula Mann (Weidengasse 30) | Hier wohnte Paula Mann, geb. Bruchfeld (Jahrgang 1877) Deportiert 1941 Łódź ??? | Weidengasse 30 (Standort) | Nach neueren Informationen, welche zum Zeitpunkt der Stolpersteinverlegung nicht bekannt waren, wurde Paula Mann im Mai 1942 von Litzmannstadt (Łódź) nach Kulmhof deportiert und dort ermordet. |
| Stolperstein für Dr. Walter Marx (Auf dem Berlich 8) | Hier wohnte Dr. Walter Marx (Jahrgang 1895) Deportiert 1944 Tot 7. Oktober 1944 | Auf dem Berlich 8 (Standort) | |
| Stolperstein für Hedwig Marx (Cardinalstraße 9) | Hedwig Marx (Jahrgang 1878) Deportiert 1942 Theresienstadt Maly Trostinec ??? | Cardinalstr. 9 (Verlegestelle: Ecke Gereonstraße) (Standort)                                                                      | |
| Stolperstein für Ida Marx (Cardinalstraße 9) | Ida Marx (Jahrgang 1886) Deportiert 1941 Riga ??? | Cardinalstr. 9 (Verlegestelle: Ecke Gereonstraße) (Standort)                                                                      | |
| Stolperstein für Leo Marx (Cardinalstraße 9) | Leo Marx (Jahrgang 1884) Deportiert 1941 Riga ??? | Cardinalstr. 9 (Verlegestelle: Ecke Gereonstraße) (Standort)                                                                      | Der im Juli 2001 verlegte Stolperstein erinnert an Leo Marx. |
| Stolperstein für Max Michael Marx (Eigelstein 110) | Hier wohnte Max Michael Marx (Jahrgang 1886) Deportiert 1942 Minsk Ermordet 24. Juli 1942 | Eigelstein 110 (Standort) | |
| | Hier lernte Anneliese Mayer, geb. Cohn (Jahrgang 1913) Flucht Holland Flucht in den Tod 15. Mai 1940 Haarlem | Palmstraße 1 (Verlegestelle vor dem Neubau der Königin-Luise-Schule) (Standort)                                                   | |
| Stolperstein für enry Mayer (Kettengasse 22) | Hier wohnte Henry Mayer (Jahrgang 1936) Deportiert 1941 Riga Auschwitz Tot am 17. Dezember 1943 | Kettengasse 22 (Standort) | |
| Stolperstein für Jacob Mayer (Cardinalstraße 9) | Jacob Mayer (Jahrgang 1879) Deportiert 1941 Łódź ??? | Cardinalstr. 9 (Verlegestelle: Ecke Gereonstraße) (Standort)                                                                      | Nach neueren Informationen, welche zum Zeitpunkt der Stolpersteinverlegung nicht bekannt waren, wurde Jacob Mayer im Mai 1942 von Litzmannstadt (Łódź) nach Kulmhof deportiert und dort ermordet. |
| Stolperstein für Klara Mayer (Im Klapperhof 48) | Hier wohnte Klara Mayer, geb. Brünell (Jahrgang 1903) Deportiert 1941 Łódź Tod 1942 | Im Klapperhof 48 (Standort) | Nach neueren Informationen, welche zum Zeitpunkt der Stolpersteinverlegung nicht bekannt waren, starb Klara Mayer am 23. Juli 1942 im Ghetto Litzmannstadt (Łódź). |
| Stolperstein für Leo Mayer (Im Klapperhof 48) | Hier wohnte Leo Mayer (Jahrgang 1904) Deportiert 1941 Łódź Verschollen | Im Klapperhof 48 (Standort) | Nach neueren Informationen, welche zum Zeitpunkt der Stolpersteinverlegung nicht bekannt waren, wurde Leo Mayer am 8. Juni 1942 aus dem Ghetto Litzmannstadt (Łódź) in ein Zwangsarbeitslager verschleppt. Über sein weiteres Schicksal ist nichts bekannt. |
| Stolperstein für Max Mayer (Kettengasse 22) | Hier wohnte Max Mayer (Jahrgang 1879) Deportiert 1941 Riga ??? | Kettengasse 22 (Standort) | |
| Stolperstein für Minna Amalie Mayer (Kettengasse 22) | Hier wohnte Minna Amalie Mayer (Jahrgang 1883) Deportiert 1941 Riga ??? | Kettengasse 22 (Standort) | |
| Stolperstein für Rosalia Mayer (Cardinalstraße 9) | Rosalie Mayer, geb. Herz (Jahrgang 1875) Deportiert 1941 Łódź ??? | Cardinalstr. 9 (Verlegestelle: Ecke Gereonstraße) (Standort)                                                                      | Nach neueren Informationen, welche zum Zeitpunkt der Stolpersteinverlegung nicht bekannt waren, wurde Rosalia Mayer im Mai 1942 von Litzmannstadt (Łódź) nach Kulmhof deportiert und dort ermordet. |
| Stolperstein für Ruth Mayer (Im Klapperhof 48) | Hier wohnte Ruth Mayer (Jahrgang 1933) Deportiert 1941 Łódź Verschollen | Im Klapperhof 48 (Standort) | |
| Stolperstein für Ernst Mendel (Pfeilstraße 13) | Hier wohnte Ernst Mendel (Jahrgang 1933) Deportiert 1942 Minsk ??? Für tot erklärt | Pfeilstr. 13 (Standort) | |
| Stolperstein für Helga Mendel (Pfeilstraße 13) | Hier wohnte Helga Mendel (Jahrgang 1932) Deportiert 1942 Minsk ??? Für tot erklärt | Pfeilstr. 13 (Standort) | |
| Stolperstein für Johanna Mendel (Pfeilstraße 13) | Hier wohnte Johanna Mendel, geb. Salomon (Jahrgang 1904) Deportiert 1942 Minsk ??? Für tot erklärt | Pfeilstr. 13 (Standort) | |
| Stolperstein für Ruth Mendel (Pfeilstraße 13) | Hier wohnte Ruth Mendel (Jahrgang 1936) Deportiert 1942 Minsk ??? Für tot erklärt | Pfeilstr. 13 (Standort) | |
| Stolperstein für Siegbert Mendel (Pfeilstraße 13) | Hier wohnte Siegbert Mendel (Jahrgang 1908) Deportiert Minsk ??? Für tot erklärt | Pfeilstr. 13 (Standort) | |
| Stolperstein für Sonja Mendel (Pfeilstraße 13) | Hier wohnte Sonja Mendel (Jahrgang 1937) Deportiert Minsk ??? Für tot erklärt | Pfeilstr. 13 (Standort) | |
| Stolperstein für Frieda Meyer (Jakordenstraße 17) | Hier wohnte Frieda Meyer, geb. Apfel (Jahrgang 1873) Deportiert 1941 Riga Für tot erklärt | Jakordenstr. 17 (Standort) | |
| Stolperstein für Hermann Meyer (Gereonswall 124) | Hier wohnte Hermann Meyer (Jahrgang 1880) Deportiert Ziel unbekannt | Gereonswall 124 (Standort) | |
| Stolperstein für Mathilde Anna Meyer (Jakordenstraße 17) | Hier wohnte Mathilde Anna Meyer (Jahrgang 1909) Deportiert 1941 Riga Für tot erklärt | Jakordenstr. 17 (Standort) | |
| Stolperstein für Wilhelmine Meyer (Gereonswall 124) | Hier wohnte Wilhelmine Meyer, geb. Levy (Jahrgang 1875) Deportiert 1941 Riga ??? | Gereonswall 124 (Standort) | |
| Stolperstein für Elisabeth Moses (Elisenstraße 3) | Hier wohnte Elisabeth Moses (Jahrgang 1894) Flucht 1934 Italien USA Überlebt | Elisenstr. 3 (Standort) | Der am 21. März 2013 verlegte Stolperstein erinnert an Elisabeth Moses, geboren am 14. Januar 1894 in Köln. Elisabeth wurde als älteste Tochter des HNO-Arztes Sally Moses und seiner Ehefrau Lucie in Köln geboren. Die promovierte Kunsthistorikerin Elisabeth Moses arbeitete am Kölner Kunstgewerbemuseum. Sie konzipierte u. a. Sonderschauen zur jüdischen Kunst und Kultur bei der Jahrtausendausstellung 1925 und bei der Pressa, die 1928 in Köln stattfand. Kurz nach der Machtergreifung der Nationalsozialisten wurde Elisabeth Moses entlassen. 1934 emigrierte sie über Italien in die Vereinigten Staaten. In San Francisco erhielt sie im Herbst 1934 eine Anstellung als Kuratorin für Kunsthandwerk am De Young Museum. Sie starb am 21. Dezember 1957 in San Francisco. |
| Stolperstein für Lucie Moses (Elisenstraße 3) | Hier wohnte Lucie Moses, geb. Rothschild (Jahrgang 1871) Flucht 1938 USA Überlebt | Elisenstr. 3 (Standort) | Der am 21. März 2013 verlegte Stolperstein erinnert an Lucie Moses (geb. Rothschild), geboren 1871. Die Krankenpflegerin Lucie Moses war die Ehefrau von Sally Moses und die Mutter der gemeinsamen Kinder Elisabeth (geb. 1894) und Paul Josef (geb. 1897) und sie war Vorstandsmitglied des Kölner Vereins für jüdische Krankenpflegerinnen. 1936 konnte die Familie Moses in die USA emigrieren. |
| Stolperstein für Paul Josef Moses (Elisenstraße 3) | Hier wohnte Paul Josef Moses (Jahrgang 1897) Flucht 1936 USA Überlebt | Elisenstr. 3 (Standort) | Der am 21. März 2013 verlegte Stolperstein erinnert an Paul Josef Moses, geboren 1897. Der Arzt Paul Josef Moses war der Sohn von Sally und Lucie Moses. 1936 konnte die Familie Moses in die USA emigrieren. |
| Stolperstein für Sally Moses (Elisenstraße 3) | Hier wohnte Sally Moses (Jahrgang 1861) Flucht 1938 USA Überlebt | Elisenstr. 3 (Standort) | Der am 21. März 2013 verlegte Stolperstein erinnert an Sally Moses, geboren 1861. Sally Moses war über 40 Jahre als HNO-Arzt am jüdischen Krankenhaus in Ehrenfeld und am katholischen St. Franziskus-Hospital tätig. Verheiratet war er mit Lucie Rothschild, gemeinsam hatten sie einen Sohn (Paul Josef) und eine Tochter (Elisabeth). Sally Moses war lange Jahre Vorsitzender des Allgemeinen ärztlichen Vereins zu Köln und seit 1931 Vorsitzender der Vereinigung westdeutscher HNO-Ärzte. 1936 konnte die Familie Moses in die USA emigrieren. |
| Stolperstein für Walter Moses (Thürmchenswall 33) | Hier wohnte Walter Moses (Jahrgang 1907) Flucht 1937 Belgien Interniert Drancy Deportiert 1942 Auschwitz Tot 1945 in Flossenbürg | Thürmchenswall 33 (Standort) | |
| Stolperstein für Berta Nachmann (Gereonswall 124) | Hier wohnte Berta Nachmann, geb. Adler (Jahrgang 1879) Deportiert 1941 Riga ??? | Gereonswall 124 (Standort) | |
| Stolperstein für Jakob Nachmann (Gereonswall 124) | Hier wohnte Jakob Nachmann (Jahrgang 1880) Deportiert 1941 Riga ??? | Gereonswall 124 (Standort) | |
| Stolperstein für Flora Netter (Cardinalstraße 9) | Flora Netter, geb. Spiro (Jahrgang 1885) Deportiert 1941 Łódź ??? Für tot erklärt | Cardinalstr. 9 (Verlegestelle: Ecke Gereonstraße) (Standort)                                                                      | Der Stolperstein erinnert an Flora Netter (geb. Spiro), geboren am 2. Oktober 1885 in Köln. Flora Spiro war die Ehefrau von Karl Josef Netter. Sie wurde am 22. Oktober 1941 mit dem 1. Kölner Transport, dem 8. Transport in das Ghetto Litzmannstadt deportiert. Für den Transport musste sie 100,- Reichsmark bezahlen. Am 6. Mai 1942 wurde Flora Netter in das Vernichtungslager Kulmhof verbracht, dort verliert sich ihre Spur. Flora Netter wurde später für tot erklärt. |
| Stolperstein für Karl Josef Netter (Cardinalstraße 9) | Karl Josef Netter (Jahrgang 1882) Deportiert 1943 Theresienstadt Auschwitz ??? Für tot erklärt | Cardinalstr. 9 (Verlegestelle: Ecke Gereonstraße) (Standort)                                                                      | Der Stolperstein erinnert an Karl Josef Netter, geboren am 12. Oktober 1882 in Batavia. Karl Josef Netter war der Ehemann von Flora Spiro. Karl Josef Netter wurde nach der Deportation seiner Frau zunächst im Barackenlager Fort V Müngersdorf interniert und am 1. August 1943 mit dem Transport III/9 in das Ghetto Theresienstadt deportiert. In der Transportliste wurde Karl Josef Netter als „getrennt lebend“ eingetragen. Von dort aus wurde er am 9. Oktober 1944 in das Vernichtungslager Auschwitz verbracht, dort verliert sich seine Spur... Karl Josef Netter wurde später für tot erklärt. |
| Stolperstein für Adolf Neumann (Auf dem Hunnenrücken 29) | Hier wohnte Adolf Neumann (Jahrgang 1902) Deportiert 1941 Łódź | Auf dem Hunnenrücken 29 (Verlegestelle: Ecke Viktoriastraße/Tunisstraße) (Standort)                                               | Nach neueren Informationen, welche zum Zeitpunkt der Stolpersteinverlegung nicht bekannt waren, wurde Adolf Neumann am 14. November 1941 aus dem Ghetto Litzmannstadt (Łódź) in ein Zwangsarbeitslager verschleppt. Er starb am 9. März 1942 im Lager Weißer Adler in Gutfeld. |
| Stolperstein für Hedwig Neumann (Auf dem Hunnenrücken 29) | Hier wohnte Hedwig Neumann (Jahrgang 1899) Deportiert 1941 Łódź | Auf dem Hunnenrücken 29 (Verlegestelle: Ecke Viktoriastraße/Tunisstraße) (Standort)                                               | Nach neueren Informationen, welche zum Zeitpunkt der Stolpersteinverlegung nicht bekannt waren, wurde Hedwig Neumann im Mai 1942 von Litzmannstadt (Łódź) nach Kulmhof deportiert und dort ermordet. |
| Stolperstein für Trude Nohr (Martinstr. 22-24) | Hier wohnte Trude Nohr (Jahrgang 1920) als asozial stigmatisiert verhaftet 16.4.1943 Messelager KZ Ravensbrück 1944 KZ Bergen-Belsen befreit | Martinstraße 22–24 (Standort) | Der Stolperstein erinnert an Trude Nohr, geboren 1920 in Elsdorf. Sie wuchs in ärmlichen Verhältnissen auf. Als sie 14 Jahre alt war, wurde sie von ihrem Onkel vergewaltigt. Ihre Eltern zeigten die Tat an, doch die NS-Behörden bestraften nicht den Täter, sondern Trude. Sie wurde in Kinderheime verschoben und musste in privaten Haushalten zwangsarbeiten. In einem Polizeibericht aus dem Juni 1939 ist vermerkt, sie sei „auf Unzuchtwegen angetroffen worden“. Mit 22 wurde sie schwanger, der Kindsvater ließ sie sitzen. Kurz nach der Geburt ihres Sohnes Josef wurde sie im Frühjahr 1943 verhaftet. Sie wurde im Kölner Messelager inhaftiert und in der Kölner Gestapo-Zentrale verhört. Am 5. Juni 1943 wurde Trude Nohr ins Frauen-Konzentrationslager Ravensbrück deportiert. Sie erhielt die Häftlingsnummer 20253 und ein Kleid mit schwarzem Winkel, dem Zwangserkennungszeichen für „Asoziale“, 1944 wurde sie in das KZ Bergen-Belsen verlegt. Sie überlebte und kehrte 1945 nach Köln zurück. Nach drei Monaten fand sie ihren Sohn in einem Kölner Kinderheim wieder; für die Unterbringung des Kindes musste sie 2000 Mark zahlen. Bezahlen konnte sie die Rechnung nur, weil ihr eine Tante aus den USA Pakete mit Sachen schickte, die sie weiterverkaufte. Erst 1990 erhielt sie mit Unterstützung des Kölner Bundesverbandes für NS-Verfolgte eine Entschädigung. Im Jahr 2000 wurde sie in ihrer Wohnung überfallen und niedergeschlagen. Nur einen Tag später starb ihr Sohn Josef, der an Krebs erkrankt war. Wegbegleiter beschreiben sie als „humorvoll, selbstbewusst, eigensinnig, geradeaus und äußerst resilient“. Es zeuge von ihrer „sehr starken Persönlichkeit, dass die Verfolgung und das große Leid sie nicht gebrochen haben“. |
| Stolperstein für Emil Nosbach (Greesbergstraße 11) | Hier wohnte Emil Nosbach (Jahrgang 1884) Versteckt überlebt | Greesbergstr. 11 (Standort) | Der am 10. September 2018 verlegte Stolperstein erinnert an Emil Nosbach, geboren am 13. November 1884 in Rosbach. Emil Nosbach wurde am 13. November 1884 als fünftes von acht Kindern des evangelischen Küsters Friedrich Nosbach und seiner Ehefrau Luise (geb. Schmidt) geboren. Am 24. Juni 1922 heiratete der Postbeamte Emil Nosbach in Köln-Ehrenfeld die aus Rosbach stammende Johanna Seeligmann. Nach dem Geburt der Tochter Ruth 1926 arbeitete Emil Nosbach als Postsekretär. Nach der Machtergreifung der Nationalsozialisten musste er zunehmend, da er mit einer Jüdin verheiratet war, Ausgrenzungen erdulden. Zunächst wird die Ehe als sogenannte „privilegierte Mischehe“ eingestuft. 1937 verliert er seine Anstellung bei der Reichspost. Seit 1938 arbeitete er als Vertreter. Die Familie Nosbach hat sich acht Monate vor Kriegsende bei einer christlichen Familie in Köln versteckt und so den Krieg überlebt. Nach dem Krieg arbeitete Emil Nosbach wieder als Oberpostrat bei der Post und war von 1945 bis 1949 der 1. Vorsitzender der Telekom-Post-Sportgemeinschaft Köln e. V. Emil Nosbach starb am 2. Februar 1958 in Köln. |
| Stolperstein für Johanna Nosbach (Greesbergstraße 11) | Hier wohnte Johanna Nosbach, geb. Seligmann (Jahrgang 1887) Versteckt überlebt | Greesbergstr. 11 (Standort) | Der am 10. September 2018 verlegte Stolperstein erinnert an Johanna Nosbach, geboren am 15. Mai 1887 in Rosbach. Johanna Seligmann wurde am 15. Mai 1887 als jüngste Tochter des jüdischen Metzgers Alexander Seligmann und seiner Frau Therese (geb. Löb) in Rosbach geboren. Am 24. Juni 1922 heiratete sie den Postbeamten Emil Nosbach, 1926 wurde die gemeinsame Tochter Ruth geboren. Die Familie überlebte den Zweiten Weltkrieg, zuletzt versteckt in Köln. Nach dem Krieg lebte die Familie in Köln. Johanna Nosbach starb am 16. Juni 1967 in Köln. |
| Stolperstein für Ruth Nosbach (Greesbergstraße 11) | Hier wohnte Ruth Nosbach (Jahrgang 1926) Versteckt überlebt | Greesbergstr. 11 (Standort) | Der am 10. September 2018 verlegte Stolperstein erinnert an Ruth Nosbach, geboren am 21. Januar 1926 in Köln. Ruth Nosbach wurde als einziges Kind des Postbeamten Emil Nosbach und seiner Frau Johanna (geb. Seeligmann) geboren. Den Zweiten Weltkrieg überlebte sie gemeinsam mit ihren Eltern versteckt bei einer Kölner Familie. Sie wurde gemeinsam mit ihren Eltern auf der Liste der befreiten Juden von Köln aufgeführt, die am Kriegsende erstellt wurde und sich heute im Archiv des International Tracing Service in Bad Arolsen befindet. Ruth Nosbach verstarb 1980 in Zülpich. |
| Stolperstein für Emilie Regine Oppenheimer (Eigelstein 110) | Hier wohnte Emilie Regine Oppenheimer, geb. Schweitzer (Jahrgang 1869) Interniert Fort V Müngersdorf Deportiert 1942 Theresienstadt Tot 31. Oktober 1942 | Eigelstein 110 (Standort) | |
| | Hier wohnte Elisabeth Oster, geb. Haas (Jahrgang 1899) deportiert 1941 Łodz/Litzmannstadt ermordet 1944 Auschwitz | Blumenstraße 13–15 (Standort) | |
| | Hier wohnte Heinz Adolf Oster (Jahrgang 1928) deportiert 1941 Łodz/Litzmannstadt 1944 Auschwitz 1945 Buchenwald befreit | Blumenstraße 13–15 (Standort) | |
| | Hier wohnte Isidor Oster (Jahrgang 1887) deportiert 1941 Łodz tot am 13.7.1942 | Blumenstraße 13–15 (Standort) | |
| Stolperstein für David Ostrowski (Unter Krahnenbäumen 6) | Hier wohnte David Ostrowski (Jahrgang 1928) Deportiert 1942 Minsk Tot 24. Juli 1942 | Unter Krahnenbäumen 6 (Standort)                                                                                                  | |
| Stolperstein für Ella Ostrowski (Unter Krahnenbäumen 6) | Hier wohnte Ella Ostrowski (Jahrgang 1922) Polenaktion 1938 Bentschen/Zbąszyń Deportiert 1940 Ravensbrück Tot 31. Dezember 1941 | Unter Krahnenbäumen 6 (Standort)                                                                                                  | |
| Stolperstein für Gerson Ostrowski (Unter Krahnenbäumen 6) | Hier wohnte Gerson Ostrowski (Jahrgang 1877) Polenaktion 1938 Bentschen/Zbąszyń ??? | Unter Krahnenbäumen 6 (Standort)                                                                                                  | |
| Stolperstein für Hans Ostrowski (Unter Krahnenbäumen 6) | Hier wohnte Hans Ostrowski (Jahrgang 1932) Deportiert 1942 Minsk Tot 24. Juli 1942 | Unter Krahnenbäumen 6 (Standort)                                                                                                  | |
| Stolperstein für Josef Ostrowski (Unter Krahnenbäumen 6) | Hier wohnte Josef Ostrowski (Jahrgang 1920) Polenaktion 1938 Bentschen/Zbąszyń ??? | Unter Krahnenbäumen 6 (Standort)                                                                                                  | |
| Stolperstein für Leopold Ostrowski (Unter Krahnenbäumen 6) | Hier wohnte Leopold Ostrowski (Jahrgang 1916) Polenaktion 1938 Bentschen/Zbąszyń ??? | Unter Krahnenbäumen 6 (Standort)                                                                                                  | |
| Stolperstein für Ludwig Ostrowski (Unter Krahnenbäumen 6) | Hier wohnte Ludwig Ostrowski (Jahrgang 1909) Deportiert 28. Oktober 1938 Bentschen/Zbąszyń ??? | Unter Krahnenbäumen 6 (Standort)                                                                                                  | |
| Stolperstein für Rebekka Ostrowski (Unter Krahnenbäumen 6) | Hier wohnte Rebekka Ostrowski, geb. Cymbler (Jahrgang 1890) Polenaktion 1938 Bentschen/Zbąszyń ??? | Unter Krahnenbäumen 6 (Standort)                                                                                                  | |
| Stolperstein für Georg Oswald (Weidengasse 30) | Hier wohnte Georg Oswald (Jahrgang 1909) Deportiert 1941 Łódź Für tot erklärt | Weidengasse 30 (Standort) | Nach neueren Informationen, welche zum Zeitpunkt der Stolpersteinverlegung nicht bekannt waren, wurde Georg Oswald im Mai 1942 von Litzmannstadt (Łódź) nach Kulmhof deportiert und dort ermordet. |
| Stolperstein für Meta Oswald (Weidengasse 30) | Hier wohnte Meta Oswald, geb. Schnock (Jahrgang 1913) Deportiert 1941 Łódź Für tot erklärt | Weidengasse 30 (Standort) | Nach neueren Informationen, welche zum Zeitpunkt der Stolpersteinverlegung nicht bekannt waren, wurde Meta Oswald im Mai 1942 von Litzmannstadt (Łódź) nach Kulmhof deportiert und dort ermordet. |
| Stolperstein für Hedwig Philipp (Kettengasse 22) | Hier wohnte Hedwig Philipp (Jahrgang 1879) Deportiert 1941 Łódź ??? | Kettengasse 22 (Standort) | Nach neueren Informationen, welche zum Zeitpunkt der Stolpersteinverlegung nicht bekannt waren, wurde Hedwig Phillipp im Mai 1942 von Litzmannstadt (Łódź) nach Kulmhof deportiert und dort ermordet. |
| Bild gesucht Die Wikipedia wünscht sich an dieser Stelle ein Bild vom hier behandelten Ort. Weitere Infos zum Motiv findest du vielleicht auf der Diskussionsseite . Falls du dabei helfen möchtest, erklärt die Anleitung , wie das geht. BW | Hier wohnte Alice Piorokowsky (Jahrgang ???) | Marsplatz 10/14 () | Die im Juli 2001 verlegten Stolpersteine sind wegen der Bauarbeiten des Erweiterungsbau des Wallraf-Richartz-Museums ausgelagert (Stand 2017). Nach neueren Informationen, welche zum Zeitpunkt der Stolpersteinverlegung nicht bekannt waren, wurde Alice Piorokowsky im Mai 1942 von Litzmannstadt (Łódź) nach Kulmhof deportiert und dort ermordet. |
| Stolperstein für Leo Platz (Eigelstein 149) | Hier wohnte Leo Platz (Jahrgang 1913) Deportiert 1941 Łódź Für tot erklärt | Eigelstein 149 (Standort) | Nach neueren Informationen, welche zum Zeitpunkt der Stolpersteinverlegung nicht bekannt waren, wurde Leo Platz im Sommer 1944 von Litzmannstadt (Łódź) nach Kulmhof deportiert und dort ermordet. |
| Stolperstein für Reha Platz (Eigelstein 149) | Hier wohnte Reha Platz (Jahrgang 1941) Deportiert 1941 Łódź Für tot erklärt | Eigelstein 149 (Standort) | Nach neueren Informationen, welche zum Zeitpunkt der Stolpersteinverlegung nicht bekannt waren, wurde Reha Platz im September 1942 von Litzmannstadt (Łódź) nach Kulmhof deportiert und dort ermordet. |
| Stolperstein für Rosa Platz (Eigelstein 149) | Hier wohnte Rosa Platz (Jahrgang 1917) Deportiert 1941 Łódź Für tot erklärt | Eigelstein 149 (Standort) | Nach neueren Informationen, welche zum Zeitpunkt der Stolpersteinverlegung nicht bekannt waren, wurde Rosa Platz im Sommer 1944 von Litzmannstadt (Łódź) nach Kulmhof deportiert und dort ermordet. |
| Stolperstein für Adelheid Potrafke (Helenenstraße 12) | Hier wohnte Adelheid Potrafke, geb. Oppenheimer (Jahrgang 1901) Deportiert 1941 Riga Für tot erklärt | Helenenstr. 12 (Verlegestelle: Ecke Am Römerturm) (Standort)                                                                      | Der Stolperstein erinnert an Adelheid Adele Potrafke (geb. Oppenheimer), geboren am 3. Dezember 1901 in Köln. Adelheid Potrafke war die Mutter von Ferdinand Potrafke. Sie wurde am 10. Februar 1941 aus der Heil- und Pflegeanstalt Bremscheid-Hausen in die Heil- und Pflegeanstalt Andernach verlegt. Von dort aus kam sie am 11. Februar 1941 in die Tötungsanstalt Hadamar. Noch am selben Tag wurde Adelheid Potrafke im Rahmen der Aktion T4 ermordet. |
| Stolperstein für Ferdinand Potrafke (Helenenstraße 12) | Hier wohnte Ferdinand Potrafke (Jahrgang 1923) Deportiert 1941 Riga Ermordet | Helenenstr. 12 (Verlegestelle: Ecke Am Römerturm) (Standort)                                                                      | Der Stolperstein erinnert an Ferdinand Potrafke, geboren am 9. Oktober 1923 in Wiesdorf. Ferdinand Potrafke war der Sohn von Emil Paul Potrafke und seiner Frau Adelheid, geborene Oppenheimer. Der unverheiratete Arbeiter Ferdinand Potrafke mit der Wohnadresse Krummer Büchel 9 wurde am 7. Dezember 1941 mit dem III. Kölner Transport in das Ghetto Riga deportiert. Dort verliert sich seine Spur... Der Stolperstein für Ferdinand Potrafke wurde am 25. September 2019 neu verlegt. |
| Stolperstein für Regina Prins (Alte Wallgasse 10) | Hier lernte Regina Prins, geb. Rothschild (Jahrgang 1913) Flucht Holland Interniert Westerbork Deportiert 1943 Auschwitz Ermordet 19. November 1943 | Palmstraße 1 (Verlegestelle vor dem Neubau der Königin-Luise-Schule) (Standort)                                                   | Der am 18. März 2019 verlegte Stolperstein erinnert an Regina Prins (geb. Rothschild), geboren 1913. Regina Rothschild wurde am 12. August 1913 als zweitjüngstes von vier Kindern des jüdischen Kaufmanns und Getreidehändlers Nathan Rothschild und seiner Frau Gertrude, geb. Falk in Köln geboren. Regina Rothschild besuchte die Königin-Luise-Schule und legte 1933 hier ihr Abitur ab. 1939 flüchtete Regina Rothschild nach Amsterdam. Hier heiratete sie 1941 den Handelsvertreter Maximiliaan Salomo Eduard Prins, geb. 1902 in Amsterdam. Am 8. Oktober 1942 wurde in Amsterdam die gemeinsame Tochter Ruth Selma Prins geboren. Im Herbst 1943 wurde die Familie zunächst ins Durchgangslager Westerbork verschleppt. Von hier wurden sie am 16. November 1943 ins Vernichtungslager Auschwitz deportiert. Regina Prins und ihre einjährige Tochter wurden am 19. November 1943 im KZ Auschwitz ermordet. Ihr Mann überlebte den Holocaust ebenfalls nicht; er starb am 31. März 1944. Die Patenschaft für den Stolperstein haben Schülerinnen und Schüler der Königin-Luise-Schule übernommen. |
| Stolperstein für Anneliese Reichenberg (Jakordenstraße 17) | Hier wohnte Anneliese Reichenberg (Jahrgang 1909) Deportiert Verschollen | Jakordenstr. 17 (Standort) | |
| Stolperstein für Hedwig Reichenberg (Jakordenstraße 17) | Hier wohnte Hedwig Reichenberg, geb. Simon (Jahrgang 1884) Deportiert 1941 Łódź ??? | Jakordenstr. 17 (Standort) | Nach neueren Informationen, welche zum Zeitpunkt der Stolpersteinverlegung nicht bekannt waren, wurde Hedwig Reichenberg im Mai 1942 von Litzmannstadt (Łódź) nach Kulmhof deportiert und dort ermordet. |
| Stolperstein für Else Reichhardt (Appellhofplatz 1) | Hier wohnte Else Reichhardt, geb. Kahn (Jahrgang 1887) Deportiert 1941 Łódź Ermordet in Auschwitz | Appellhofplatz 1 (Verlegestelle: vor dem WDR) (Standort)                                                                          | |
| Stolperstein für Max Reichhardt (Appellhofplatz 1) | Hier wohnte Max Reichhardt (Jahrgang 1886) Deportiert 1941 Łódź Ermordet in Auschwitz | Appellhofplatz 1 (Verlegestelle: vor dem WDR) (Standort)                                                                          | Nach neueren Informationen, welche zum Zeitpunkt der Stolpersteinverlegung nicht bekannt waren, starb Max Reichhardt am 17. Februar 1944 im Ghetto Litzmannstadt (Łódź). |
| Stolperstein für Marie Rhée (Alte Wallgasse 10) | Hier lernte Marie Rhée (Jahrgang 1922) Versteckt mit Hilfe Überlebt | Palmstraße 1 (Verlegestelle vor dem Neubau der Königin-Luise-Schule) (Standort)                                                   | Der am 5. Oktober 2020 verlegte Stolperstein erinnert an Marie Rhée, geboren 1922. Die Patenschaft für den Stolperstein haben Schülerinnen und Schüler der Königin-Luise-Schule übernommen. |
| Stolperstein für Heinz Richter (Breite Straße 118) | Hier wohnte Heinz Richter (Jahrgang unbekannt) Tod am 4. April 1945 im KZ Buchenwald-Ohrdruf | Breite Str. 118 (Standort) | Politisch Verfolgter |
| Stolperstein für Helene Riehs (Cardinalstraße 9) | Helene Riehs, geb. Spiro (Jahrgang 1882) Deportiert 1941 Łódź ??? | Cardinalstr. 9 (Verlegestelle: Ecke Gereonstraße) (Standort)                                                                      | Nach neueren Informationen, welche zum Zeitpunkt der Stolpersteinverlegung nicht bekannt waren, wurde Helene Riehs im Mai 1942 von Litzmannstadt (Łódź) nach Kulmhof deportiert und dort ermordet. |
| Stolperstein für eine Rommni (6) (Gereonswall 30) | Hier wohnte eine Rommni (Jahrgang 1910) Ermordet am 22. März 1944 in Auschwitz 6 | Gereonswall 30 (Standort) | Verfolgt als Roma |
| Stolperstein für eine Rommni (4) (Gereonswall 30) | Hier wohnte eine Rommni (Jahrgang 1931) Ermordet am 8. Mai 1944 in Auschwitz 4 | Gereonswall 30 (Standort) | Verfolgt als Roma |
| Stolperstein für eine Rommni (3) (Gereonswall 30) | Hier wohnte eine Rommni (Jahrgang 1934) Ermordet am 7. Mai 1944 in Auschwitz 3 | Gereonswall 30 (Standort) | Verfolgt als Roma |
| Stolperstein für Paula Rosenberg (Domstraße 41) | Hier wohnte Paula Rosenberg, geb. Falkenstein (Jahrgang 1883) Deportiert 1942 Theresienstadt Auschwitz 1944 Ermordet | Domstr. 41 (Standort) | |
| Stolperstein für Sender Rosenberg (Friesenstraße 82) | Hier wohnte Sender Rosenberg (Jahrgang 1901) Deportiert Auschwitz Für tot erklärt | Friesenwall 67 (Standort) | |
| Stolperstein für Siegfried Rosenberg (Domstraße 41) | Hier wohnte Siegfried Rosenberg (Jahrgang 1872) Deportiert 1942 Theresienstadt Auschwitz 1944 Ermordet | Domstr. 41 (Standort) | |
| | Hier lernte Margot Rosenthal (Jahrgang 1922) verh. Schwartz Flucht 1939 Venezuela, Trinidad 1941 USA | Palmstraße 1 (Verlegestelle vor dem Neubau der Königin-Luise-Schule) (Standort)                                                   | |
| Stolperstein für Richard Rosenthal (Jakordenstraße 17) | Hier wohnte Richard Rosenthal (Jahrgang unbekannt) Freitod am 16. Oktober 1938 | Jakordenstr. 17 (Standort) | |
| Stolperstein für Rosa Rosenthal (Ehrenstraße 86) | Hier wohnte Rosa Rosenthal, geb. Katz (Jahrgang 1877) Flucht 1935 Amsterdam Interniert 1944 Westerbork Deportiert Auschwitz Ermordet 28. September 1942 | Ehrenstr. 86 (Standort) | |
| Stolperstein für Sally Rosenthal (Ehrenstraße 86) | Hier wohnte Sally Rosenthal (Jahrgang 1868) Flucht 1935 Amsterdam Interniert 1944 Westerbork Deportiert Auschwitz Ermordet 28. September 1942 | Ehrenstr. 86 (Standort) | |
| Bild gesucht Die Wikipedia wünscht sich an dieser Stelle ein Bild vom hier behandelten Ort. Weitere Infos zum Motiv findest du vielleicht auf der Diskussionsseite . Falls du dabei helfen möchtest, erklärt die Anleitung , wie das geht. BW | Hier wohnte Friederike Rothschild, geb. Schwarz (Jahrgang ???) | Steinweg 15 () | Die im Juli 2001 verlegten Stolpersteine sind wegen der Bauarbeiten des Erweiterungsbau des Wallraf-Richartz-Museums ausgelagert (Stand 2017). Nach neueren Informationen, welche zum Zeitpunkt der Stolpersteinverlegung nicht bekannt waren, wurde Friederike Rothschild im September 1942 von Litzmannstadt (Łódź) nach Kulmhof deportiert und dort ermordet. |
| Stolperstein für Elise Ruben (Steinfelder Gasse 21) | Hier wohnte Elise Ruben, geb. Walbaum (Jahrgang 1887) Deportiert 1941 Ermordet in Łódź | Steinfelder Gasse 21 (Standort)                                                                                                   | Nach neueren Informationen, welche zum Zeitpunkt der Stolpersteinverlegung nicht bekannt waren, wurde Elise Ruben im Mai 1942 von Litzmannstadt (Łódź) nach Kulmhof deportiert und dort ermordet. |
| Stolperstein für Edith Rubens (Alte Wallgasse 10) | Hier lernte Edith Rubens, geb. Lorant (Jahrgang 1908) Flucht 1936 Chile | Palmstraße 1 (Verlegestelle vor dem Neubau der Königin-Luise-Schule) (Standort)                                                   | Der am 5. Oktober 2020 verlegte Stolperstein erinnert an Edith Rubens, geboren 1908. Die Patenschaft für den Stolperstein haben Schülerinnen und Schüler der Königin-Luise-Schule übernommen. |
| Stolperstein für Emilie Salomon (Pfeilstraße 13) | Hier wohnte Emilie Salomon (Jahrgang 1868) Deportiert 1942 Minsk Ermordet | Pfeilstr. 13 (Standort) | |
| Stolperstein für Ernst Salomon (Thürmchenswall 44) | Hier wohnte Ernst Salomon (Jahrgang 1926) Deportiert 1941 Łódź ??? | Thürmchenswall 44 (Verlegestelle: Vor dem Eingang zur Fachhochschule für öffentliche Verwaltung, Thürmchenswall 48–54) (Standort) | Die im Februar 2001 verlegten Steine wurden im Jahr 2002 mit braunem Lack beschmiert. Nach neueren Informationen, welche zum Zeitpunkt der Stolpersteinverlegung nicht bekannt waren, starb Ernst Salomon am 6. Oktober 1943 im Ghetto Litzmannstadt (Łódź). |
| Stolperstein für Frieda Salomon (Thürmchenswall 44) | Hier wohnte Frieda Salomon, geb. Lucas (Jahrgang 1887) Deportiert 1941 Łódź ??? | Thürmchenswall 44 (Verlegestelle: Vor dem Eingang zur Fachhochschule für öffentliche Verwaltung, Thürmchenswall 48–54) (Standort) | Die im Februar 2001 verlegten Steine wurden im Jahr 2002 mit braunem Lack beschmiert. Nach neueren Informationen, welche zum Zeitpunkt der Stolpersteinverlegung nicht bekannt waren, wurde Frieda Salomon im Mai 1942 von Litzmannstadt (Łódź) nach Kulmhof deportiert und dort ermordet. |
| Stolperstein für Herbert Salomon (Jakordenstraße 17) | Hier wohnte Herbert Salomon (Jahrgang 1922) Deportiert 1941 Łódź ??? | Jakordenstr. 17 (Standort) | Nach neueren Informationen, welche zum Zeitpunkt der Stolpersteinverlegung nicht bekannt waren, wurde Herbert Salomon im Mai 1942 von Litzmannstadt (Łódź) nach Kulmhof deportiert und dort ermordet. |
| Stolperstein für Max Salomon (Thürmchenswall 44) | Hier wohnte Max Salomon (Jahrgang 1882) Deportiert 1941 Łódź Tod am 19. Mai 1942 | Thürmchenswall 44 (Verlegestelle: Vor dem Eingang zur Fachhochschule für öffentliche Verwaltung, Thürmchenswall 48–54) (Standort) | Die im Februar 2001 verlegten Steine wurden im Jahr 2002 mit braunem Lack beschmiert. |
| Stolperstein für Hannah Liese Samuel (Alte Wallgasse 10) | Hier lernte Hannah Liese Samuel (Jahrgang 1920) Flucht 1938 England | Palmstraße 1 (Verlegestelle vor dem Neubau der Königin-Luise-Schule) (Standort)                                                   | Der am 18. April 2018 verlegte Stolperstein erinnert an Hannah Liese Samuel, geboren 1920. Hannah Liese Samuel war die Tochter des Gynäkologieprofessors Maximilian Samuel und seiner Frau Hedwig Anna Marcks. Hannah Liese Samuel war Schülerin an der Königin-Luise-Schule. Hannah Liese Samuel konnte, 1938, gemeinsam mit ihrem Bruder Hans Herbert, mit einem Kindertransport nach England emigrieren. Die Patenschaft für den Stolperstein haben Schülerinnen und Schüler der Königin-Luise-Schule übernommen. Für die Schwestern Hanna Liese und Lieselotte Samuel und ihre Eltern wurden an ihrem ehemaligen Wohnhaus (Hohenstaufenring 74/76) weitere Stolpersteine verlegt. |
| Stolperstein für Lieselotte Samuel (Alte Wallgasse 10) | Hier lernte Lieselotte Samuel (Jahrgang 1923) Flucht 1938 Belgien Interniert Drancy Deportiert 1942 Ermordet in Auschwitz | Palmstraße 1 (Verlegestelle vor dem Neubau der Königin-Luise-Schule) (Standort)                                                   | Der am 18. April 2018 verlegte Stolperstein erinnert an Lieselotte Samuel, geboren am 25. August 1923 in Köln. Lieselotte Samuel war die Tochter des Gynäkologieprofessors Maximilian Samuel und seiner Frau Hedwig Anna Marcks. Lieselotte Samuel war Schülerin an der Königin-Luise-Schule. Nach den Novemberpogromen 1938 flüchtete sie mit ihren Eltern zunächst nach Belgien und später nach Frankreich. Ihr Bruder Hans Herbert und ihre Schwester Hannah Liese emigrierten nach England. Am 31. August 1942 wurden Maximilian, Hedwig Anna und Lieslotte Samuel über das Sammellager Drancy nach Auschwitz deportiert. Dort verliert sich die Spur von Lieselotte Samuel. Die Patenschaft für den Stolperstein haben Schülerinnen und Schüler der Königin-Luise-Schule übernommen. Für die Schwestern Hanna Liese und Lieselotte Samuel und ihre Eltern wurden an ihrem ehemaligen Wohnhaus (Hohenstaufenring 74/76) weitere Stolpersteine verlegt. |
| Stolperstein für Rosa Schall (Cardinalstraße 9) | Rosa Schall (Jahrgang 1885) Deportiert 1941 Riga ??? | Cardinalstr. 9 (Verlegestelle: Ecke Gereonstraße) (Standort)                                                                      | |
| Stolperstein für Karl Leopold Schaps (Hohenzollernring 18) | Hier arbeitete Karl Leopold Schaps (Jahrgang 1910) Verhaftet 14. März 1942 Verurteilt 8. Juli 1942 Landgericht Köln Sog. Rassenschande Hingerichtet 20. August 1942 Klingelpütz | Hohenzollernring 18 (Standort) | Der am 5. Oktober 2020 verlegte Stolperstein erinnert an Karl Leopold Schaps, geboren 1910. |
| Stolperstein für Anton Joseph Scherpenstein (Christophstraße 7) | Hier wohnte Anton Joseph Scherpenstein (Jahrgang 1921) 'Heilanstalt' Wartha Ermordet 11. Mai 1944 | Christophstr. 7 (Standort) | Der 2006 verlegte Stolperstein erinnert an Anton Joseph Scherpenstein, geboren 1921. Anton Joseph Scherpenstein wurde in die „Gau-Heilanstalt“ Warta im Wartheland verbracht. Dort starb er am 11. Mai 1944 an „Unterernährung“. |
| Stolperstein für Mathilde Schiefer (Weidengasse 30) | Hier wohnte Mathilde Schiefer, geb. Frohwein (Jahrgang 1882) Deportiert 1941 Łódź ??? | Weidengasse 30 (Standort) | Nach neueren Informationen, welche zum Zeitpunkt der Stolpersteinverlegung nicht bekannt waren, wurde Mathilde Schiefer im Mai 1942 von Litzmannstadt (Łódź) nach Kulmhof deportiert und dort ermordet. |
| Stolperstein für Cilla Schmidt (Thürmchenswall 44) | Hier wohnte Cilla Schmidt (Jahrgang 1941) Deportiert 1941 Łódź/Litzmannstadt Tot 4. Januar 1942 | Thürmchenswall 44 (Verlegestelle: Vor dem Eingang zur Fachhochschule für öffentliche Verwaltung, Thürmchenswall 48–54) (Standort) | |
| Stolperstein für Rachel Schmidt (Thürmchenswall 44) | Hier wohnte Rachel Schmidt, geb. Potaschinsky (Jahrgang 1901) Deportiert 1941 Łódź/Litzmannstadt Ermordet 1942 Chelmno/Kulmhof | Thürmchenswall 44 (Verlegestelle: Vor dem Eingang zur Fachhochschule für öffentliche Verwaltung, Thürmchenswall 48–54) (Standort) | Verlegt am 12. April 2016. Die 2001 verlegten Stolpersteine in dem Bereich wurden neu angeordnet. |
| Stolperstein für Sonja Schmidt (Thürmchenswall 44) | Hier wohnte Sonja Schmidt (Jahrgang 1925) Deportiert 1941 Łódź/Litzmannstadt Ermordet 1942 Chelmno/Kulmhof | Thürmchenswall 44 (Verlegestelle: Vor dem Eingang zur Fachhochschule für öffentliche Verwaltung, Thürmchenswall 48–54) (Standort) | |
| Bild gesucht Die Wikipedia wünscht sich an dieser Stelle ein Bild vom hier behandelten Ort. Weitere Infos zum Motiv findest du vielleicht auf der Diskussionsseite . Falls du dabei helfen möchtest, erklärt die Anleitung , wie das geht. BW | Hier wohnte Emilie Schoenbach, geb. Fuchs (Jahrgang ???) | Steinweg 15 () | Die im Juli 2001 verlegten Stolpersteine sind wegen der Bauarbeiten des Erweiterungsbau des Wallraf-Richartz-Museums ausgelagert (Stand 2017). |
| Bild gesucht Die Wikipedia wünscht sich an dieser Stelle ein Bild vom hier behandelten Ort. Weitere Infos zum Motiv findest du vielleicht auf der Diskussionsseite . Falls du dabei helfen möchtest, erklärt die Anleitung , wie das geht. BW | Hier wohnte Helga Schoenbach (Jahrgang ???) | Steinweg 15 () | Die im Juli 2001 verlegten Stolpersteine sind wegen der Bauarbeiten des Erweiterungsbau des Wallraf-Richartz-Museums ausgelagert (Stand 2017). |
| Bild gesucht Die Wikipedia wünscht sich an dieser Stelle ein Bild vom hier behandelten Ort. Weitere Infos zum Motiv findest du vielleicht auf der Diskussionsseite . Falls du dabei helfen möchtest, erklärt die Anleitung , wie das geht. BW | Hier wohnte Emilie Schönbach, geb. Fuchs (Jahrgang ???) | Marsplatz 10/14 () | Die im Juli 2001 verlegten Stolpersteine sind wegen der Bauarbeiten des Erweiterungsbau des Wallraf-Richartz-Museums ausgelagert (Stand 2017). |
| Bild gesucht Die Wikipedia wünscht sich an dieser Stelle ein Bild vom hier behandelten Ort. Weitere Infos zum Motiv findest du vielleicht auf der Diskussionsseite . Falls du dabei helfen möchtest, erklärt die Anleitung , wie das geht. BW | Hier wohnte Fritz Schönbach (Jahrgang ???) | Marsplatz 10/14 () | Die im Juli 2001 verlegten Stolpersteine sind wegen der Bauarbeiten des Erweiterungsbau des Wallraf-Richartz-Museums ausgelagert (Stand 2017). Nach neueren Informationen, welche zum Zeitpunkt der Stolpersteinverlegung nicht bekannt waren, starb Fritz Schoenbach am 30. Juli 1942 im Ghetto Litzmannstadt (Łódź). |
| Bild gesucht Die Wikipedia wünscht sich an dieser Stelle ein Bild vom hier behandelten Ort. Weitere Infos zum Motiv findest du vielleicht auf der Diskussionsseite . Falls du dabei helfen möchtest, erklärt die Anleitung , wie das geht. BW | Hier wohnte Helga Schönbach (Jahrgang ???) | Marsplatz 10/14 () | Die im Juli 2001 verlegten Stolpersteine sind wegen der Bauarbeiten des Erweiterungsbau des Wallraf-Richartz-Museums ausgelagert (Stand 2017). |
| Stolperstein für Josef Schorsch (Auf dem Hunnenrücken 5) | Friedrich Schorr genannt Pschorr (Jahrgang 1888) Flucht 1934 USA | Auf dem Hunnenrücken 5 (Standort)                                                                                                 | Der am 5. Oktober 2020 verlegte Stolperstein erinnert an Friedrich Schorr (genannt Pschorr), geboren 1888. |
| Stolperstein für Josef Schorsch (Auf dem Hunnenrücken 29) | Hier wohnte Josef Schorsch (Jahrgang 1875) Deportiert 1941 Łódź Für tot erklärt | Auf dem Hunnenrücken 29 (Standort)                                                                                                | Nach neueren Informationen, welche zum Zeitpunkt der Stolpersteinverlegung nicht bekannt waren, starb Josef Schorsch am 19. Februar 1942 im Ghetto Litzmannstadt (Łódź). |
| Stolperstein für Röschen Schorsch (Auf dem Hunnenrücken 29) | Hier wohnte Röschen Schorsch, geb. Rosenkranz (Jahrgang 1898) Deportiert 1941 Łódź Für tot erklärt | Auf dem Hunnenrücken 29 (Standort)                                                                                                | Nach neueren Informationen, welche zum Zeitpunkt der Stolpersteinverlegung nicht bekannt waren, wurde Röschen Schorsch im Mai 1942 von Litzmannstadt (Łódź) nach Kulmhof deportiert und dort ermordet. |
| Stolperstein für Manfred Schrimmer (Palmstraße 41) | Hier wohnte Manfred Schrimmer (Jahrgang 1908) Deportiert 1943 Theresienstadt Ermordet | Palmstr. 41 (Standort) | Der Stolperstein erinnert an Manfred Schrimmer, geboren am 7. Juni 1908 in Berlin-Lichtenberg. Manfred Schrimmer war der Sohn von Jakob Schrimmer und seiner Frau Bianka Tann. Manfred Schrimmer wurde vermutlich 1943 in das Ghetto Theresienstadt deportiert... |
| Stolperstein für Dr. Moritz Schwarzschild (Kreuzgasse 21) | Hier wohnte Dr. Moritz Schwarzschild (Jahrgang 1881) Freitod am 7. März 1933 | Kreuzgasse 21 (Verlegestelle: Kleiner Offenbachplatz) (Standort)                                                                  | |
| Stolperstein für Dr. Liese Schwarzschild-Rosenstein (Kreuzgasse 21) | Hier wohnte Dr. Liese Schwarzschild-Rosenstein (Jahrgang 1883) Freitod am 7. März 1933 | Kreuzgasse 21 (Verlegestelle: Kleiner Offenbachplatz) (Standort)                                                                  | |
| Stolperstein für Ernestine Schwerin (Cardinalstraße 9) | Ernestine Schwerin, geb. Rapp (Jahrgang 1894) Deportiert 1941 Łódź Tot 2. Mai 1945 | Cardinalstr. 9 (Verlegestelle: Ecke Gereonstraße) (Standort)                                                                      | |
| Stolperstein für Hermann Schwerin (Cardinalstraße 9) | Hermann Schwerin (Jahrgang 1886) Deportiert 1941 Łódź Tot 4. Juni 1942 | Cardinalstr. 9 (Verlegestelle: Ecke Gereonstraße) (Standort)                                                                      | |
| Stolperstein für Ilse Schwerin (Cardinalstraße 9) | Ilse Schwerin (Jahrgang 1921) Deportiert 1941 Łódź Tot 2. Mai 1945 | Cardinalstr. 9 (Verlegestelle: Ecke Gereonstraße) (Standort)                                                                      | |
| Stolperstein für Gisela Sereth (Steinweg 3) | Hier wohnte Gisela Sereth (Jahrgang 1895) Deportiert 1941 Łódź Ermordet 1942 in Kulmhof | Steinweg 3 (Standort) | |
| der Stolperstein für Ingelore Silberbach | Hier lernte Ingelore Silberbach (Jahrgang 1925) verheiratet Bonner mit Hilfe Flucht 1938 England 1939 USA | Palmstraße 1 (Verlegestelle vor dem Neubau der Königin-Luise-Schule) (Standort)                                                   | |
| Stolperstein für Berta Simon (Ehrenstraße 23) | Hier wohnte Berta Simon, geb. Gottschalk (Jahrgang 1875) Deportiert 1942 Theresienstadt Auschwitz Tot 29. Juni 1942 | Ehrenstr. 23 (Standort) | |
| Stolperstein für Gustav Simon (Ehrenstraße 23) | Hier wohnte Gustav Simon (Jahrgang 1875) Deportiert 1942 Theresienstadt Ermordet in Auschwitz | Ehrenstr. 23 (Standort) | |
| Stolperstein für Max Simons (Thürmchenswall 44) | Hier wohnte Max Simons (Jahrgang 1887) Deportiert 1941 Riga ??? | Thürmchenswall 44 (Verlegestelle: Vor dem Eingang zur Fachhochschule für öffentliche Verwaltung, Thürmchenswall 48–54) (Standort) | |
| Stolperstein für Rosalinde Simons (Gereonswall 124) | Hier wohnte Rosalinde Simons, geb. Kownator (Jahrgang 1909) Deportiert 1941 Riga Für tot erklärt | Gereonswall 124 (Standort) | |
| Stolperstein für Nathan Singer (Weidengasse 30) | Hier wohnte Nathan Singer (Jahrgang 1892) Deportiert 1941 Łódź ??? | Weidengasse 30 (Standort) | Nach neueren Informationen, welche zum Zeitpunkt der Stolpersteinverlegung nicht bekannt waren, wurde Nathan Singer im Mai 1942 von Litzmannstadt (Łódź) nach Kulmhof deportiert und dort ermordet. |
| Stolperstein für ein Sinto (126) (Unter Krahnenbäumen 63) | Hier wohnte ein Sinto (Jahrgang 1908) Deportiert am 21. Mai 1940 126 | Unter Krahnenbäumen 63 (Verlegestelle: Ecke Domstraße) (Standort)                                                                 | Verfolgt als Sinti Deportiert ins Generalgouvernement |
| Stolperstein für David Abraham Slodzina (Thürmchenswall 44) | Hier wohnte David Abraham Slodzina (Jahrgang 1874) Flucht Belgien Internet Mechelen Deportiert 1943 Ermordet in Auschwitz | Thürmchenswall 44 (Verlegestelle: Vor dem Eingang zur Fachhochschule für öffentliche Verwaltung, Thürmchenswall 48–54) (Standort) | Der am 12. April 2016 verlegte Stolperstein erinnert an David Abraham Slodzina, geboren 1874 in Łódź. Der Kaufmann David Abraham Slodzina war der Vater von Helene Grünbaum (siehe Kleiner Griechenmarkt 61/63, Altstadt-Süd). David Abraham Slodzina floh gemeinsam mit den Bewohnern des Hauses Thürmchenswall 44, Martha Kaplan und ihren Söhnen Alfons und Bernhard, nach Belgien. David Abraham Slodzina wurde nach dem Einmarsch der deutschen Truppen im SS-Sammellager Mechelen interniert, von dort aus 1943 nach Auschwitz deportiert und ermordet. Das Evangelische Schulreferat in Köln übernahm zusammen mit mehreren Kölner Schulen die Patenschaft für die Stolpersteine. Die bereits 2001 verlegten Stolpersteine am Thürmchenswall 44 wurden im April 2016 neu angeordnet. |
| Stolperstein für Anna Sölzer (Friesenwall 18) | Hier wohnte Anna Sölzer (Jahrgang 1919) Verhaftet 1942 Deportiert 1942 Ravensbrück Ermordet 29. Dezember 1944 | Friesenwall 18 (Standort) | Der Stolperstein erinnert an Anna Sölzer, geboren 1919 in Köln. Anna Sölzer wuchs im Waisenhaus auf. Ihre Mutter verstarb, als sie sechs Jahre alt war, ihr Vater war unbekannt. Bereits mit acht Jahren arbeitete sie als Haushaltshilfe und später als Fabrikarbeiterin. Um ihren Lebensunterhalt zu verdienen, prostituierte sie sich. 1941 wurde sie wegen des „Verdachts der Verbreitung von Geschlechtkrankheiten“ festgenommen. Da sie im fünften Monat schwanger war, konnte Anna Sölzer nicht inhaftiert werden und wurde unter polizeiliche Überwachung gestellt. Nach der Geburt ihres Sohnes verleugnete der leibliche Vater die Vaterschaft, und Sohn Bodo kam ins Waisenhaus. Anna Sölzer wurde im September 1942 wegen ihres „widerspänstigen, frechen Benehmens“ als „Asoziale“ ins KZ Ravensbrück deportiert, dort starb sie am 28. Dezember 1944. Als Todesursache wurde „TB“ angegeben. |
| Stolperstein für Klemens Sommerfeld (Alte Wallgasse 32) | Hier wohnte Klemens Sommerfeld (Jahrgang 1898) Verhaftet Buchenwald Tot 20. Juni 1942 | Alte Wallgasse 32 (Verlegestelle: Ecke Magnusstraße) (Standort)                                                                   | |
| Stolperstein für Herbert Spiegel (Ehrenstr. 69) | Hier wohnte Herbert Spiegel (Jahrgang 1881) Flucht 1936 Belgien 1939 Mosambik | Ehrenstraße 69 (Standort) | Die jüdische Familie Spiegel lebte mehr als 30 Jahre in Köln. Herbert Spiegel, am 31. Mai 1881 in Kirchhörde bei Dortmund geboren, eröffnete 1905/06 in der Ehrenstraße 69 eine Großschlächterei. Im Nachbarhaus Nummer 71 betrieb er eine Butterhandlung. In den 1930er Jahren beschäftigte Spiegel bis zu 100 Mitarbeiterinnen und Mitarbeiter und betrieb mehrere Zweigstellen in Köln. Herbert Spiegel war verheiratet mit Margarete Frank, der ältesten Tochter von Ella und Leopold Frank. Sie wurde am 11. März 1888 in Hildesheim geboren und hatte drei jüngere Geschwister. Ihr Vater war Viehhändler und hatte in Hildesheim ein Geschäft. Margarete und Herbert Spiegel bekamen drei Kinder: Leopold, am 15. Juli 1911 in Köln geboren und benannt nach seinem Onkel Leopold Spiegel, Rolf Richard, geboren am 30. Juni 1914, und Klaus, am 22. Dezember 1919 geboren. Die Lebenswege der drei Söhne verliefen sehr unterschiedlich. Leopold begann 1931 eine Metzgerlehre im väterlichen Betrieb. Rolf Richard Spiegel besuchte in Köln das Schillergymnasium und studierte nach seinem Abitur in Berlin. Nach der Machtübernahme der Nationalsozialisten geriet Herbert Spiegels Schlachtbetrieb zunehmend unter Druck, und 1935 flohen Leopold und Rolf Richard nach Südafrika. Die übrige Familie verließ Deutschland 1936. Das Haus in der Ehrenstraße 69 war verkauft, die Metzgerei Spiegel geschlossen. Herbert, Margarete und Klaus Spiegel flohen zunächst nach Belgien, Klaus zog weiter in die Niederlande. Anfang 1939 emigrierten sie gemeinsam nach Mosambik. Während Klaus 1944 nach Palästina ging, ließen sich Herbert und Margarete Spiegel 1946 in Südafrika nieder. Dort starb Margarete Spiegel am 1. April 1961, Herbert Spiegel am 18. Januar 1972. Über das weitere Schicksal ihrer Söhne ist wenig bekannt. |
| Stolperstein für Herbert Spiegel (Ehrenstr. 69) | Hier wohnte Klaus Spiegel (Jahrgang 1919) Flucht 1936 Belgien 1939 Mosambik 1944 Palästina | Ehrenstraße 69 (Standort) | Die jüdische Familie Spiegel lebte mehr als 30 Jahre in Köln. Herbert Spiegel, am 31. Mai 1881 in Kirchhörde bei Dortmund geboren, eröffnete 1905/06 in der Ehrenstraße 69 eine Großschlächterei. Im Nachbarhaus Nummer 71 betrieb er eine Butterhandlung. In den 1930er Jahren beschäftigte Spiegel bis zu 100 Mitarbeiterinnen und Mitarbeiter und betrieb mehrere Zweigstellen in Köln. Herbert Spiegel war verheiratet mit Margarete Frank, der ältesten Tochter von Ella und Leopold Frank. Sie wurde am 11. März 1888 in Hildesheim geboren und hatte drei jüngere Geschwister. Ihr Vater war Viehhändler und hatte in Hildesheim ein Geschäft. Margarete und Herbert Spiegel bekamen drei Kinder: Leopold, am 15. Juli 1911 in Köln geboren und benannt nach seinem Onkel Leopold Spiegel, Rolf Richard, geboren am 30. Juni 1914, und Klaus, am 22. Dezember 1919 geboren. Die Lebenswege der drei Söhne verliefen sehr unterschiedlich. Leopold begann 1931 eine Metzgerlehre im väterlichen Betrieb. Rolf Richard Spiegel besuchte in Köln das Schillergymnasium und studierte nach seinem Abitur in Berlin. Nach der Machtübernahme der Nationalsozialisten geriet Herbert Spiegels Schlachtbetrieb zunehmend unter Druck, und 1935 flohen Leopold und Rolf Richard nach Südafrika. Die übrige Familie verließ Deutschland 1936. Das Haus in der Ehrenstraße 69 war verkauft, die Metzgerei Spiegel geschlossen. Herbert, Margarete und Klaus Spiegel flohen zunächst nach Belgien, Klaus zog weiter in die Niederlande. Anfang 1939 emigrierten sie gemeinsam nach Mosambik. Während Klaus 1944 nach Palästina ging, ließen sich Herbert und Margarete Spiegel 1946 in Südafrika nieder. Dort starb Margarete Spiegel am 1. April 1961, Herbert Spiegel am 18. Januar 1972. Über das weitere Schicksal ihrer Söhne ist wenig bekannt. |
| Stolperstein für Leopolg Spiegel (Ehrenstr. 69) | Hier wohnte Leopold Spiegel (Jahrgang 1911) Flucht 1935 Südafrika | Ehrenstraße 69 (Standort) | Die jüdische Familie Spiegel lebte mehr als 30 Jahre in Köln. Herbert Spiegel, am 31. Mai 1881 in Kirchhörde bei Dortmund geboren, eröffnete 1905/06 in der Ehrenstraße 69 eine Großschlächterei. Im Nachbarhaus Nummer 71 betrieb er eine Butterhandlung. In den 1930er Jahren beschäftigte Spiegel bis zu 100 Mitarbeiterinnen und Mitarbeiter und betrieb mehrere Zweigstellen in Köln. Herbert Spiegel war verheiratet mit Margarete Frank, der ältesten Tochter von Ella und Leopold Frank. Sie wurde am 11. März 1888 in Hildesheim geboren und hatte drei jüngere Geschwister. Ihr Vater war Viehhändler und hatte in Hildesheim ein Geschäft. Margarete und Herbert Spiegel bekamen drei Kinder: Leopold, am 15. Juli 1911 in Köln geboren und benannt nach seinem Onkel Leopold Spiegel, Rolf Richard, geboren am 30. Juni 1914, und Klaus, am 22. Dezember 1919 geboren. Die Lebenswege der drei Söhne verliefen sehr unterschiedlich. Leopold begann 1931 eine Metzgerlehre im väterlichen Betrieb. Rolf Richard Spiegel besuchte in Köln das Schillergymnasium und studierte nach seinem Abitur in Berlin. Nach der Machtübernahme der Nationalsozialisten geriet Herbert Spiegels Schlachtbetrieb zunehmend unter Druck, und 1935 flohen Leopold und Rolf Richard nach Südafrika. Die übrige Familie verließ Deutschland 1936. Das Haus in der Ehrenstraße 69 war verkauft, die Metzgerei Spiegel geschlossen. Herbert, Margarete und Klaus Spiegel flohen zunächst nach Belgien, Klaus zog weiter in die Niederlande. Anfang 1939 emigrierten sie gemeinsam nach Mosambik. Während Klaus 1944 nach Palästina ging, ließen sich Herbert und Margarete Spiegel 1946 in Südafrika nieder. Dort starb Margarete Spiegel am 1. April 1961, Herbert Spiegel am 18. Januar 1972. Über das weitere Schicksal ihrer Söhne ist wenig bekannt. |
| Stolperstein für Margarethe Spiegel (Ehrenstr. 69) | Hier wohnte Margarethe Spiegel, geb. Frank (Jahrgang 1888) Flucht 1936 Belgien 1939 Mosambik | Ehrenstraße 69 (Standort) | Die jüdische Familie Spiegel lebte mehr als 30 Jahre in Köln. Herbert Spiegel, am 31. Mai 1881 in Kirchhörde bei Dortmund geboren, eröffnete 1905/06 in der Ehrenstraße 69 eine Großschlächterei. Im Nachbarhaus Nummer 71 betrieb er eine Butterhandlung. In den 1930er Jahren beschäftigte Spiegel bis zu 100 Mitarbeiterinnen und Mitarbeiter und betrieb mehrere Zweigstellen in Köln. Herbert Spiegel war verheiratet mit Margarete Frank, der ältesten Tochter von Ella und Leopold Frank. Sie wurde am 11. März 1888 in Hildesheim geboren und hatte drei jüngere Geschwister. Ihr Vater war Viehhändler und hatte in Hildesheim ein Geschäft. Margarete und Herbert Spiegel bekamen drei Kinder: Leopold, am 15. Juli 1911 in Köln geboren und benannt nach seinem Onkel Leopold Spiegel, Rolf Richard, geboren am 30. Juni 1914, und Klaus, am 22. Dezember 1919 geboren. Die Lebenswege der drei Söhne verliefen sehr unterschiedlich. Leopold begann 1931 eine Metzgerlehre im väterlichen Betrieb. Rolf Richard Spiegel besuchte in Köln das Schillergymnasium und studierte nach seinem Abitur in Berlin. Nach der Machtübernahme der Nationalsozialisten geriet Herbert Spiegels Schlachtbetrieb zunehmend unter Druck, und 1935 flohen Leopold und Rolf Richard nach Südafrika. Die übrige Familie verließ Deutschland 1936. Das Haus in der Ehrenstraße 69 war verkauft, die Metzgerei Spiegel geschlossen. Herbert, Margarete und Klaus Spiegel flohen zunächst nach Belgien, Klaus zog weiter in die Niederlande. Anfang 1939 emigrierten sie gemeinsam nach Mosambik. Während Klaus 1944 nach Palästina ging, ließen sich Herbert und Margarete Spiegel 1946 in Südafrika nieder. Dort starb Margarete Spiegel am 1. April 1961, Herbert Spiegel am 18. Januar 1972. Über das weitere Schicksal ihrer Söhne ist wenig bekannt. |
| Stolperstein für Rolf Richard Spiegel (Ehrenstr. 69) | Hier wohnte Rolf Richard Spiegel (Jahrgang 1914) Flucht 1935 Südafrika | Ehrenstraße 69 (Standort) | Die jüdische Familie Spiegel lebte mehr als 30 Jahre in Köln. Herbert Spiegel, am 31. Mai 1881 in Kirchhörde bei Dortmund geboren, eröffnete 1905/06 in der Ehrenstraße 69 eine Großschlächterei. Im Nachbarhaus Nummer 71 betrieb er eine Butterhandlung. In den 1930er Jahren beschäftigte Spiegel bis zu 100 Mitarbeiterinnen und Mitarbeiter und betrieb mehrere Zweigstellen in Köln. Herbert Spiegel war verheiratet mit Margarete Frank, der ältesten Tochter von Ella und Leopold Frank. Sie wurde am 11. März 1888 in Hildesheim geboren und hatte drei jüngere Geschwister. Ihr Vater war Viehhändler und hatte in Hildesheim ein Geschäft. Margarete und Herbert Spiegel bekamen drei Kinder: Leopold, am 15. Juli 1911 in Köln geboren und benannt nach seinem Onkel Leopold Spiegel, Rolf Richard, geboren am 30. Juni 1914, und Klaus, am 22. Dezember 1919 geboren. Die Lebenswege der drei Söhne verliefen sehr unterschiedlich. Leopold begann 1931 eine Metzgerlehre im väterlichen Betrieb. Rolf Richard Spiegel besuchte in Köln das Schillergymnasium und studierte nach seinem Abitur in Berlin. Nach der Machtübernahme der Nationalsozialisten geriet Herbert Spiegels Schlachtbetrieb zunehmend unter Druck, und 1935 flohen Leopold und Rolf Richard nach Südafrika. Die übrige Familie verließ Deutschland 1936. Das Haus in der Ehrenstraße 69 war verkauft, die Metzgerei Spiegel geschlossen. Herbert, Margarete und Klaus Spiegel flohen zunächst nach Belgien, Klaus zog weiter in die Niederlande. Anfang 1939 emigrierten sie gemeinsam nach Mosambik. Während Klaus 1944 nach Palästina ging, ließen sich Herbert und Margarete Spiegel 1946 in Südafrika nieder. Dort starb Margarete Spiegel am 1. April 1961, Herbert Spiegel am 18. Januar 1972. Über das weitere Schicksal ihrer Söhne ist wenig bekannt. |
| Stolperstein für Alfred Spier (Jakordenstraße 17) | Hier wohnte Alfred Spier (Jahrgang 1924) Deportiert 1941 Riga Für tot erklärt | Jakordenstr. 17 (Standort) | |
| Stolperstein für (Jakordenstraße 17) | Hier wohnte Edith Karoline Spier (Jahrgang 1923) Deportiert 1941 Riga Für tot erklärt | Jakordenstr. 17 (Standort) | |
| Stolperstein für Louis Spier (Jakordenstraße 17) | Hier wohnte Louis Spier (Jahrgang 1888) Deportiert 1941 Riga Für tot erklärt | Jakordenstr. 17 (Standort) | |
| Stolperstein für Max Spier (Jakordenstraße 17) | Hier wohnte Max Spier (Jahrgang 1927) Deportiert 1941 Riga Für tot erklärt | Jakordenstr. 17 (Standort) | |
| Stolperstein für Paula Spier (Jakordenstraße 17) | Hier wohnte Paula Spier (Jahrgang 1884) Deportiert 1941 Riga Für tot erklärt | Jakordenstr. 17 (Standort) | |
| der Stolperstein für Anna Stein | Hier wohnte Anna Stein, geb. Landau (Jahrgang 1898) deportiert 1942 Theresienstadt 1944 Auschwitz ermordet | Ehrenstraße 86 (Standort) | |
| der Stolperstein für Auguste Stein | Hier wohnte Auguste Stein, geb. Rosenthal (Jahrgang 1878) deportiert 1942 Theresienstadt ermordet 26.11.1943 | Ehrenstraße 86 (Standort) | |
| Stolperstein für Edith Klara Stein (Gereonsdriesch 27) | Hier wohnte Edith Klara Stein, geb. Kahn (Jahrgang 1906) Deportiert 1942 Minsk Ermordet 24. Juli 1942 | Gereonsdriesch 27 (Standort) | |
| Stolperstein für Hans Erwin Stein (Gereonsdriesch 27) | Hier wohnte Hans Erwin Stein (Jahrgang 1902) Deportiert 1942 Minsk Ermordet 24. Juli 1942 | Gereonsdriesch 27 (Standort) | |
| der Stolperstein für Hugo Stein | Hier wohnte Hugo Stein (Jahrgang 1898) deportiert 1942 Theresienstadt 1944 Auschwitz ermordet | Ehrenstraße 86 (Standort) | |
| Stolperstein für Josef Stein (Auf dem Rothenberg 6) | Hier wohnte Josef Stein (Jahrgang 1905) Deportiert 1943 Theresienstadt Auschwitz Verschollen | Auf dem Rothenberg 6 (Standort)                                                                                                   | Der Stolperstein erinnert an Josef Stein, geboren am 23. März 1905 in Köln. Josef Stein wurde am 1. August 1943 mit dem Transport III/9 in das Ghetto Theresienstadt deportiert. In der Transportliste wurde Josef Stein als „geschieden“ mit der Adresse Erftstraße 11 eingetragen. Am 28. September 1944 wurde Josef Stein in das Vernichtungslager Auschwitz verbracht, dort verliert sich seine Spur... |
| der Stolperstein für Josef Stein (Ehrenstraße 86) | Josef Stein (Jahrgang 1869) gedemütigt/entrechtet tot 13.10.1943 | Ehrenstraße 86 (Standort) | |
| Stolperstein für Julius Stein (Thürmchenswall 44) | Hier wohnte Julius Stein (Jahrgang 1876) Deportiert 1942 Theresienstadt Tot 6. November 1942 | Thürmchenswall 44 (Verlegestelle: Vor dem Eingang zur Fachhochschule für öffentliche Verwaltung, Thürmchenswall 48–54) (Standort) | |
| der Stolperstein für Rolf Simon Stein | Hier wohnte Rolf Simon Stein (Jahrgang 1929) deutsch-jüdische Kinderhilfe 1941 USA | Ehrenstraße 86 (Standort) | |
| der Stolperstein für Walter Siegfried Stein | Hier wohnte Walter Siegfried Stein (Jahrgang 1925) deutsch-jüdische Kinderhilfe 1941 USA | Ehrenstraße 86 (Standort) | |
| Stolperstein für Johann Stendebach (Eigelstein 119) | Hier wohnte Johann Stendebach (Jahrgang 1922) desertiert/verhaftet Gefängnis Berlin-Tegel hingerichtet 6.10.1942 Brandenburg-Görden | Eigelstein 119 (Standort) | |
| Stolperstein für Josef Stern (Jakordenstraße 17) | Hier wohnte Josef Stern (Jahrgang unbekannt) Deportiert ??? | Jakordenstr. 17 (Standort) | |
| | Hier wohnte August Eduard Stern (Jahrgang 1926) Flucht 1938 Schweiz | Drususgasse 3 (Standort) | |
| | Hier wohnte Emilie Rosa Stern, geb. Bröckl (Jahrgang 1889) ausgegrenzt/drangsaliert überlebt | Drususgasse 3 (Standort) | |
| | Hier wohnte Phillip Joseph Stern (Jahrgang 1876) Flucht in den Tod vor Deportation aufgefunden 23.3.1944 | Drususgasse 3 (Standort) | Onkel des Philosophen Axel Stern. Auf Veranlassung des Enkels Ralph Stern wurde der Stein inzwischen erneuert mit dem Namen Philipp Joseph Stern |
| Stolperstein für Doritta Sternschuss (Alte Wallgasse 10) | Hier lernte Doritta Sternschuss, verh. Gallet (Jahrgang 1923) Flucht 1939 Mit Hilfe Belgien, Frankreich Versteckt überlebt | Palmstraße 1 (Verlegestelle vor dem Neubau der Königin-Luise-Schule) (Standort)                                                   | Der am 5. Oktober 2020 verlegte Stolperstein erinnert an Doritta Sternschuss, geboren 1923. Die Patenschaft für den Stolperstein haben Schülerinnen und Schüler der Königin-Luise-Schule übernommen. |
| Stolperstein für Henriette Strauss (Jakordenstraße 17) | Hier wohnte Henriette Strauss, geb. Esser (Jahrgang 1888) Deportiert 1941 Łódź ??? | Jakordenstr. 17 (Standort) | Nach neueren Informationen, welche zum Zeitpunkt der Stolpersteinverlegung nicht bekannt waren, wurde Henriette Strauss im Mai 1942 von Litzmannstadt (Łódź) nach Kulmhof deportiert und dort ermordet. |
| Stolperstein für Karl Strauss (Jakordenstraße 17) | Hier wohnte Karl Strauss (Jahrgang 1890) Deportiert 1941 Łódź ??? | Jakordenstr. 17 (Standort) | Nach neueren Informationen, welche zum Zeitpunkt der Stolpersteinverlegung nicht bekannt waren, wurde Karl Strauss im Mai 1942 von Litzmannstadt (Łódź) nach Kulmhof deportiert und dort ermordet. |
| Stolperstein für Mathilde Strauss (Christophstraße 31) | Hier wohnte Mathilde Strauss (Jahrgang 1884) Deportiert 1941 Łódź Für tot erklärt | Christophstr. 31 (Standort) | Der Stein wurde vor Optik Schwieren, Von-Werth-Straße, verlegt. Nach neueren Informationen, welche zum Zeitpunkt der Stolpersteinverlegung nicht bekannt waren, wurde Mathilde Strauss im Mai 1942 von Litzmannstadt (Łódź) nach Kulmhof deportiert und dort ermordet. |
| Stolperstein für Max Strauss (Jakordenstraße 17) | Hier wohnte Max Strauss (Jahrgang 1925) Deportiert 1941 Łódź ??? | Jakordenstr. 17 (Standort) | Nach neueren Informationen, welche zum Zeitpunkt der Stolpersteinverlegung nicht bekannt waren, wurde Max Strauss im Mai 1942 von Litzmannstadt (Łódź) nach Kulmhof deportiert und dort ermordet. |
| Stolperstein für Rosa Strauss (Breite Straße 54–56) | Hier wohnte Rosa Strauss, geb. Jacob (Jahrgang 1887) Deportiert 1941 Łódź/Litzmannstadt Ermordet Mai 1941 Chelmno/Kulmhof | Breite Str. 54/56 (Standort) | |
| Stolperstein für Walter Strauss (Jakordenstraße 17) | Hier wohnte Walter Strauss (Jahrgang 1922) Deportiert 1941 Łódź ??? | Jakordenstr. 17 (Standort) | Nach neueren Informationen, welche zum Zeitpunkt der Stolpersteinverlegung nicht bekannt waren, wurde Walter Strauss im Mai 1942 von Litzmannstadt (Łódź) nach Kulmhof deportiert und dort ermordet. |
| Stolperstein für Ellen Süskind (Alte Wallgasse 10) | Hier lernte Ellen Süskind, verh. Rosenbaum (Jahrgang 1923) Flucht 1939 England 1940 USA | Palmstraße 1 (Verlegestelle vor dem Neubau der Königin-Luise-Schule) (Standort)                                                   | Der am 5. Oktober 2020 verlegte Stolperstein erinnert an Ellen Süskind, geboren 1923. Die Patenschaft für den Stolperstein haben Schülerinnen und Schüler der Königin-Luise-Schule übernommen. |
| Stolperstein für Hertha Süsskind (Kettengasse 22) | Hier wohnte Hertha Süsskind (Jahrgang 1909) Deportiert 1941 Riga Für tot erklärt | Kettengasse 22 (Standort) | |
| Stolperstein für Liselotte Sussmann (Alte Wallgasse 10) | Hier lernte Liselotte Sussmann (Jahrgang 1930) Unfreiwillig verzogen 1944 Königswinter Versteckt gelebt Überlebt | Palmstraße 1 (Verlegestelle vor dem Neubau der Königin-Luise-Schule) (Standort)                                                   | Der am 18. März 2019 verlegte Stolperstein erinnert an Liselotte Sussmann, geboren 1930. Liselotte Sussmann wurde am 7. Dezember 1930 in Köln als einziges Kind des jüdischen Handelsvertreters Georg Ludwig Sussmann und seiner protestantischen Ehefrau Alma, geb. Enders in Köln geboren. Die Familie bewohnte ein Zweifamilienhaus in Köln-Lindenthal, Sielsdorfer Straße 2. Nach der Machtergreifung der Nationalsozialisten wurden jüdische Geschäfte boykottiert und nach und nach wurden die Arbeitsmöglichkeiten des Vaters eingeschränkt. Die Familie lebte in der Folgezeit von den Ersparnissen. 1939 musste das Zweifamilienhaus der Familie weit unter Wert verkauft werden und die Familie musste in eine kleine Wohnung in der Aachener Str. 966 ziehen. Ihr Vater und ihr Onkel Richard, der vor 1933 als Rechtsanwalt am Oberlandesgericht tätig war, wurden während der Novemberpogrome verhaftet und ins KZ Dachau verschleppt. Nach seiner Entlassung musste Georg Sussmann ab Ende 1939 eine Hilfsarbeitertätigkeit annehmen, um das Überleben der Familie zu sichern. Eine Ausreise von Georg Sussmann wurde abgelehnt. Nach dem Besuch der Grundschule wurde Liselotte 1941–unter Geheimhaltung ihrer Abstammung – in die Königin Luise-Schule eingeschult. Im April 1942 zog die Familie zur Großmutter mütterlicherseits nach Rosbach (Windeck). Liselotte besuchte nun die 35 km entfernte Oberschule in Siegburg. Im September 1944 tauchte die Familie bei einem evangelischen Pfarrer in Königswinter unter, um der Deportation zu entkommen. Die letzten zwei Kriegsmonate überlebten sie in einem Bunker in Bad Godesberg. Nach dem Zweiten Weltkrieg beendete Liselotte Sussmann ihre Schulausbildung und arbeitete als Sekretärin bei der UNO in Bad Godesberg. Sie blieb ledig und kinderlos. 1980 nahm sich Liselotte Sussmann das Leben. Die Patenschaft für den Stolperstein haben Schülerinnen und Schüler der Königin-Luise-Schule übernommen. Ein weiterer Stolperstein für Liselotte Sussmann wurde am 11. März 2016 in Rosbach (Windeck) verlegt. |
| Stolperstein für Ella Silberstein (Unter Kahlenhausen 11) | Hier wohnte Ethel Sylberstein, geb. Kessler (Jahrgang 1899) Deportiert 1942 Auschwitz Für tot erklärt | Unter Kahlenhausen 11 (Standort)                                                                                                  | Der Stolperstein erinnert an Ethel Silberstein (geb. Kessler), geboren am 3. Dezember 1899 in Köln. Ethel Silberstein, genannt Ella, war die Tochter von Isaak und Sara Kessler. Sie war verheiratet mit Motel Silberstein. Dessen Bruder Mosche Silberstein war mit ihrer Schwester Eva verheiratet. Gemeinsam besaßen und bewohnten sie das Eckhaus Unter Kahlenhausen 11. Das Haus wurde 1943 durch Brandbomben zerstört. Das Ehepaar Ella und Motel Silberstein blieb kinderlos. Im November 1938, nach der Reichskristallnacht, musste die gesamte Familie Silberstein Deutschland in Richtung Belgien verlassen. Als polnische Staatsbürger gelangten sie 1942 ins Warschauer Ghetto, dort verstarb Ethel Silberstein. Motel Silberstein überlebte den Krieg als Soldat der britischen Armee. 1945 verkaufte Motel Silberstein das Grundstück an die Stadt Köln. Auf diesem Grundstück steht heute ein Teil der Musikhochschule Köln. |
| Stolperstein für Alfred L. Tietz (Gürzenichstr. 2) | Hier arbeitete Dr. Alfred L. Tietz (Jahrgang 1883) Flucht 1933 Holland 1940 Palästina Tot 4. Juli 1941 | Gürzenichstr. 2 (Verlegestelle: Vor Galeria Kaufhof) (Standort)                                                                   | Der am 18. März 2019 verlegte Stolperstein erinnert an Dr. Alfred Leonhard Tietz, geboren am 8. Juni 1883 in Stralsund. Alfred Leonhard Tietz war der älteste Sohn des jüdischen Kaufhausgründers Leonhard Tietz. Nach Abschluss der Ausbildung an der Handelsschule in Köln arbeitete Alfred Leonhard als Lehrling im Kaufhaus seines Vaters. Nach dem Tod seines Vaters übernahm Alfred Tietz 1914 den Kaufhauskonzern Leonard Tietz AG. Im Ersten Weltkrieg wurde Alfred Tietz zum Wehrdienst eingezogen. In den 1920er Jahren baute er das Unternehmen trotz wirtschaftlicher Schwierigkeiten zu einem der führenden Warenhauskonzerne in Deutschland auf. Alfred Tietz war Mitglied des Deutschen Industrie- und Handelstages und im Vorstand von zahlreichen karitativen Organisationen in Köln. Nach der Machtergreifung der Nationalsozialisten wurde Alfred Tietz aus dem Vorstand des Kaufhauskonzerns gedrängt, sein Unternehmen arisiert und in Kaufhof AG umbenannt. Er floh mit seiner Ehefrau Margarete aus Köln zunächst ins Saargebiet. 1934 emigrierte er nach Amsterdam. Unmittelbar vor dem Einmarsch der Wehrmacht nach Amsterdam floh er mit dem letzten auslaufenden Schiff nach Palästina, wo er am 4. August 1941 in Jerusalem starb. Die Verlegung des Stolpersteins wurde durch die Sektion Rheinland Köln des Deutschen Alpenvereins initiiert. |
| Stolperstein für Ludwig Uffenheimer (Thürmchenswall 44) | Hier wohnte Ludwig Uffenheimer (Jahrgang 1889) Deportiert 1941 Łódź ??? | Thürmchenswall 44 (Verlegestelle: Vor dem Eingang zur Fachhochschule für öffentliche Verwaltung, Thürmchenswall 48–54) (Standort) | Die im Februar 2001 verlegten Steine wurden im Jahr 2002 mit braunem Lack beschmiert. Nach neueren Informationen, welche zum Zeitpunkt der Stolpersteinverlegung nicht bekannt waren, wurde Ludwig Uffenheimer im Mai 1942 von Litzmannstadt (Łódź) nach Kulmhof deportiert und dort ermordet. |
| Stolperstein für Klara Utitz (Christophstraße 31) | Hier wohnte Klara Utitz (Jahrgang 1918) Deportiert 1941 Łódź ??? | Christophstr. 31 (Standort) | Der Stein wurde vor Optik Schwieren, Von-Werth-Straße verlegt. Nach neueren Informationen, welche zum Zeitpunkt der Stolpersteinverlegung nicht bekannt waren, wurde Klara Utitz im Mai 1942 von Litzmannstadt (Łódź) nach Kulmhof deportiert und dort ermordet. |
| Stolperstein für Elsbeth von Ameln (Alte Wallgasse 10) | Hier lernte Dr. Elsbeth von Ameln, geb. Pollitz (Jahrgang 1905) Versteckt gelebt Überlebt | Palmstraße 1 (Verlegestelle vor dem Neubau der Königin-Luise-Schule) (Standort)                                                   | Der am 18. März 2019 verlegte Stolperstein erinnert an Dr. Elsbeth von Ameln (geb. Pollitz), geboren am 16. Juni 1905 in Köln. Elsbeth Pollitz wurde als erste Tochter des Prokuristen Oskar Pollitz und seiner Frau Josephine Reh in Köln geboren. Der jüdische Vater konvertierte 1903 zum Evangelikalismus. Elsbeth Pollitz besuchte die Kaiserin-Augusta-Schule und das Königin-Luise-Gymnasium in Köln Nach ihrem Schulabschluss begann sie 1925 ein Studium der Rechtswissenschaften in Marburg. 1927 ging sie nach Köln, wo sie 1933 mit dem Thema „Der Gerichtshelfer“ promovierte. Aufgrund der jüdischen Herkunft des Vaters wurde ihr die Zulassung als Rechtsanwältin von den Nationalsozialisten verwehrt. Am 17. Oktober 1933 heiratete sie den Juristen Hermann von Ameln, der sie in seiner Kanzlei beschäftigte. In den nächsten Jahren wurden zunehmend Menschen jüdischer Abstammung gemeinsam mit ihren nicht-jüdischen Ehepartner ausgegrenzt, angefeindet und schließlich ab 1941 deportiert. Nach Erhalt des Deportationsbefehls tauchte Elsbeth von Ameln 1944 unter. Am 2. April 1945 wurde sie als Strafverteidigerin am amerikanischen Militärgericht zugelassen. Am 6. Juni 1945 wurden ihre Befugnisse von den alliierten Besatzungsmächten als Richterin auf alle Militär- und zivilen Gerichte ausgeweitet. Im Juni 1945 erhielt sie vom Kölner Jugendgericht ihre 1934 verweigerte Ernennung als Gerichtsassessorin. Am 13. April 1946 wurde sie als Rechtsanwältin am Amts- und Landgericht Köln zugelassen, wo sie bis zu ihrer Pensionierung am 2. Juni 1984 tätig war. Sie starb am 30. April 1990 in Köln. Die Patenschaft für den Stolperstein haben Schülerinnen und Schüler der Königin-Luise-Schule übernommen. |
| Stolperstein für Alice von der Heyden (Alte Wallgasse 10) | Hier lernte Alice von der Heyden, (geb. Tuteur) (Jahrgang 1897) Gedemütigt/Entrechtet Flucht in den Tod 8. November 1944 | Palmstraße 1 (Verlegestelle vor dem Neubau der Königin-Luise-Schule) (Standort)                                                   | Der am 18. April 2018 verlegte Stolperstein erinnert an Alice von der Heyden (geb. Tuteur), geboren am 23. September 1897 in Antwerpen. Alice von der Heyden war die Tochter des Kaufmanns Albert Tuteur und seiner Frau Hedwig Weinberg. Albert Tuteur aus Worms stammend übersiedelte Ende des 19. Jahrhunderts mit seiner Frau nach Antwerpen, wo Tochter Alice geboren wurde, und betrieb dort mit seinem Bruder eine Getreidehandlung. Nach der Jahrhundertwende ließ sich die Familie in Köln nieder und Albert Tuteur betrieb hier einen Zigarrengroßhandel. Alice besuchte die Königin-Luise-Schule und trat nach dem Abitur in die Firma ihres Vaters ein. Sie heiratete 1922 Hans von der Heyden. Ihr nichtjüdischer Ehemann trat ebenfalls in die Firma des Vaters ein. 1924 wurde Tochter Sylvia und 1928 Sohn Günter geboren. Nach dem Tode der Mutter Hedwig und in Folge der Wirtschaftskrise wurde die Zigarrengroßhandlung aufgelöst. Hans von der Heyden verließ 1932 die Familie und die Ehe wurde 1934 geschieden. Alice von der Heyden heiratete in den folgenden Jahren noch zwei weitere Male. Beide Ehen scheiterten und ihre wirtschaftliche Situation verschlechterte sich zunehmend. Alice von der Heyden war auf finanzielle Unterstützung durch Familienangehörige und Unterstützung ihres in Berlin lebenden ersten Mannes angewiesen. 1935 ließ sie ihre Kinder katholisch taufen. Ihr Vater Albert Tuteur starb kurz nach Erhalt seines Deportationsbefehl im Mai 1942. Alice von der Heyden wurde in das Ghettohaus Utrechter Straße 6 eingewiesen. Im Herbst 1944 erhielt auch Alice von der Heyden die Aufforderung sich mit ihren Kindern im Deportationslager Köln-Müngersdorf einzufinden. Den Kindern Sylvia und Günter gelang es zunächst sich zu verstecken und später zu ihrem Vater nach Berlin zu flüchten, dort überlebten sie den Holocaust. Alice von der Heyden wählte am 8. November 1944 den Freitod. Alice von der Heyden wurde auf dem Jüdischen Friedhof Köln-Bocklemünd bestattet. Die Patenschaft für den Stolperstein haben Schülerinnen und Schüler der Königin-Luise-Schule übernommen. Für Alice von der Heyden wurde an ihrem ehemaligen Wohnhaus (Wittekindstraße 6) ein weiterer Stolperstein verlegt.                                                 |
| Stolperstein für Hermann Voos (Heumarkt 47) | Hier wohnte Hermann Voos (Jahrgang 1886) Deportiert 1941 Łódź ??? | Heumarkt 47 (Standort) | Nach neueren Informationen, welche zum Zeitpunkt der Stolpersteinverlegung nicht bekannt waren, wurde Hermann Voos im Mai 1942 von Litzmannstadt (Łódź) nach Kulmhof deportiert und dort ermordet. |
| Stolperstein für Irma Voos (Heumarkt 47) | Hier wohnte Irma Voos, geb. Seligenbrunn (Jahrgang 1889) Deportiert 1941 Łódź ??? | Heumarkt 47 (Standort) | Nach neueren Informationen, welche zum Zeitpunkt der Stolpersteinverlegung nicht bekannt waren, wurde Irma Voos im Mai 1942 von Litzmannstadt (Łódź) nach Kulmhof deportiert und dort ermordet. |
| Stolperstein für Helene Waller (Auf dem Hunnenrücken 29) | Hier wohnte Helene Waller (Jahrgang 1889) Deportiert 1941 Riga | Auf dem Hunnenrücken 29 (Standort)                                                                                                | |
| Stolperstein für Adolf Weil (Gereonswall 124) | Hier wohnte Adolf Weil (Jahrgang 1892) Deportiert 1941 Riga ??? | Gereonswall 124 (Standort) | |
| Stolperstein für Hilde Weil (Gereonswall 124) | Hier wohnte Hilde Weil (Jahrgang 1921) Deportiert 1941 Riga ??? | Gereonswall 124 (Standort) | |
| Stolperstein für Karoline Weil (Gereonswall 124) | Hier wohnte Karoline Weil, geb. Katz (Jahrgang 1885) Deportiert 1941 Riga Für tot erklärt | Gereonswall 124 (Standort) | |
| Stolperstein für Irmgard Weiler (Alte Wallgasse 10) | Hier lernte Irmgard Weiler (Jahrgang 1907) Deportiert 1941 Łódź / Litzmannstadt Ermordet Sept. 1942 Chelmno / Kulmhof | Palmstraße 1 (Verlegestelle vor dem Neubau der Königin-Luise-Schule) (Standort)                                                   | Der am 18. März 2019 verlegte Stolperstein erinnert an Irmgard Weiler, geboren 1907. Irmgard Anna (oder auch Anni) Weiler wurde am 4. Dezember 1907 als Tochter des promovierten Chemikers Max Weiler und seiner Frau Therese Julie (geb. Sichel) in Bonn geboren. Der Vater arbeitete in Elberfeld bei den Farbenfabriken Bayer. Bis 1926 lebte die Familie in Elberfeld, Schillerstr. 67. Durch den Arbeitsplatzwechsel des Vaters an das IG Farbenwerk zog die Familie nach Leverkusen. Irmgard Weiler machte als „auswärtige“ Schülerin 1927 Abitur an der Königin-Luise-Schule. 1934 zog die Familie nach Opladen. Im Dezember 1936 starb nach langer Krankheit die Mutter, Irmgard blieb bei ihrem Vater, der während der Novemberpogrome 1938 verhaftet wurde. Am 26. Oktober 1941 wurden sie von Düsseldorf aus ins Ghetto Litzmannstadt deportiert. Von einander im Ghetto getrennt, wurde Irmgard Weiler (Gnesener Straße 15) im September 1942 ins Vernichtungslager Kulmhof transportiert und dort ermordet. Ihr Vater starb im Altenheim der Ältesten des Ghettos Litzmannstadt Gnesener Str. 26 am 18. Mai 1942. Die Patenschaft für den Stolperstein haben Schülerinnen und Schüler der Königin-Luise-Schule übernommen. |
| Stolperstein für Martha Weinberg (Drususgasse 11) | Hier wohnte Martha Weinberg (Jahrgang 1879) Deportiert 1941 Łódź ??? | Drususgasse 11 (Standort) | Nach neueren Informationen, welche zum Zeitpunkt der Stolpersteinverlegung nicht bekannt waren, wurde Martha Weinberg im Mai 1942 von Litzmannstadt (Łódź) nach Kulmhof deportiert und dort ermordet. |
| | Hier lernte Hedwig Winter (Jahrgang 1883) deportiert 1942 Theresienstadt ermordet 3.2.1944 | Palmstraße 1 (Verlegestelle vor dem Neubau der Königin-Luise-Schule) (Standort)                                                   | |
| Stolperstein für Paul Wiss (Jakordenstraße 24) | Hier wohnte Paul Wiss (Jahrgang 1909) Mehrmals verhaftet Zuletzt 1938 Verurteilt 1938 Landgericht Köln Buchenwald Tot 19. August 1942 | Jakordenstr. 24 (Standort) | Verfolgt als Homosexueller |
| Stolperstein für Edmund Wissmann Breite Straße 79 | Hier wohnte Edmund Wissmann (Jahrgang 1918) Mehrmals verhaftet Zuletzt 1939 Vorbeugehaft 1940 Sachsenhausen Flossenbürg Überlebt | Breite Str. 79 (Verlegestelle: Nordwestseite der Opern Passagen) (Standort)                                                       | Verfolgt als Homosexueller |
| Stolperstein für Lina Wolf (Hohe Straße 59–61) | Hier arbeitete Lina Wolf, geb. Levi (Jahrgang 1872) Deportiert 1942 Theresienstadt Ermordet 19. September 1942 Treblinka | Hohe Str. 59/61 (Standort) | |
| Stolperstein für Magdalene Wolf (Palmstraße 20) | Hier wohnte Magdalene Wolf, geb. Wolf (Jahrgang 1881) Deportiert 1942 Theresienstadt Ermordet am 3. Juli 1943 | Palmstr. 20 (Standort) | |
| Stolperstein für Margot Wolf (Palmstraße 20) | Hier wohnte Margot Wolf (Jahrgang 1908) Deportiert 1942 Theresienstadt Ermordet am 24. Juli 1944 | Palmstr. 20 (Standort) | |
| Stolperstein für Helene Wolff (Friesenstr.82) | Hier wohnte Helene Wolff, geb. Baer (Jahrgang 1881) Deportiert 1941 Riga | Friesenstr. 82 (Standort) | Nach Informationen, welche zum Zeitpunkt der Verlegung nicht vorlagen, wurde Helene Wolff nicht nach Riga, sondern in das Ghetto Lodz/Litzmannstadt deportiert. Sie starb im Mai 1942 im Vernichtungslager Chelmno/Kulmhof. |
| | Hier lernte Mina Wolff, geb. Speier-Holstein (Jahrgang 1883) deportiert 1941 Łodz/Litzmannstadt ermordet | Palmstraße 1 (Verlegestelle vor dem Neubau der Königin-Luise-Schule) (Standort)                                                   | |
| Stolperstein für Friederike Wollmann (Eigelstein 122) | Hier wohnte Friederike Wollmann, geb. Brüll (Jahrgang 1866) Tot 1942 in einem Lager bei Aachen | Eigelstein 122 (Standort) | |
| Stolperstein für Wilhelm Zimek (Alte Wallgasse 30) | Hier wohnte Wilhelm Zimek (Jahrgang 1919) Mehrmals verhaftet Zuletzt 1938 1940 Wehrdienst 'Fahnenflucht' Todesurteil 3. September 1942 Vollstreckt 9. Oktober 1942 Gefängnis Wolfenbüttel | Alte Wallgasse 30 (Verlegestelle: Ecke Magnusstraße) (Standort)                                                                   | Verfolgt als Homosexueller |

## Quelle
- NS-Dokumentationszentrum - Stolpersteine | Erinnerungsmale für die Opfer des Nationalsozialismus (Stadtteilliste Altstadt-Nord)